# Corrida
Vous lisez un « bon article » labellisé en 2011.
Pour les articles homonymes, voir Corrida (homonymie).

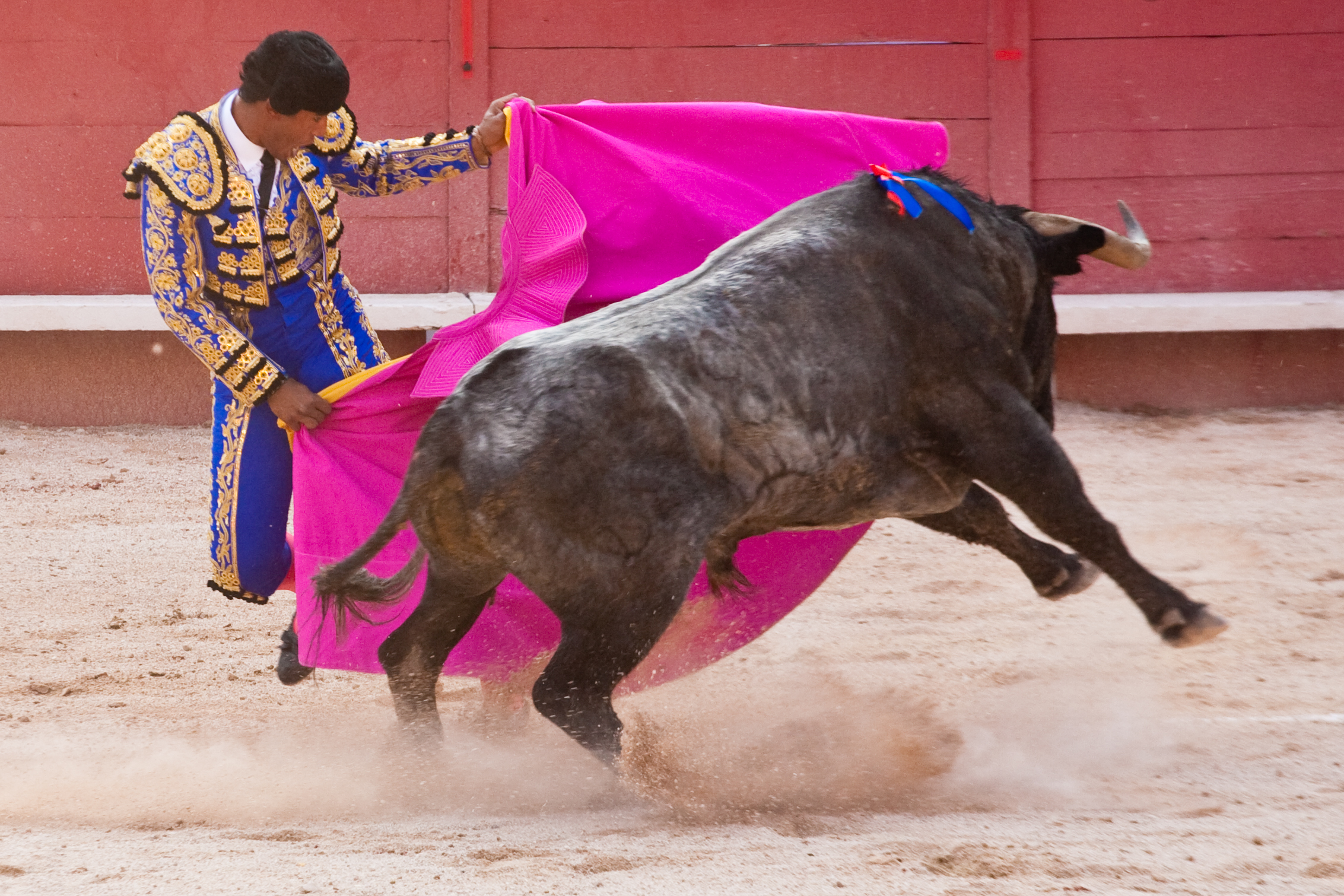
Corrida aux arènes d'Arles en 2009.

La corrida (en espagnol, « corrida de toros », « course de taureaux ») est une forme de course de taureaux consistant en un combat entre un homme et un taureau, à l'issue duquel le taureau est mis à mort ou, exceptionnellement, gracié (indulto). Elle est pratiquée essentiellement en Espagne, au Portugal, dans le midi de la France et dans certains pays d'Amérique latine (Mexique, Pérou, Venezuela, Équateur et Bolivie).
Se déroulant dans des arènes, la corrida est un spectacle tauromachique issu d'une tradition qui remonte à Francisco Romero, dans la première moitié du XVIIIe siècle sous sa forme actuelle, où la mise à mort est effectuée par le matador (tueur, de l'espagnol matar : tuer), à pied et armé de sa seule épée. Elle se déroule selon un rituel et des modalités bien fixés aujourd'hui, dont l'essentiel remonte à ceux définis par le matador Francisco Montes « Paquiro », avec son traité de tauromachie de 1836, Tauromaquia completa.
Une corrida commence par un paseo, le défilé initial de tous les participants. Le combat se divise ensuite en trois parties, trois tercios (« tiers ») : au cours de la première partie, le tercio de pique, deux picadors affrontent le taureau et le blessent à l'aide d'une longue pique, ce qui permet à la fois de l'affaiblir et d'évaluer son comportement. Au cours du deuxième tercio, le tercio de banderilles, des banderilleros, voire le matador lui-même, plantent trois paires de banderilles dans le dos du taureau. Enfin, lors du troisième tercio (la mise à mort proprement dite), le matador, après une faena, une série de passes exécutées avec sa muleta, met à mort le taureau par l'estocade portée avec son épée.
Considérée par les aficionados et nombre de ses historiens comme un art, la corrida a inspiré de nombreux créateurs aussi bien en peinture, qu'en littérature, en musique et au cinéma. Cependant, dans un contexte où l'opposition à la corrida gagne du terrain, nombre de ses opposants l'assimilent à de la torture proposée en spectacle, et réclament son interdiction.
Les autorisations et interdictions de la corrida ont été fluctuantes au cours de l'histoire.
- En France, alternativement interdite et autorisée par les lois, elle est depuis 1951 légalement autorisée sur les parties du territoire où elle constitue une tradition ininterrompue, principalement le midi de la France.
- En Espagne, la corrida a été interdite en 2010 en Catalogne, mais elle est déclarée « bien d'intérêt culturel » le 12 février 2013 par le Parlement espagnol.
- Après une longue bataille, la ville de Mexico a interdit les corridas avec mise à mort des taureaux. Cette réforme vise à « harmoniser la tradition culturelle avec l’obligation constitutionnelle de reconnaître et protéger » le droit des animaux. La capitale, qui abrite la plus grande arène du monde, compte de nombreux collectifs engagés dans la défense des animaux[1].
- En Colombie, les corridas ont été interdites en mai 2004 (loi "No Mas Olé").
- Au Pérou, pays où elle est considérée comme faisant partie de l'histoire et de la tradition péruvienne, le tribunal constitutionnel du Pérou l'a déclarée « bien de interés cultural » le 12 mai 2011.
- En Équateur, elle est limitée depuis le 8 mai 2011 aux provinces Andines où elle est coutumière, celles de Pichincha, Chimborazo et Tungurahua.

## Histoire

### Origines

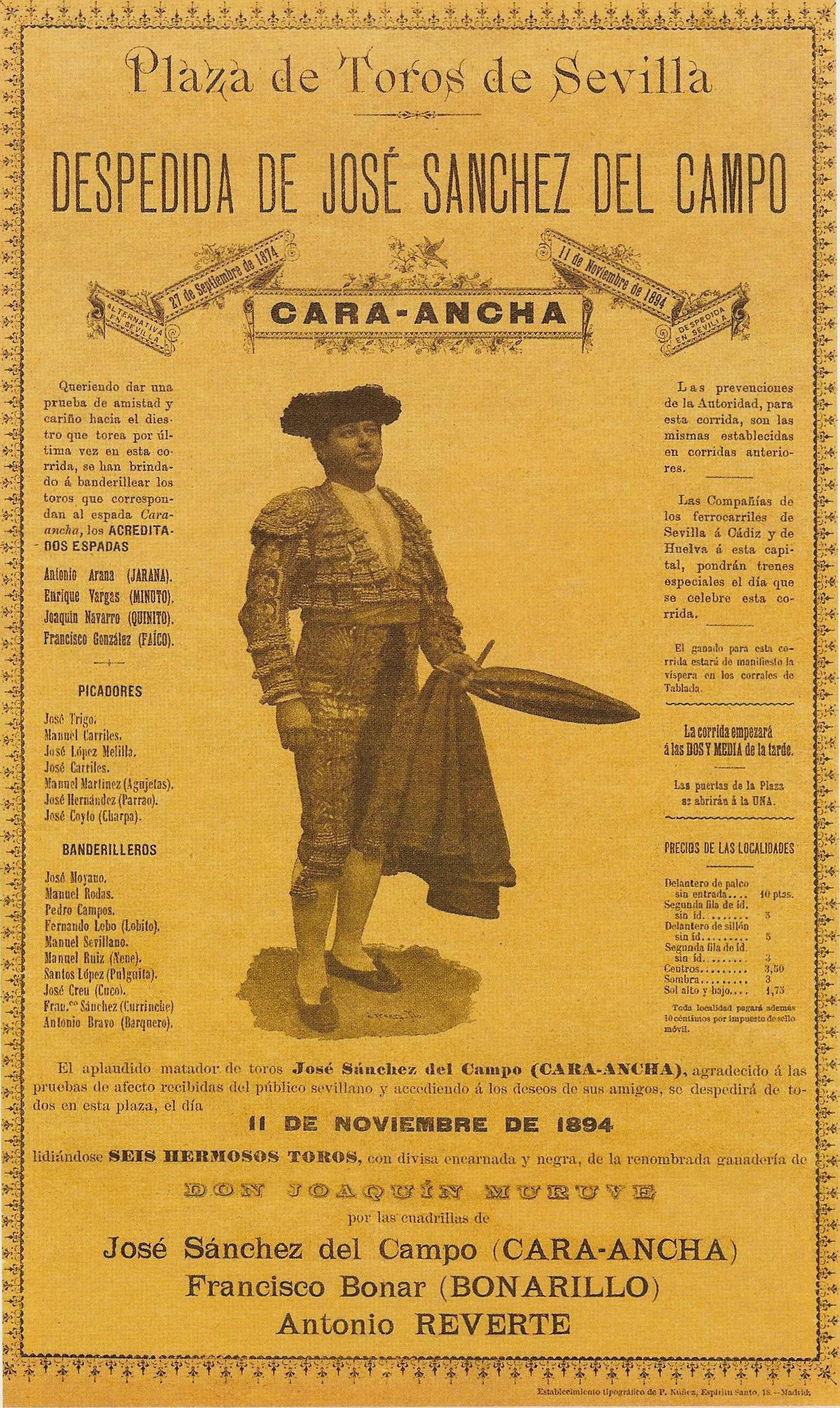
Affiche de corrida à Séville en 1894.

Dans le langage courant, la « corrida » désigne de nos jours la course de taureaux telle qu'elle se pratique principalement en Espagne, au Portugal, en France et dans certains pays d'Amérique latine. Cependant, avant d'exister sous leur forme actuelle, les courses de taureaux ont connu en Espagne une longue histoire étalée sur de nombreux siècles.
Bien que les « jeux taurins » et le culte du taureau aient eu une grande importance dans l'antiquité dans tous les pays du bassin méditerranéen, il semble difficile de lier leur existence avec les pratiques de la corrida espagnole d'après les études de la plupart des historiens contemporains. « Le culte du taureau a existé dans les civilisations méditerranéennes et bien au delà, sous des formes particulières à chacune de ces cultures. Il y eut parfois influences dans les pratiques, mais héritage, non. (…) La corrida est d'autant plus espagnole qu'elle est l'œuvre lente d'un peuple et de ses gouvernants. »
L'origine romaine de la tauromachie est fréquemment réfutée par les historiens, et ce dès le XVIIIe siècle par un des premiers chroniqueurs Nicolás Fernández de Moratín.
Les origines de la corrida et son déroulement restent opaques. « Il faut se résigner à l'incertitude. Nous ignorons les origines exactes des jeux tauromachiques dont l'épanouissement fut réservé à l'Espagne. (…) Bien qu'on ne puisse le prouver d'aucune manière, grande est la tentation de croire que la tauromachie espagnole est née tout simplement en Espagne. La présence de nombreux aurochs y est attestée depuis des millénaires. Les peintures rupestres ont valeur de documents irréfutables (…) peintures magdalénienne des grottes d'Altamira (…) peintures néolithiques de Albarracín. » Les fresques d'Altamira et d'Albarracín sont également citées par Robert Bérard pour souligner la complexité des liens entre culte du taureau et tauromachie, et aussi entre dieu-taureau et taureau de combat.
D'autres historiens comme Véronique Flanet et Pierre Veilletet soulignent encore la difficulté à dater précisément l'apparition de la corrida dans l'histoire : « Les premières courses de taureaux dont on ait connaissance datent des fêtes royales données par Alphonse II des Asturies en l'an 815. On n'en sait pas plus. Il faut attendre le XIIIe siècle pour en savoir davantage du combat lui-même. (…) En revanche, des légendes, des miracles, laissent penser (…) que la tradition tauromachique est déjà bien implantée dans les contrées les plus reculées de la péninsule Ibérique, tant chez la noblesse qu'auprès du peuple. »

### Évolution

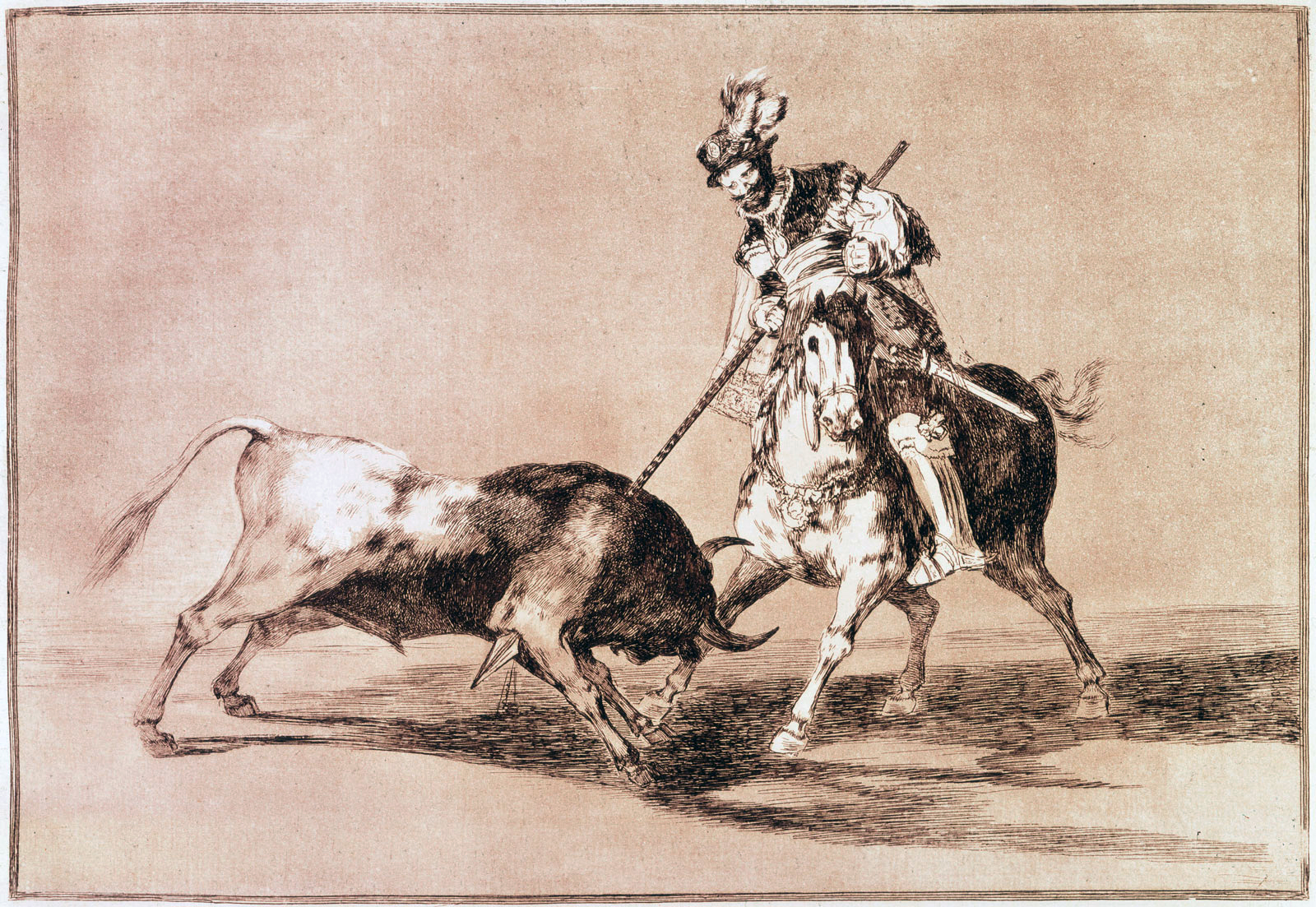
Le Cid combattant un taureau, à cheval. Par Goya.

Au Moyen Âge, les nobles organisent entre eux des chasses aux taureaux et des joutes équestres pendant lesquelles ils attaquaient le taureau à l’aide d’une lance. Ainsi, selon une chronique de 1124, des « fêtes de taureaux » ont lieu à Saldaña alors que Alphonse VII s'y trouve. La chronique rappelle également que Le Cid est lui-même friand de ces jeux.
Au XIIe siècle, le succès d'une fête royale repose essentiellement sur un personnage inconnu dans les provinces du sud de la péninsule, le mata-toros, qui tue vraisemblablement l'animal d'un jet de javelot.
Plus tard, Charles Quint sera grand amateur de ce spectacle lorsqu'il se présente sous forme de joutes équestres, c'est-à-dire des « jeux de toros » répondant à des codes précis, dont l'habileté des cavaliers est rapportée par de nombreux traités.
Au cours des XVIe et XVIIe siècles, la tauromachie à cheval réservée à la noblesse se codifie peu à peu. Les cavaliers pratiquent un combat à l’aide de lances (ancêtre de la corrida de rejón et de la corrida portugaise), et dès le début du XVIe siècle, la tauromachie à cheval de la noblesse commence à se codifier. Les traités de tauromachie équestre abondent à partir du XVIe siècle : Libro de la montería de Gonzalo Ángel de Molina (1582), Libro de la gineta de España de Pedro Fernández de Andrade (1599), Libro de ejercicios de la gineta de Bernardo de Vargas Machuca (1600)
Dans le même temps, la pratique du toreo à pied devient spectacle autonome selon les archives municipales de Séville. « Les premiers et les plus anciens toreros à pied dont on ait des données documentaires proviennent dans leur immense majorité de l'abattoir sévillan. Ce sont les travailleurs du macelo (boucher) ».
C'est ainsi que naît la tauromachie à pied, ses techniques et ses figures. Dès lors, la course de taureaux, d’aristocratique qu’elle est, devient aussi populaire. Le principal acteur reste encore le cavalier, mais c’est désormais un varilarguero (« porteur de longue lance »), ancêtre du picador actuel, qui devient le personnage principal. Au lieu de poursuivre le taureau, ou de se faire poursuivre par celui-ci, il l’attend de pied ferme pour l’arrêter avec sa lance, comme le font les picadors actuels. Après le varilarguero, les piétons se livrent aux mêmes jeux que du temps de la « corrida aristocratique. » Ces « piétons » auront également pour rôle d’éloigner le taureau du cheval et se serviront pour ce faire de capes ou de manteaux, ancêtres du capote.

### Apparition de la forme moderne

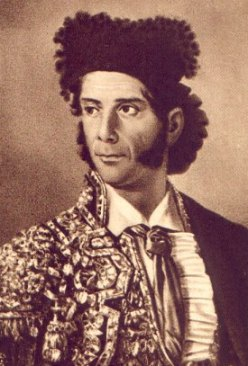
Portrait de Francisco Montes « Paquiro », l'auteur de Tauromaquia completa, à l'origine de la forme actuelle de la corrida.

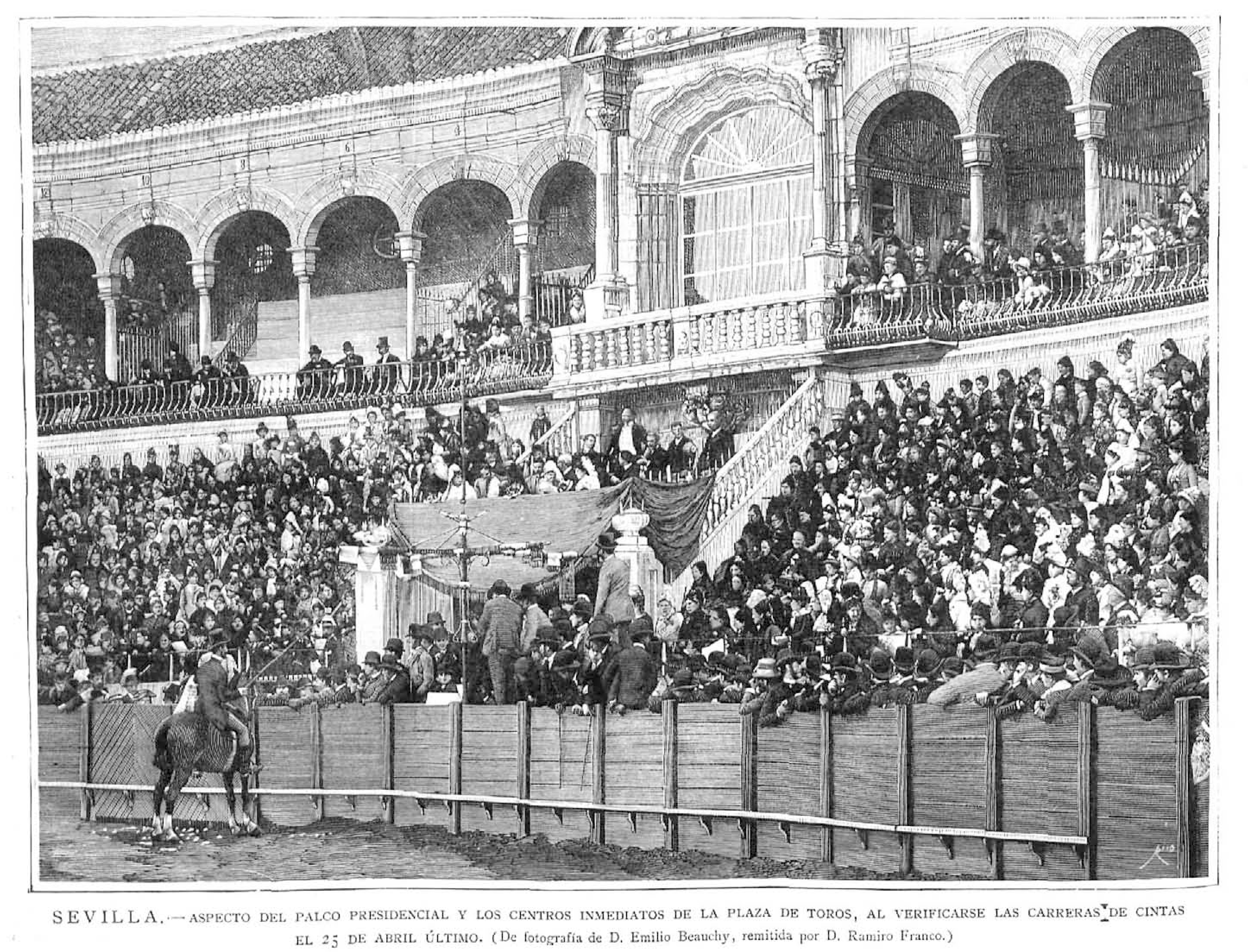
Tribune d'arène, Photo Emilio Beauchy

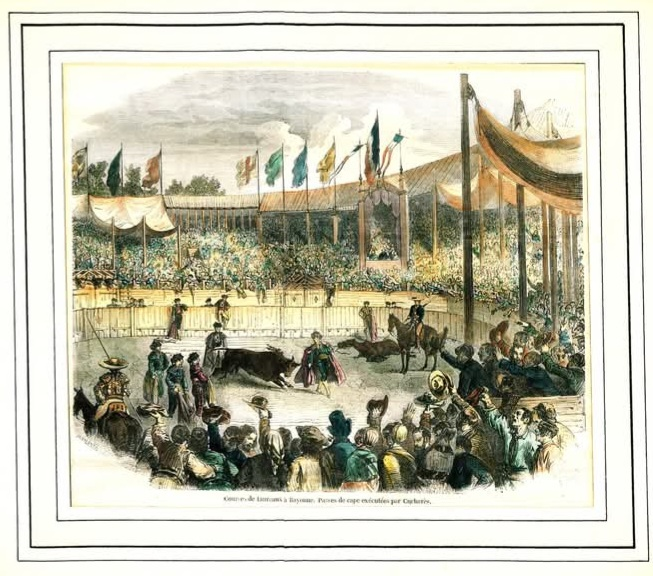
Gravure de la première corrida de l'époque moderne en France organisée le 21 août 1853 sur la place de la Course à Saint-Esprit, alors commune du département des Landes.

Dans les premières années du XVIIIe siècle, à Ronda, un certain Francisco Romero, à la fin d’une course, demande l’autorisation de tuer lui-même le taureau. Après l’avoir fait charger deux ou trois fois un leurre fait de toile, Francisco Romero estoque le taureau à l’aide de son épée. Par la suite, il recommence dans d’autres arènes et devient un véritable professionnel. Aussi Francisco Romero est-il généralement considéré comme « l’inventeur » de la corrida moderne, même s'il est possible que cette mise à mort du taureau par estocade ait été pratiquée avant lui.
En 1726, Moratín écrit à ce sujet : « À cette époque-là, un homme commence à se faire remarquer : Francisco Romero, celui de Ronda, qui fut un des premiers à perfectionner cet art avec la muletilla, attendant le taureau face à face. » Cet affrontement de face appelé estocade a recibir, que Romero pratique pieds joints, fera école.
Ses succès entraînent un changement radical dans l’art de toréer : avant lui, le personnage principal est encore le picador ; après lui, l’important n'est plus la mise à mort, mais ce qui la précède : elle n'est désormais plus que la fin du spectacle, non sa finalité.
À la suite de Francisco Romero, nombre de ses compatriotes se font aussi matadores de toros, notamment son petit-fils Pedro Romero, « Costillares » et « Pepe Hillo ». Ce dernier publie à Cadix en 1786 La tauromaquia, o el arte de torear de pie y a caballo (« La tauromachie, ou l’art de toréer à pied et à cheval »), premier traité de tauromachie moderne.
Mais c'est avec Francisco Montes « Paquiro » que se met en place l’organisation de tous les intervenants de la corrida. Dans un traité rédigé en 1836, La Tauromachie ou l'art de toréer dans les plazas à pied comme à cheval, il organise en effet le spectacle dont le premier règlement officiel sera promulgué en 1852. Désormais, picadors et banderilleros ne sont plus que les subalternes du matador ; leur but est de permettre la mise à mort du taureau avec le maximum de chances de réussite possible. Les suertes devenues dès lors inutiles, telles que les sauts à la perche, disparaissent.
Outre « Paquiro », les principales figuras (« vedettes ») de cette époque sont « Cúchares », « Frascuelo » et « Lagartijo ».
C'est avec l'arrivée de l'impératrice Eugénie, d'origine espagnole, qu'apparaissent en France, à partir de 1853, les premières corridas à partir desquelles la vogue de ce spectacle va se développer dans le pays, jusqu'à l'implantation d'arènes à Paris, à l'occasion de l'Exposition universelle de 1889.

### AuxXXesiècleetXXIesiècle
Dans les années 1920, la corrida est devenue si populaire hors d'Espagne que l'on voit même des apprentis-toreros américains se présenter en Espagne sans grand succès, tandis que le français Pierre Boudin (Pierre Pouly) réussit à intéresser l'afición espagnole dès sa confirmation d'alternative le 8 mai 1922 à Madrid. Seul Sidney Franklin réussit à se faire un nom avec son entrée à la Maestranza en 1929. Par ailleurs la corrida espagnole est à la mode : « les toreros des années 1920-1930 sont devenus des personnages in (…) et recherchés par les intellectuels et les artistes. (…) Ignacio Sánchez Mejías exerce un rôle important grâce à ses relations avec la génération surréaliste. » parmi laquelle figurent Federico García Lorca ainsi que Georges Bataille, Georges Braque et Max Jacob
« En raison du renom de barbarie que [l'étripement du cheval] valait justement à la nation », selon les termes de Primo de Rivera, et du fait de la difficulté d'approvisionnement en montures qui en résulte, Miguel Primo de Rivera impose en 1928 le caparaçon protecteur pour les chevaux, le peto. Dix modèles étaient alors en compétition. Présentés le 6 mars 1927 dans l'ancienne arène de Madrid, le modèle choisi par le dictateur fut celui présenté par Don Estebán Arteaga, les Espagnols considérant que le peto français accordait trop d'avantage au taureau. Composé de fer et de cuir, ce caparaçon était beaucoup plus lourd que celui actuellement utilisé (25 à 30 kg) et, s'il protégeait en effet le cheval, il pénalisait lourdement le taureau avec ses blindages qui formaient un véritable mur contre lequel l'animal de combat allait s'épuiser, jusqu'à l'amélioration du caparaçon, avec de nouveaux matériaux plus légers, employés par la suite.

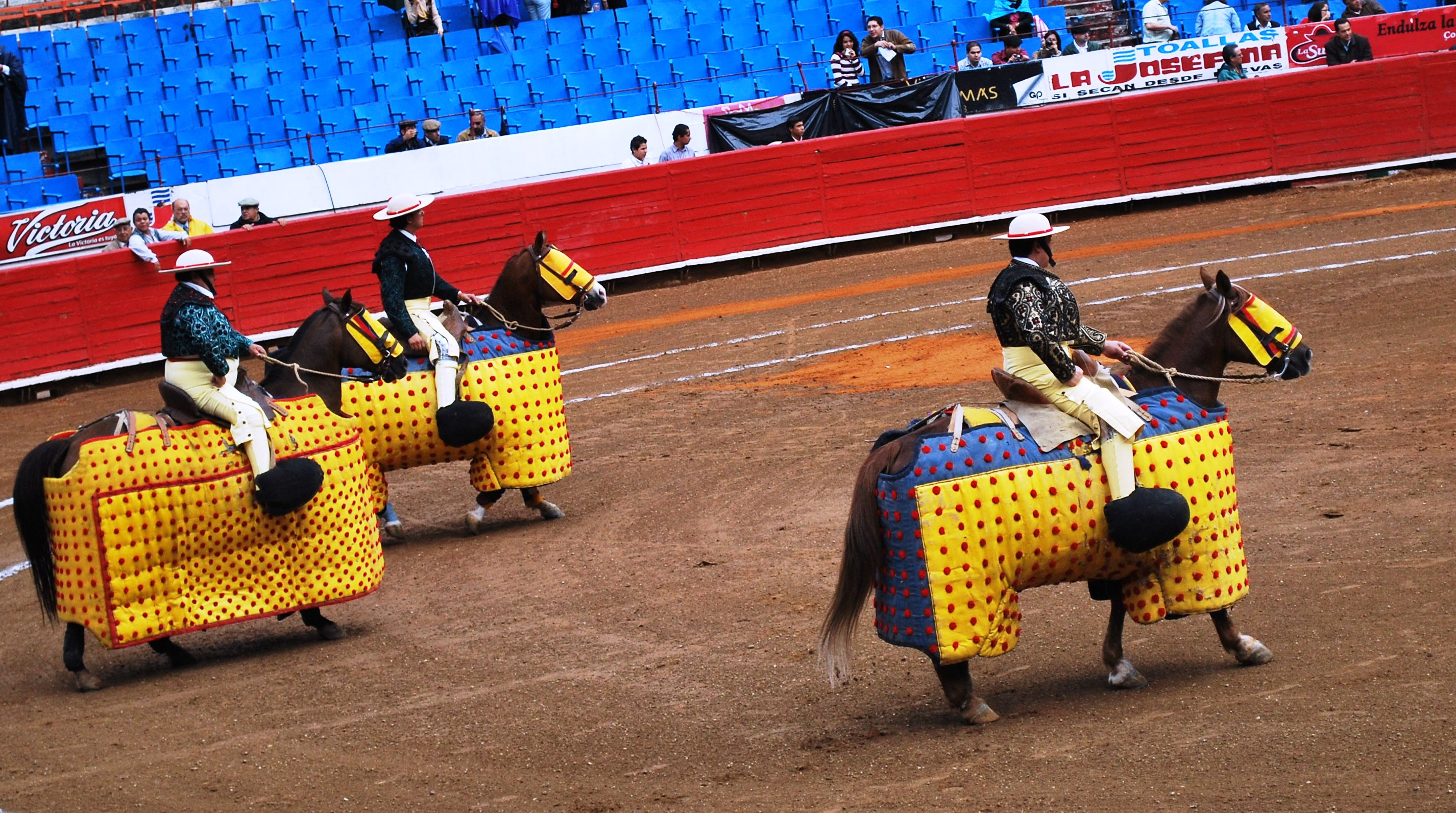
Caparaçon inventé par Jacques Heyral en 1927 à Nîmes.

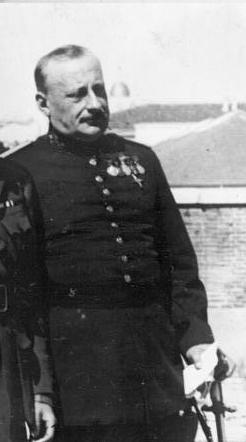
Primo de Rivera impose le caparaçon en 1928.

La tradition de la corrida dans sa forme moderne perdure durant la République espagnole (1931-1939). Durant la guerre d'Espagne (1936-1939), les nationalistes exécuteront autant des personnalités opposées à la pratique (comme l'écrivain libertaire Ramón Acín Aquilué, fusillé en 1936), que ses adeptes (comme le poète Federico García Lorca, également fusillé en 1936), y compris des toreros. Ainsi, les banderilleros Francisco Galadí et Joaquín Arcollas Cabezas sont exécutés en même temps que García Lorca à Viznar, en Andalousie.
Le dictateur Franco, arrivé au pouvoir en 1939, s'appuie sur la défense des valeurs traditionnelles, ce qui encourage d'une certaine façon l'organisation des spectacles de corrida dans toute l'Espagne après le conflit. Cependant, la pénurie de taureaux entraînée par la Guerre d'Espagne et la Seconde Guerre mondiale amène dans l'arène des taureaux trop jeunes, dont le petit format et les cornes afeitées quasi-systématiquement permettent un toreo rapproché, où excelle Manolete.
La fin du XXe siècle voit une forte progression du nombre de corridas, encouragée par le tourisme, en même temps que s'accroît l'opposition à la corrida, freinée pour un temps par l'introduction du peto protecteur. Parmi les figures de ces dernières décennies, on compte les noms de « El Cordobés », « El Viti » et Paco Camino. Puis viennent Francisco Rivera « Paquirri », Antonio Chenel « Antoñete », Paco Ojeda et Juan Antonio Ruiz Román « Espartaco ». Au début du XXIe siècle, les principales figuras (« têtes d'affiche ») sont Enrique Ponce et Julián López Escobar « El Juli ».
En France, le ministère de la Culture inscrit en janvier 2011 la tauromachie à l'inventaire du patrimoine culturel immatériel de la France,, décision annoncée le 22 avril 2011. Le ministre de la culture Frédéric Mitterrand souligne que cette décision, en dépit de la démarche lancée en 2009 par l'union des villes taurines françaises et l'Observatoire national des cultures taurines, n'implique « aucune forme de protection, de promotion particulière ou de cautionnement moral et ne [vise] pas à proposer la tauromachie à l'inscription au patrimoine culturel immatériel de l'Unesco », mais relève simplement « l'existence factuelle d'une pratique et d'un développement alentour d'un certain nombre d'éléments de nature culturelle (rituels, œuvres inspirées, rassemblements populaires, pratiques d'un vocabulaire spécifique) ».
Les opposants ont vivement critiqué cette décision par la voix de Claire Starozinski, présidente de l'Alliance anti-corrida. En revanche, le ministre a reçu le soutien d'André Viard, président de l'Observatoire des cultures taurines, ainsi qu'une lettre de soutien signée par trente-neuf personnalités du monde des arts et du spectacle parmi lesquelles : Éric Barbier, Christophe Barratier, Bartolomé Bennassar Daniel Benoin, Vincent Bioulès, Sophie Calle, Philippe Caubère, Jean-Paul Chambas, Lucien Clergue, Florence Delay, Françoise Gilot, Gérard Jugnot, Claude Lanzmann, Christian Lacroix, Denis Podalydès, Michel Portal, Jean-Michel Ribes, Claude Viallat, Francis Wolff (…) note de L'Humanité
Le 3 avril 2013, le Tribunal administratif de Paris « a rejeté au fond les demandes de diverses associations qui entendaient faire annuler l’inscription de la tauromachie à l'inventaire du patrimoine culturel français, » considérant ainsi que cette inscription est d’une part parfaitement légitime et d’autre part qu’elle a été obtenue conformément aux usages en vigueur. Le 1er juin 2015, l'inscription de la corrida à l'inventaire du Patrimoine immatériel de la France est infirmée par la cour administrative d'appel de Paris. Le 27 juillet 2016, le Conseil d'État rejette finalement le pourvoi de l'Observatoire national des cultures taurines et de l'Union des villes taurines françaises et les condamne à verser 3 000 euros aux associations CRAC Europe et Droits des Animaux. Cette décision rend définitive la radiation de la tauromachie à l'inventaire du patrimoine culturel immatériel de la France.
Ces communes se sont également mises d’accord sur une réflexion pour faire évoluer le règlement taurin, avec « notamment en haut de la liste de changements potentiels, une réflexion sur la mise à mort, mais aussi sur la durée du spectacle ».

### En Amérique latine

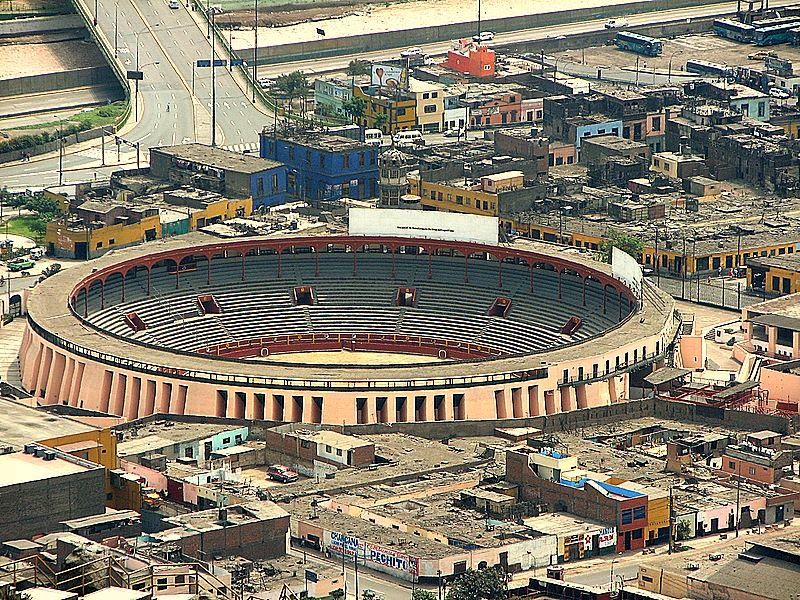
Plaza de Acho à Lima, Pérou.

En Amérique latine, la corrida s'est implantée dans les pays où l'empreinte espagnole a été la plus ancienne et la plus forte.
Les courses de taureaux telles qu’elles se pratiquaient alors en Espagne s’implantent en effet dans ses colonies d’Amérique. La première course de taureaux à Mexico, ordonnée par Hernán Cortés a eu lieu le 13 août 1529, jour de la Saint-Hippolyte et anniversaire de la reddition de Tenochtitlán (nom aztèque de Mexico) avec des taureaux importés d’Espagne. Au Mexique la corrida est interdite à partir de 1867 et jusqu'en 1887. Le 10 juin 2022, alors que la corrida est bannie par cinq des trente-deux États mexicains, un tribunal prononce, « sur la base d’un article de la Constitution locale de Mexico qui garantit le « droit à un environnement sain » pour les animaux », l’interdiction totale des spectacles taurins dans la capitale Mexico, ce qui entraine la fermeture de ses arènes, les plus grandes du monde avec 48 000 places.
La corrida a continué à se développer au Venezuela malgré l'interdiction de 1894. Elle est aussi restée très populaire au Pérou avec la feria de Lima et les Arènes d'Acho, en Colombie avec les ferias de Manizales, Cali, Carthagène des Indes, Bogota, en Équateur avec les ferias de Quito, Riobamba. sans que l'on puisse donner de document objectif sur ce pays. Au Panama, la corrida a été entièrement interdite le 15 mars 2012. En ce qui concerne la Bolivie, la corrida a souvent lieu lors des grandes fêtes patronales, tandis qu'au Panama la loi 308 interdisant la maltraitance contre les animaux, votée le 15 mars 2012, proscrit la corrida.
À l'inverse, au Pérou, des mesures de protection de la corrida ont été prises le 22 mai 2011 par le tribunal constitutionnel : « …qui a déclaré la corrida « bien culturel immatériel ». Ce classement la met hors de portée de toute initiative législative visant à l’interdire ».
En Colombie, le 31 octobre 2012, la cour constitutionnelle a jugé que les maires n'avaient pas le pouvoir d'interdire les corridas dans leur ville, sauf en cas de danger (arènes démontables ou improvisées). Le président Juan Manuel Santos a entendu les matadors Miguel Ángel Perera, El Juli, Luis Bolívar, Sébastien Castella, et Pepe Manrique qui s'inquiétaient de l'interdiction des corridas à Bogota en juin dernier, devenue désormais illégale.
Le cas de Cuba est un peu particulier puisqu'il est lié à deux formes de colonisation : la colonisation espagnole, suivie de l'occupation américaine. L'interdiction de la corrida y est promulguée en 1899 par le général John R. Brooke, qui a pris le commandement de l'île, puis confirmée l'année suivante par le général Leonard Wood, son successeur, le 28 mai 1900. Les Américains installés à la place des Espagnols remplacent ce spectacle relativement peu populaire par le baseball.
D'autre part, l'implantation de la corrida ne s'est pas révélée durable dans les pays du « cône sud », c'est-à-dire en Uruguay, en Argentine, au Paraguay et au Chili, d'où elle a disparu aujourd'hui en pratique.

## Déroulement
« En Espagne, la seule chose qui commence à l'heure, c'est la corrida ». Federico García Lorca, en 1928, dans un poème du romancero gitano, fait allusion à ce moment : « A las cinco de la tarde » (« À cinq heures de l'après-midi »).

### Sorteo
Le jour même de la corrida, à midi, a lieu le sorteo, répartition des taureaux entre les matadors par un tirage au sort. Le sorteo est fait en présence du président de la corrida et d'un représentant de chacun des trois matadors. Préalablement au sorteo, les représentants des matadors inspectent les taureaux, puis ils forment les lots en essayant de répartir les taureaux le plus équitablement possible en fonction de leurs facilités ou difficultés supposées. Les numéros des taureaux sont inscrits par paires sur de petits papiers (traditionnellement du papier à cigarettes) par le représentant du plus ancien des matadors ; les papiers sont ensuite roulés en boule par le représentant du matador le plus jeune, puis mis dans le chapeau du mayoral recouvert d'un journal. Chacun tire alors une boule par ordre d’ancienneté, le représentant du matador le plus ancien en premier.
Une fois déterminé le lot de chaque matador, c'est celui-ci qui décidera de l'ordre de sortie des deux taureaux qui lui ont été attribués,.

### Paseo

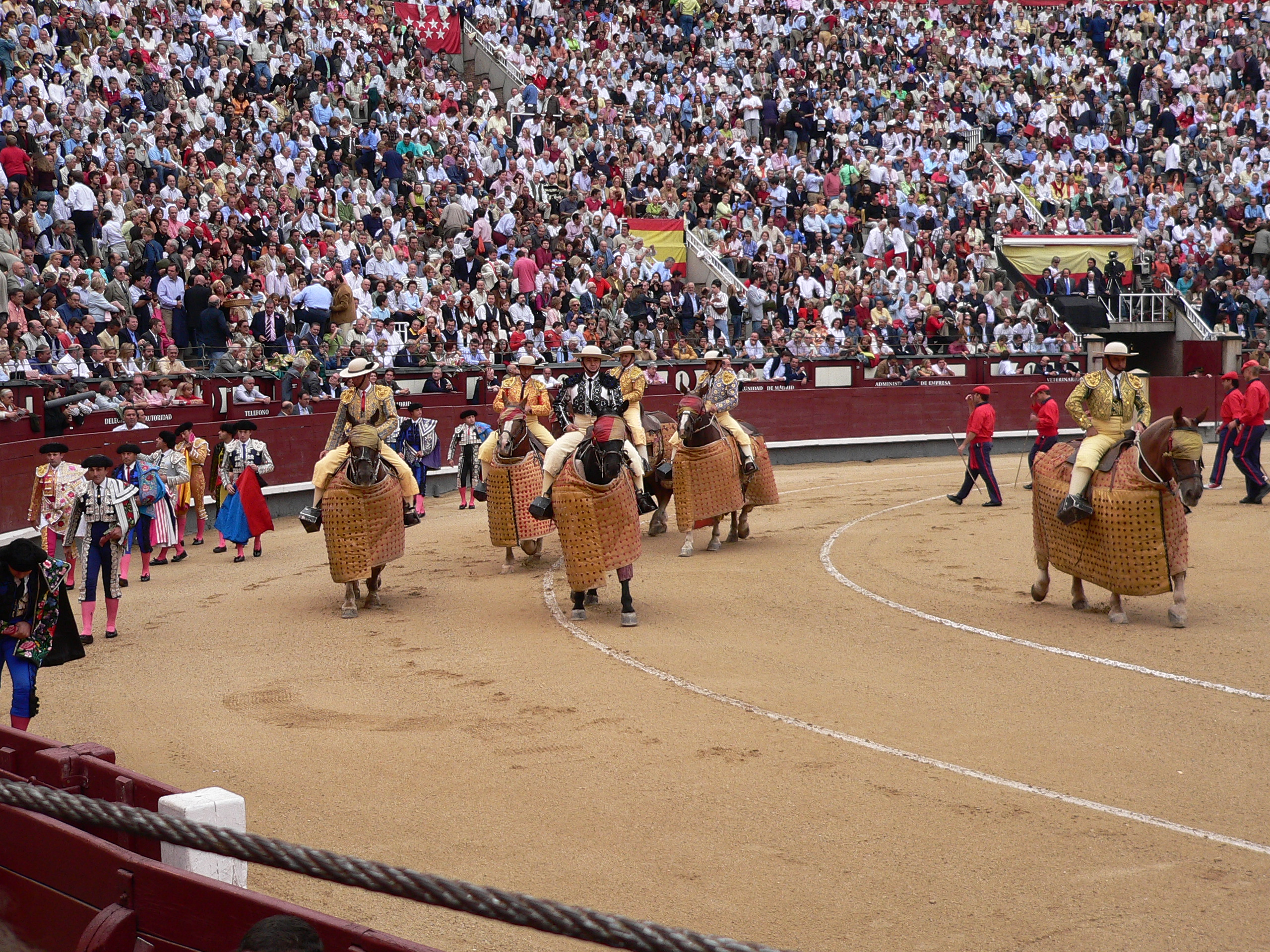
Fin du paseo.

La corrida commence par un défilé de tous les participants : le paseo (ou paseíllo). À l'heure prévue, le président présente un mouchoir blanc ; aux accents d’un paso doble le cortège s'ébranle, précédé par les alguaziles (ou alguacilillos). Viennent au premier rang les trois matadors, classés par ordre d'ancienneté : à gauche (dans le sens de la marche) le plus ancien, à droite le deuxième d'ancienneté, au milieu le moins ancien. Si un torero se présente pour la première fois dans la plaza, il avance tête nue, sinon il est coiffé du chapeau traditionnel, la « montera ». Derrière suivent les peones, classés également par ancienneté, puis les picadors, classés eux aussi selon l'ancienneté.
Viennent ensuite les monosabios, assistants des picadors, puis les areneros, employés des arènes qui ont pour fonction de remettre en état la piste entre deux taureaux.
Vient enfin le « train d’arrastre », l'attelage de mules chargé de traîner la dépouille du taureau hors de l’arène.

### Lidia
Puis vient l'heure du combat, en espagnol « lidia ».
Une corrida formelle comprend en principe la lidia de six taureaux. Pour chacun d'entre eux, la lidia se déroule selon un protocole immuable. Ce protocole est décomposé en trois parties, appelées tercios.

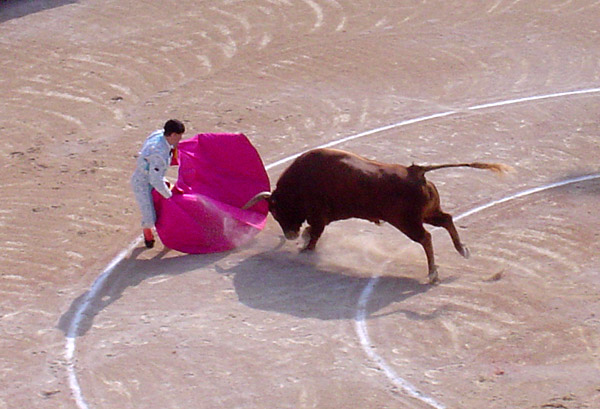
Premier tercio : début de la lidia, passes de cape.
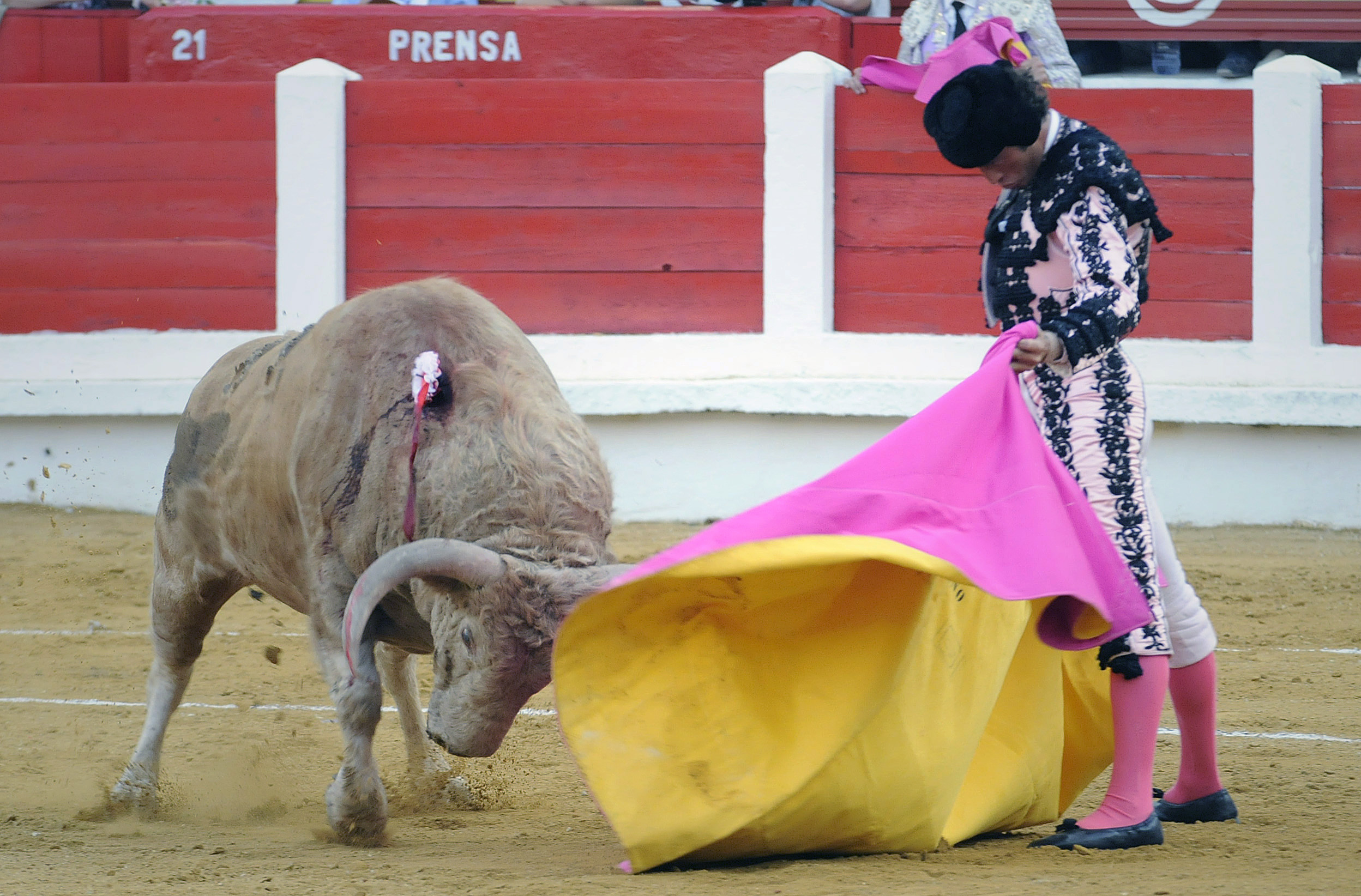
Premier tercio : matador à la cape dessinant une véronique.
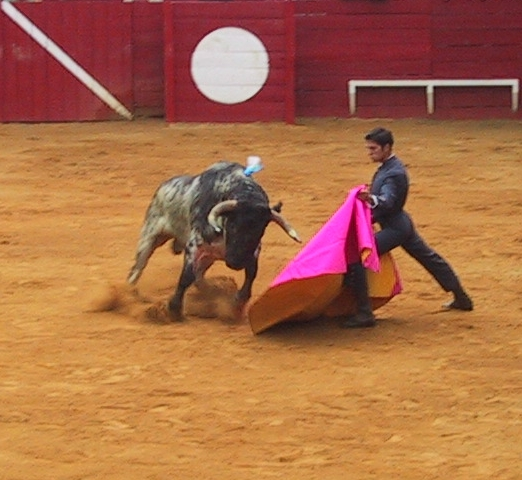
Premier tercio : matador réalisant une véronique avec une jambe pliée.
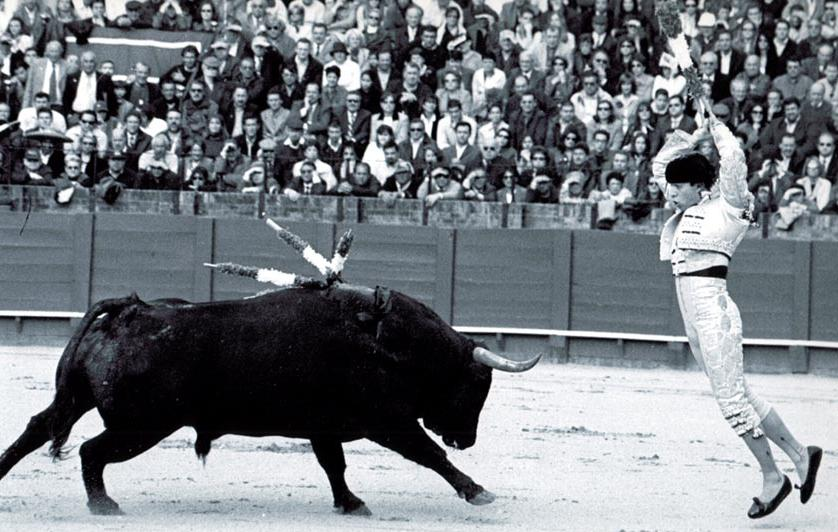
Deuxième tercio : banderillero posant les banderilles.
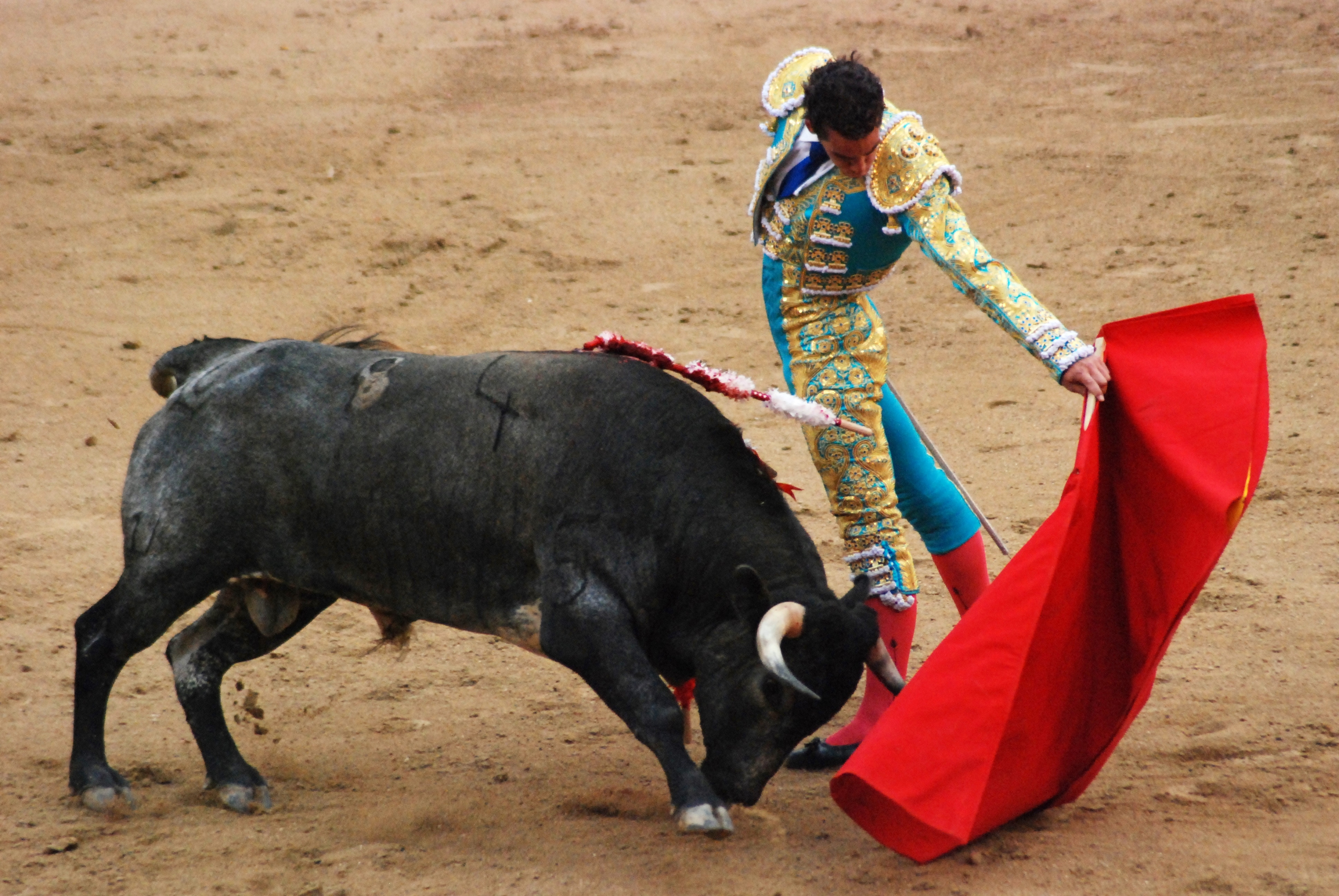
Troisième tercio : faena de muleta, naturelle.
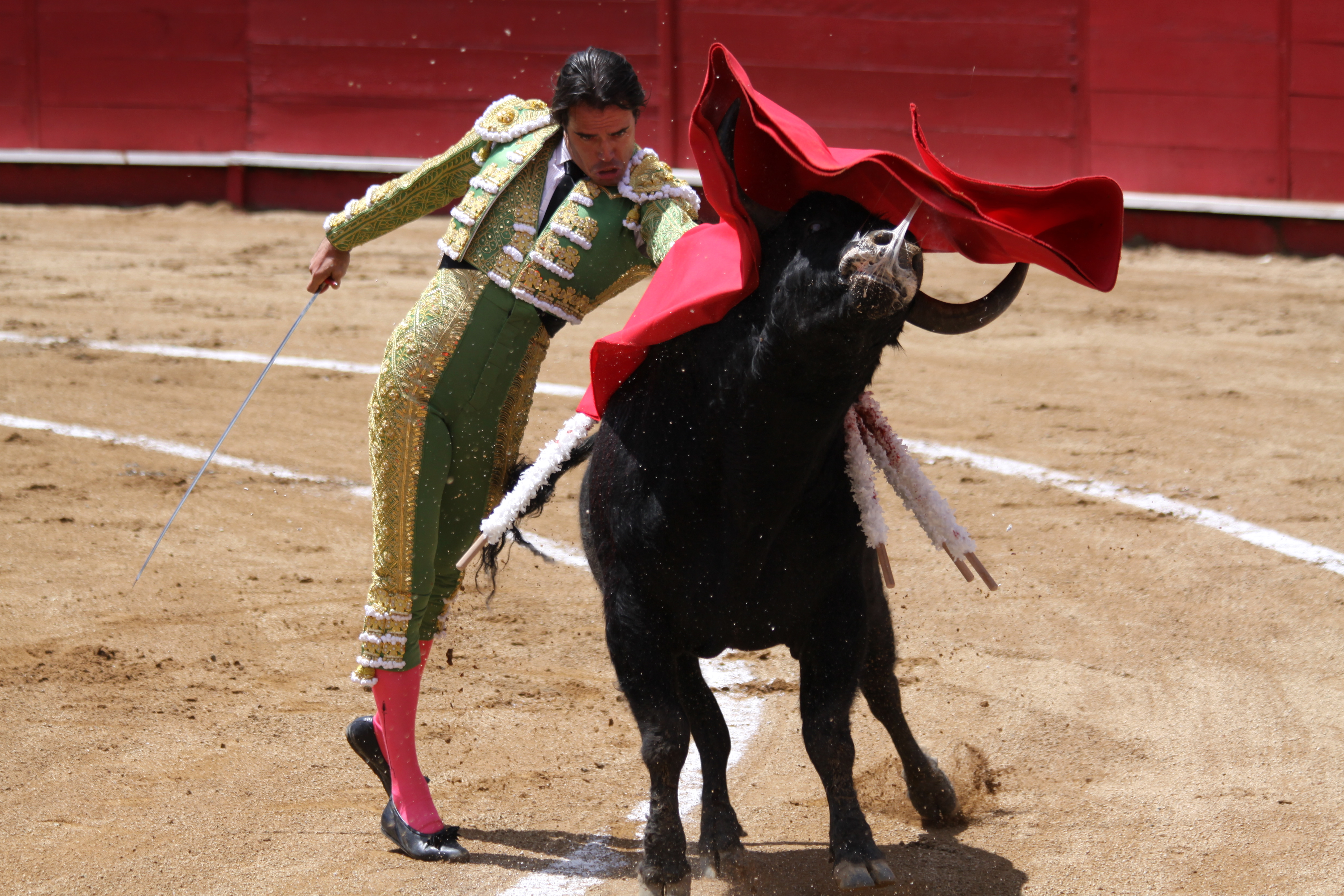
Troisième tercio : faena de muleta, passe de poitrine.

#### Premier tercio: le tercio de pique
Après la sortie du taureau, le matador et ses peones effectuent des passes de cape (capote en espagnol), pièce de toile généralement de couleur lie de vin à l'extérieur et jaune (ou parfois bleu azur) à l'intérieur, qui sert de leurre. Ces premières passes de capote permettent au matador d’évaluer le comportement du taureau : corne maîtresse, manière de charger, course, etc.
Pour aider leur chef de cuadrilla à évaluer le comportement du taureau, les peones appellent celui-ci à tour de rôle et l'attirent vers différents points de l'arène, l'incitant à aller au bout de sa charge. Puis le matador effectue lui-même quelques passes de capote afin de compléter son étude du taureau.
Il existe une multitude de passes de capote. La plus fréquente, la plus simple et généralement considérée comme la plus belle, est la véronique (espagnol : verónica) dans laquelle le torero présente le capote tenu à deux mains, face au taureau, en faisant un geste similaire à celui que, selon l'imagerie traditionnelle, fit sainte Véronique en essuyant le visage du Christ en route pour le Calvaire. Il existe également la demi-véronique (espagnol : media-verónica) inventée par Juan Belmonte (qui prétendit un jour l’avoir créée « car j'avais la flemme de faire l'autre moitié », la chicuelina (dont l’invention est attribuée à « Chicuelo »), la gaonera (inventée par Rodolfo Gaona), la mariposa (« papillon »), etc.

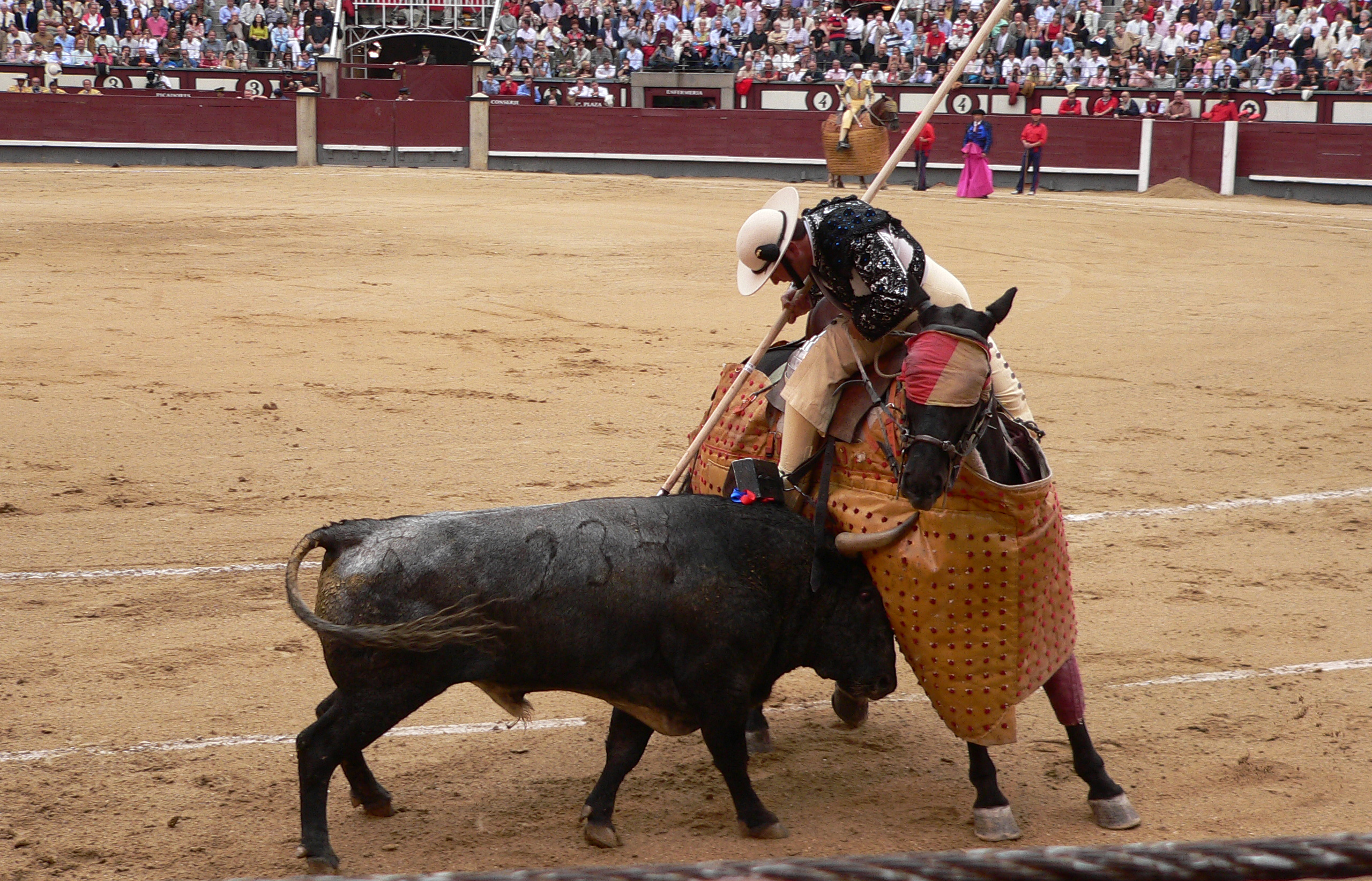
Picador.

Le rôle du picador est, à l'aide de sa pique (lance en bois de hêtre de 2,60 mètres de long terminée par une pointe d'acier, la Puya), de piquer le taureau, ce qui permet d'évaluer sa bravoure. « La pique a pour but de calmer le taureau par une saignée et de lui faire baisser la tête pour qu'il humilie dans la muleta (…), ceci en réduisant la force de son appareil musculaire ».
En principe, il est appliqué deux piques minimum (il n'y a pas de maximum), mais en cas de taureau faible, le président peut réduire ce nombre à une seule. Lorsque le taureau fait preuve d’une bravoure exceptionnelle, une pique supplémentaire est parfois donnée avec le regatón : le picador prend sa pique à l'envers, et « pique » avec l’extrémité du manche, le regatón, et non avec la puya.

#### Deuxième tercio: le tercio de banderilles

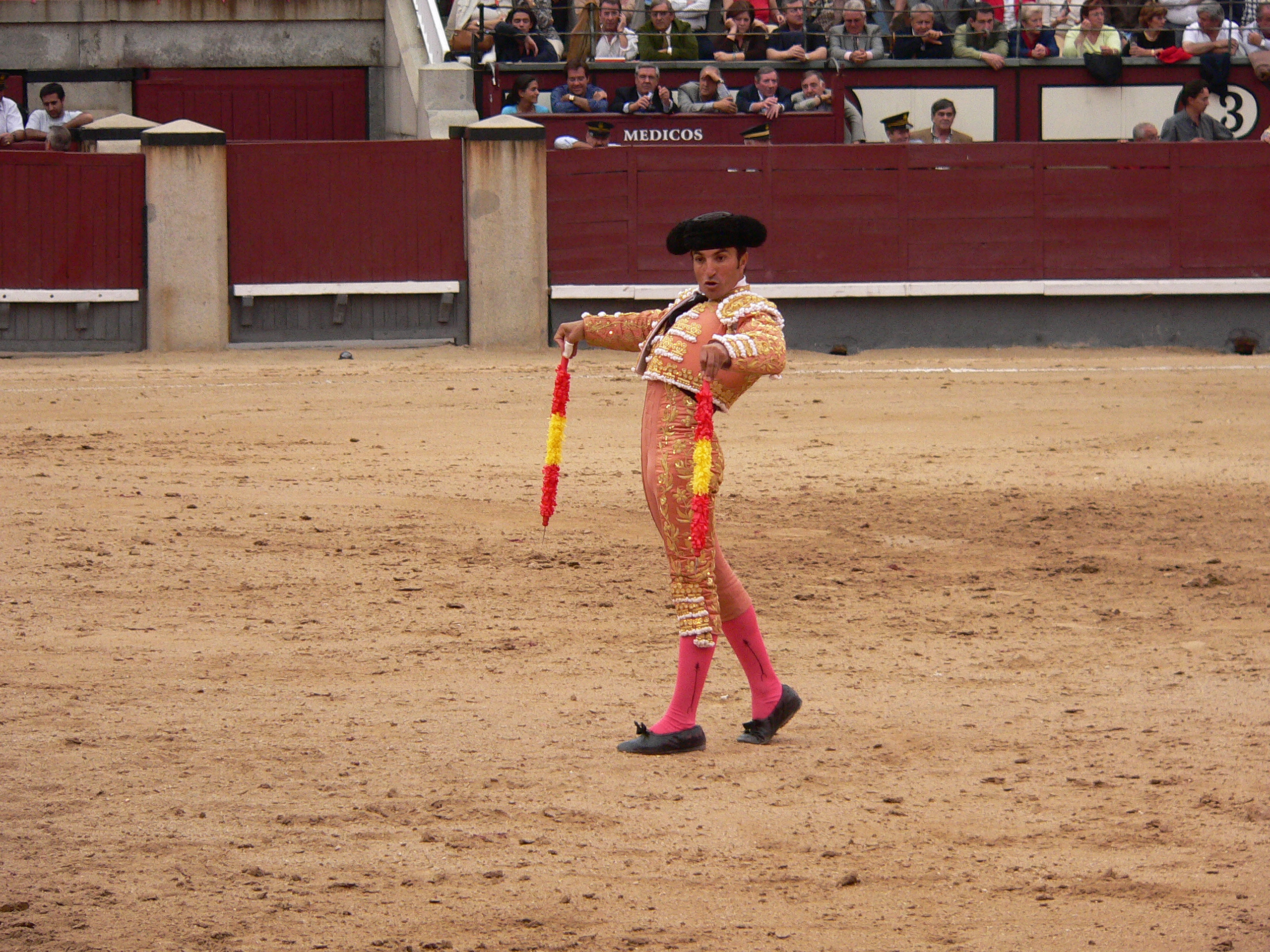
Banderillero.

Le deuxième tercio consiste à planter dans le morillo du taureau (masse musculaire proéminente située à la base du cou), des banderilles (espagnol : banderillas), bâtons d'environ 80 cm de long, terminés par un harpon de 4 cm de long et recouverts de papier de couleur.
Les banderilles sont généralement posées par les peones, mais certains matadors ou certains novilleros les posent eux-mêmes.
En principe, il est posé trois paires de banderilles. Toutefois, le président de la course peut décider d’en réduire le nombre ; le matador peut demander au président l'autorisation que soit posée une quatrième.
Dans le cas d'un taureau franchement « manso » (sans bravoure), en particulier un taureau qui a refusé toutes les piques et a fui les appels faits à la cape, le président peut décider de lui faire poser des banderilles noires, dont le harpon est légèrement plus long et qui sont une marque « d'infamie ».

#### Troisième tercio: le tercio de mise à mort

##### Lafaena de muleta
La faena de muleta est le travail à pied du matador à l'aide d'un leurre en tissu rouge, la muleta. La faena de muleta prépare le taureau à la mort.
À l'origine, la faena de muleta n'avait que cette fonction, et se limitait à quatre ou cinq passes ; aujourd'hui, la faena de mulleta constitue le coeur même du spectacle, dans lequel réside tout l'art tauromachique, ainsi le matador qui en ferait si peu déclencherait une énorme bronca. Tout comme celles de capote, les passes de muleta sont innombrables : la « naturelle » (espagnol : natural), passe de base de la faena où la muleta est tenue dans la main gauche, le taureau chargeant depuis la droite du matador ; la « passe de poitrine » (espagnol : pase de pecho ou tout simplement pecho) dans laquelle la muleta est tenue dans la main gauche, le taureau chargeant depuis la gauche du matador ; le derechazo (mot espagnol signifiant « de la droite »), où la muleta est tenue dans la main droite et agrandie à l'aide de l'épée (c'est donc en quelque sorte une « naturelle à l'envers ») ; la « passe de poitrine de la droite », « passe de poitrine à l'envers » ; les « passes aidées » dans lesquelles le matador tient la muleta dans la main gauche, en soutenant et agrandissant l’étoffe à l'aide de l'épée tenue dans la main droite.
On distingue également la bandera (« drapeau »), le molinete (« moulinet »), l’orticina (inventée par Pepe Ortiz), la manoletina (attribuée à Manolete).

##### Estocade,DescabelloetPuntilla

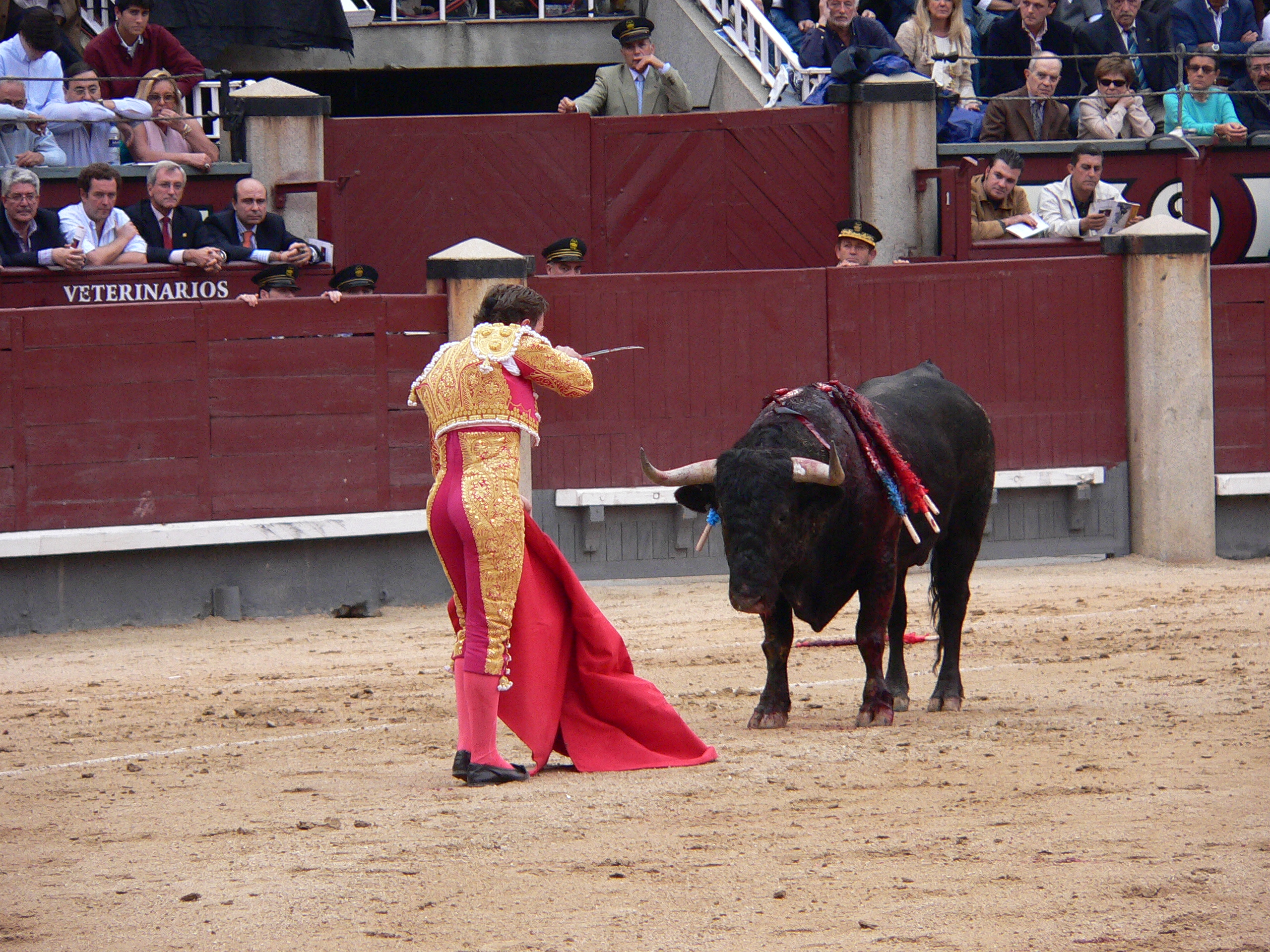
Matador se préparant à l'estocade.

Ce tercio se termine par l’estocade à l’aide de l'épée, qu'il existe trois manières de porter : « al volapié », la plus fréquente, « a recibir », la plus difficile et la moins employée, et « al encuentro », intermédiaire entre les deux précédentes.
S'il choisit al volapié (« moitié courant, moitié volant »), le matador attend que le taureau soit immobile, et se jette sur lui pour l'estoquer. A recibir (« en recevant [le taureau] »), au contraire, demande au matador de rester immobile et de déclencher la charge du taureau. Enfin, dans une estocade al encuentro (« à la rencontre »), chacun des deux fait la moitié du chemin. L’estocade doit se porter dans la « croix » (la cruz), zone étroite située à hauteur du garrot, entre la colonne vertébrale et l’omoplate droite.
Parfois, après l'estocade, le taureau tarde à s'écrouler. Le matador doit alors « descabellar » : il plante une épée spéciale (verdugo) entre la base du crâne et le début de la colonne vertébrale, au même endroit que celui où le puntillero plantera sa puntilla.
Après l'estocade (et éventuellement après le descabello), le coup de grâce est donné par l'un des peones (appelé puntillero) à l'aide d'une puntilla, poignard à lame courte et large, plantée entre la base du crâne et le début de la colonne vertébrale, afin de détruire le cervelet et le début de la moelle épinière.

#### Décompte du temps lors du troisième tercio

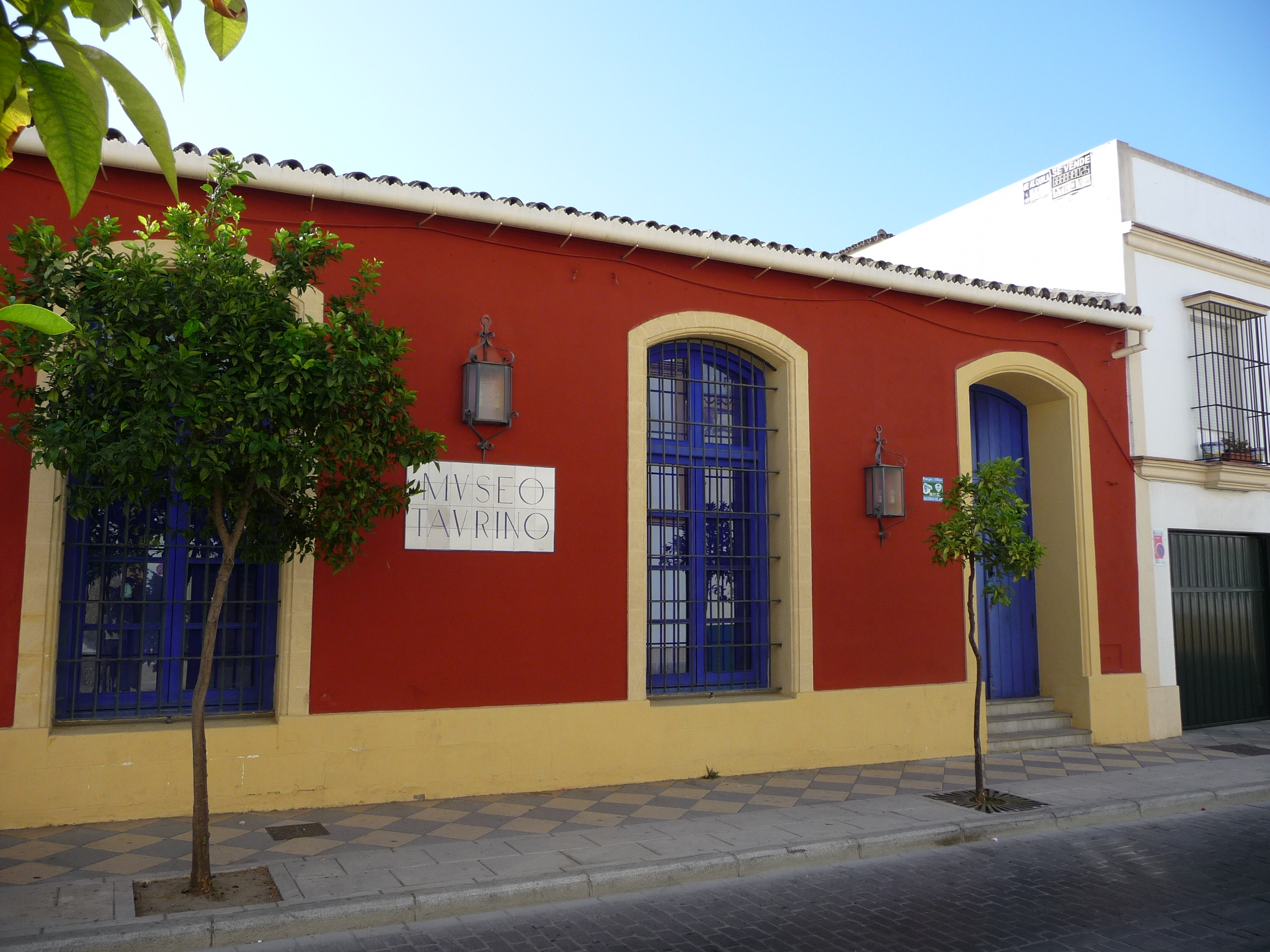
Musée taurin de Jerez de la Frontera.

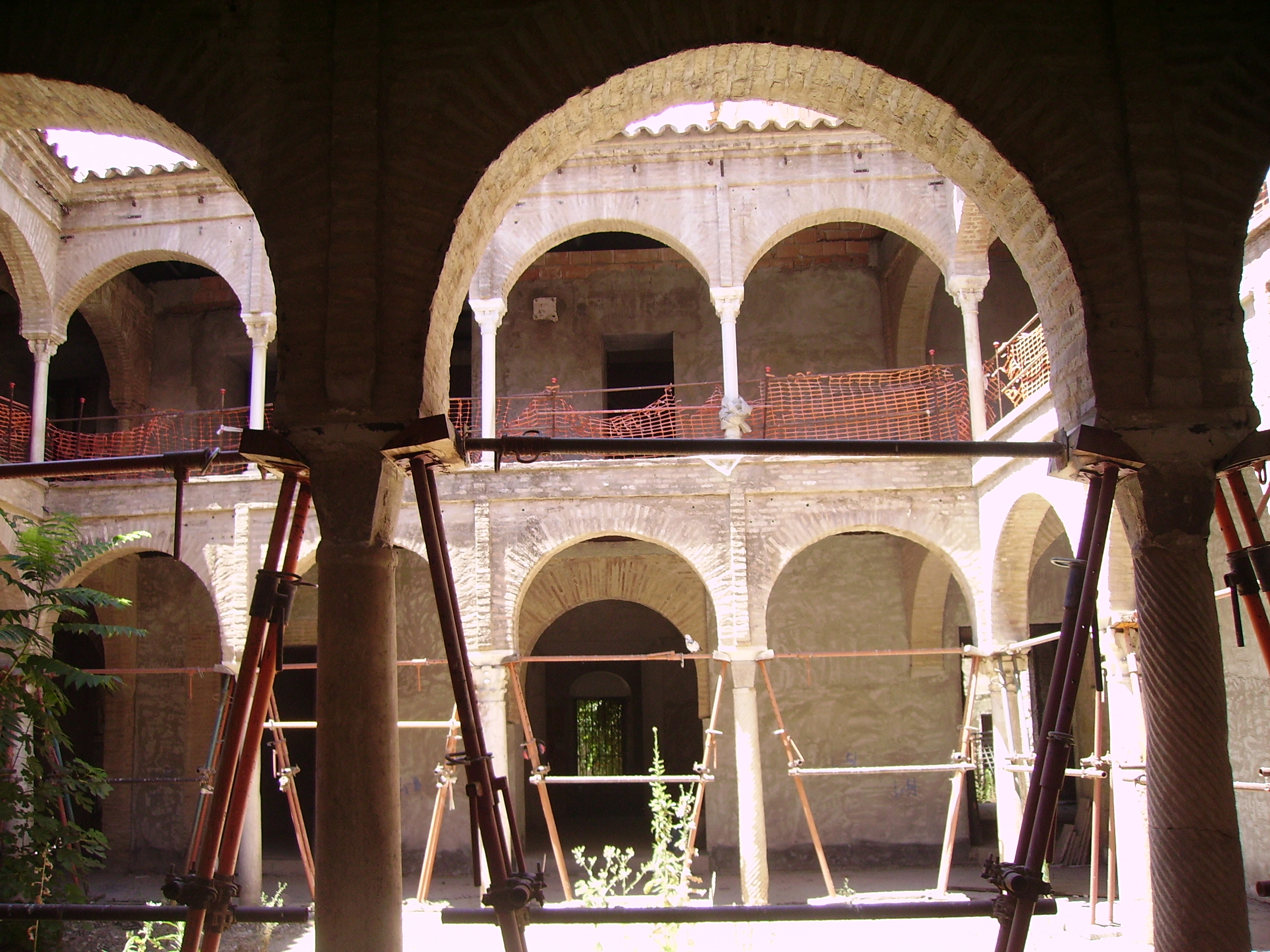
Cour intérieure du Musée taurin de Cordoue.

Le temps imparti au matador pour mettre à mort le taureau est limité par le règlement taurin : il est fixé en principe à un quart d'heure. Cinq minutes avant la fin du temps réglementaire le président fait donner le « premier avis » par une sonnerie de trompette. Trois minutes après le premier avis, « deuxième avis ». Deux minutes plus tard sonne le « troisième avis » : le matador doit se retirer derrière la barrière, le taureau est ramené au toril où il sera abattu. Laisser sonner les trois avis est considéré comme la pire honte que puisse connaître un matador.
Une des justifications de ce temps imparti affirme qu'au-delà de cette durée, le taureau comprendrait que son véritable adversaire n'est pas la muleta mais l'homme qui tient la muleta, c'est pourquoi il devrait être tué avant qu'il se rende compte du subterfuge,.
Cependant, il n'est pas possible d'affirmer que les taureaux comprennent nécessairement ce subterfuge au bout d’un quart d’heure. La rapidité d'apprentissage pourrait dépendre de l'individu. C’est pourquoi un certain nombre d’aficionados pensent qu’il faudrait autoriser le matador à prolonger le spectacle s’il se rend compte que le taureau est long à comprendre.
Une autre explication est parfois avancée : la limite des quinze minutes obligerait le matador à tenter de briller en privilégiant la qualité plutôt que la quantité de ses passes. Cette explication reste controversée : certains matadors peuvent enchaîner en moins de dix minutes de nombreuses passes jugées très médiocres.
Le quart d’heure ne comprend que la faena de muleta, l’estocade et éventuellement le descabello. Le temps passé à la pique et aux banderilles n’est pas décompté. De plus, le décompte ne commence pas au même moment selon le lieu de la Corrida, et le quart d'heure réglementaire n'est pas systématiquement respecté de la même façon :
- autrefois en Espagne et en France, les quinze minutes étaient décomptées à partir de la première passe de muleta. Depuis 1991, elles le sont à partir du moment où le président donne l'ordre de changer de tercio ;
- au Mexique, les avis sont décomptés à partir de la première tentative d'estocade. Le matador dispose donc, non d'un quart d'heure, mais d'un temps illimité jusqu'à la première tentative d'estocade, puis de sept minutes à compter de ce premier essai. Cette spécificité n'est pas due aux taureaux eux-mêmes, car nombre d’élevages mexicains ont été constitués récemment à partir de taureaux importés d'Espagne ; dans nombre de corridas au Mexique, les taureaux sont espagnols[74] ;
- en Andalousie, depuis le 1er avril 2006, le premier avis est en principe sonné dix minutes après le changement de tercio, comme partout ailleurs en Espagne ou en France. Mais si le matador tente une estocade moins de huit minutes après la première passe de muleta, le premier avis est sonné deux minutes après. Le président doit donc avoir deux chronomètres, là où un seul suffirait dans le reste de l'Espagne ainsi qu'en France. Le premier qu'il démarre lorsqu'il fait sonner le changement de tercio pour décompter les dix minutes, le second qu'il démarre à l'occurrence de la première tentative d'estocade, si celle-ci intervient avant la huitième minute, pour décompter les deux minutes restantes. La règle est la même, quelle que soit l'origine géographique du taureau ;
- si la prestation du matador ne plaît pas au public, si celui-ci s’ennuie, nombre de spectateurs crient « aviso, aviso », bien avant les dix minutes réglementaires, pour demander qu’il soit mis fin à leur ennui. Bien souvent, le président n’attendra pas que six cents secondes se soient écoulées pour faire sonner les dix minutes. À l’inverse, si la prestation du matador plaît – ou semble plaire – au public, bien souvent le président ne fera sonner le premier avis qu’après douze ou treize minutes, déclenchant la colère de spectateurs qui auraient bien voulu qu’il ne soit sonné que deux ou trois minutes plus tard.

## Protagonistes de la corrida

### Taureau

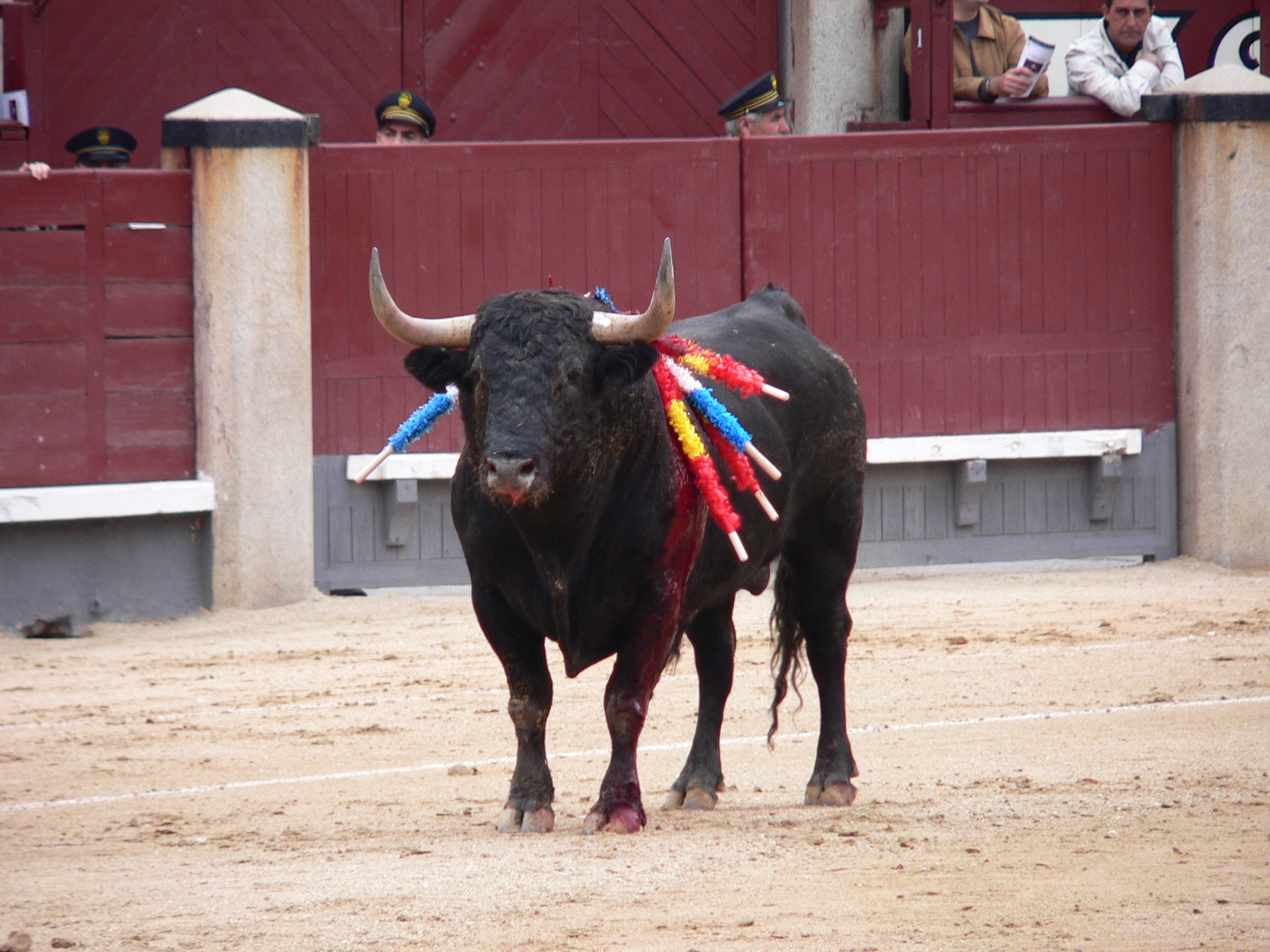
Taureau dans la place.

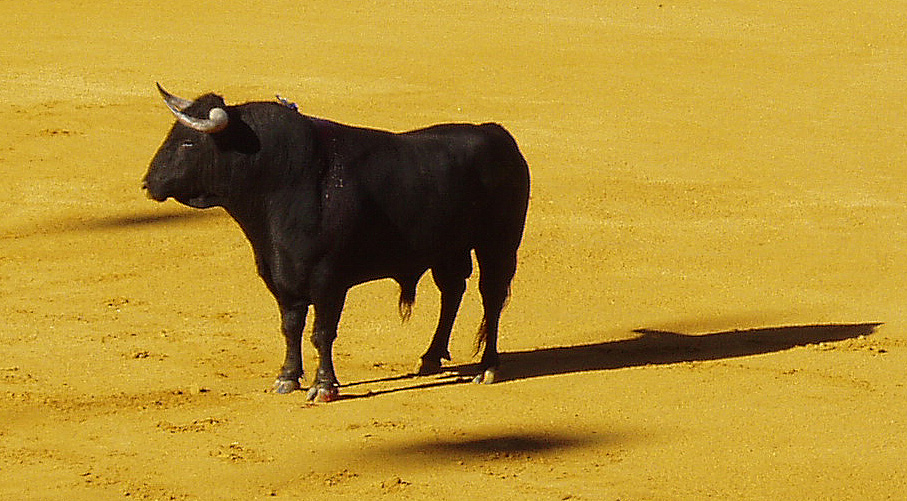
Taureau de combat.

Le principal protagoniste de la corrida est le taureau : la corrida de toros se déroule dans une plaza de toros où le taureau est tué par un matador de toros.
À la sortie du toril, il est marqué de la devise, flot de rubans de diverses couleurs, chaque ganadería ayant sa propre devise.
Les trois principales qualités d'un taureau sont la « bravoure », la « noblesse » et la « caste ». La bravoure est la qualité fondamentale du taureau de combat. Elle se manifeste par sa promptitude à charger à la moindre sollicitation et par la répétition inlassable de ses charges. Il lui faut aussi de la noblesse qui se manifeste par la faculté de l'animal à charger en ligne droite, en baissant la tête. Enfin, il devra avoir de la caste, c'est-à-dire avoir, d’une manière générale toutes les qualités, même secondaires, demandées au taureau : bravoure, noblesse, force, esthétique, etc.
D'une manière générale, l'animal doit présenter toutes les qualités que l'on recherche chez le taureau. Sinon il sera qualifié de soso (« fade »), c'est-à-dire donnant un combat sans relief et ennuyeux parce que facile à berner.

#### Races fondatrices etencastescontemporains

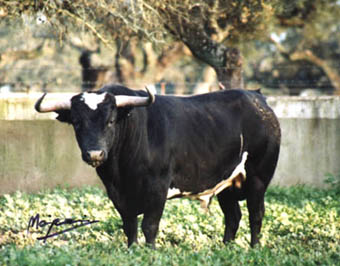
Taureau de la ganadería Sanchez Cobaleda.

Chaque élevage fait partie d’une « caste ». On dira de tel élevage qu'il est de « caste vasqueña » pour dire qu'il descend de taureaux élevés par le ganadero José Vasquez, ou de « caste vistahermosa » pour signifier qu'il descend de taureaux élevés par le Comte de Vistahermosa.
À l'intérieur d'une caste, un encaste est un groupe réduit à l'échelle d'une ganadería. L’encaste, par sa sélection, affine les caractéristiques de la caste et forme une nouvelle origine. Le taureau de combat, qui fait partie de l'espèce Bos primigenius f. taurus, est le résultat de nombreux croisements entre les races fondatrices qui ont donné naissance aux encastes contemporains.
La généalogie des races fondatrices ou castes se décline selon la chronologie suivante : de Bos Taurus Celticus descend : Bos Taurus Africanus, duquel descend : Bos taurus Ibericus. De Bos taurus Ibericus descendent la race navarraise, la race castillane et la race andalouse ; de la race castillane descendent : Raso del Portillo, Jijona ; de la race andalouse descendent la race Cabrera (1740), la race Gallardo (1790), la race Vásquez (1750) et la race Vistahermosa (1770) ; de Cabrera descendent la branche historique de Miura (1842)-Gallardo et la race Pablo Romero (1885) ; de la race Vásquez descend Veragua (1850) ; de Vistahermosa (1770) descendent Marqués de Saltillo (1854), Murube (1851), Parladé (1904) et Santa Coloma (1905).

#### Élevage du taureau

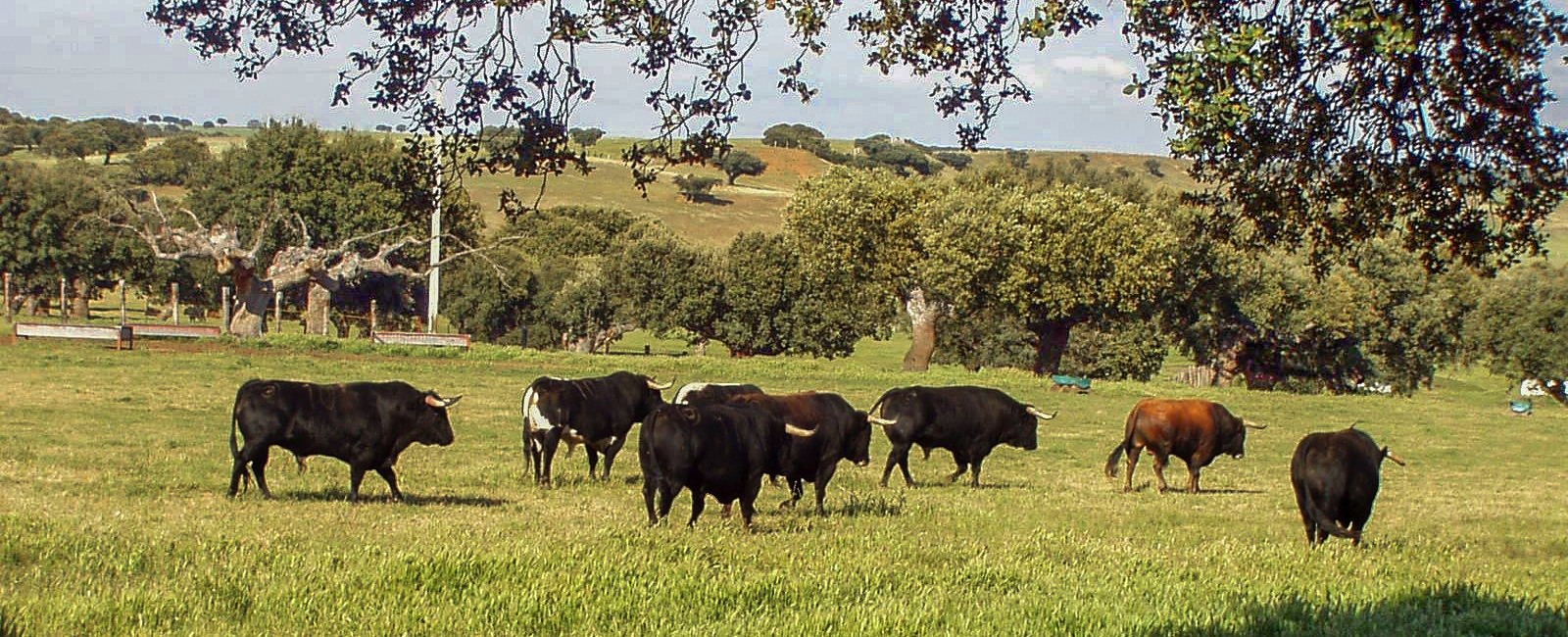
Élevage de taureaux de combat près de Salamanque.

Jusqu'à la fin du XVIe siècle, les « toros rustauds » vivaient en totale liberté dans de grands espaces. Au XVIIe siècle ils furent utilisés comme animaux de course ou de travail avant de finir sur l'étal des boucheries. Les premiers éleveurs à faire une sélection de « toros bravos » furent Don Vicente Vásquez et le comte de Vistahermosa.
« L'Église a joué un rôle important dans l'élevage des taureaux de combat dès le début du XVIIe siècle. Les chartreux du couvent de Jerez de la Frontera, les dominicains de Jerez ou de Saint-Jacinthe à Séville, les trinitaires de Carmona (Andalousie), etc. […], furent des éleveurs de toros bravos. » Des prêtres sont aussi à l'origine d'élevages réputés « durs ». Marcelino Bernaldo de Quirós, curé de Rota, céda ses taureaux à un autre prêtre, Francisco Trapero, dont les croisements avec des Vistahermosa sont à l'origine des Miura ou des Martín,.
Aujourd'hui, les taureaux sont spécialement sélectionnés en fonction de leurs qualités au combat et de leur masse corporelle (parfois plus de 600 kg, mais le plus souvent entre 480 et 550 kg). Dans le ruedo, ils sont surtout jugés en fonction de leur trapío (allure). Il existe plus de 80 adjectifs pour décrire les qualités physiques d'un taureau depuis l'état des poils jusqu'à celui des cornes.
Les ganaderías assurent un élevage dans des conditions d'isolement pour garantir que le taureau entrant dans l'arène n'a jamais vu d'homme à pied : les éleveurs circulent exclusivement à cheval ou en véhicule. L'objectif est d'obtenir des taureaux « braves ».
Afin d'obtenir les qualités recherchées, les vaches reproductrices sont sélectionnées au cours d'une épreuve appelée tienta (ou tentadero) : la vache affronte un picador muni d'une pique dont la puya est beaucoup plus petite que celle utilisée en corrida. Si elle fait preuve d'une « bravoure » suffisante elle est alors toréée à la muleta par un matador qui profite de l'occasion pour s'entraîner. Souvent, le matador est suivi de toreros débutants qui essaient de se faire remarquer par les professionnels présents.
À la suite de la tienta, seules les meilleures vaches seront gardées pour engendrer les futurs combattants.
Les sementales (« étalons ») sont eux aussi sélectionnés au cours d'une tienta de machos. Mais aussi selon une autre méthode dite por acoso (« poursuite, harcèlement ») ou por acoso y derribo qui se déroule en plein champ. Deux cavaliers munis d'une garrocha (« aiguillon ») isolent une bête du troupeau et la poursuivent en ligne droite avant de la déséquilibrer en la piquant à l'arrière. La bête roule au sol. On jugera de sa combativité sur sa réaction après s'être relevée.
Chaque semental voit mettre à sa disposition une quinzaine ou une vingtaine de vaches. Les premiers animaux seront généralement envoyés dans des novilladas sans picadors, afin de permettre à l'éleveur d'être renseigné au plus tôt sur la valeur de son bétail.
Dans les semaines qui suivent sa naissance, le veau sera marqué au fer : sur la fesse, le fer de l'élevage ; sur le flanc un numéro d'ordre ; sur l'épaule, le dernier chiffre de l'année de naissance. Sa naissance et son marquage seront consignés sur un registre, véritable registre d'état civil, à la disposition des autorités de l'État. Un arrêté de la présidence du gouvernement espagnol du 4 avril 1968 exige le marquage au fer sur l'épaule des erales du dernier chiffre de son année de naissance pour éviter les tricheries sur l'âge.
Jusqu'à son départ pour l'arène, le taureau vivra en quasi-liberté dans d'immenses prairies. Si les latifundia du passé ont disparu, les élevages de taureaux continuent encore aujourd'hui de s'étendre sur plusieurs centaines, parfois milliers, d'hectares.
Chaque vache porte un nom ; traditionnellement, tous ses fils porteront le même nom, ses filles porteront un nom en rapport. Ainsi, si une vache s’appelle Andaluza, ses fils s'appelleront tous Andaluz, ses filles s'appelleront Andaluza, Extremeña, Aragonesa, mais aussi Sevillana, Granadina, Cordobesa, etc.

#### Principales ganaderías

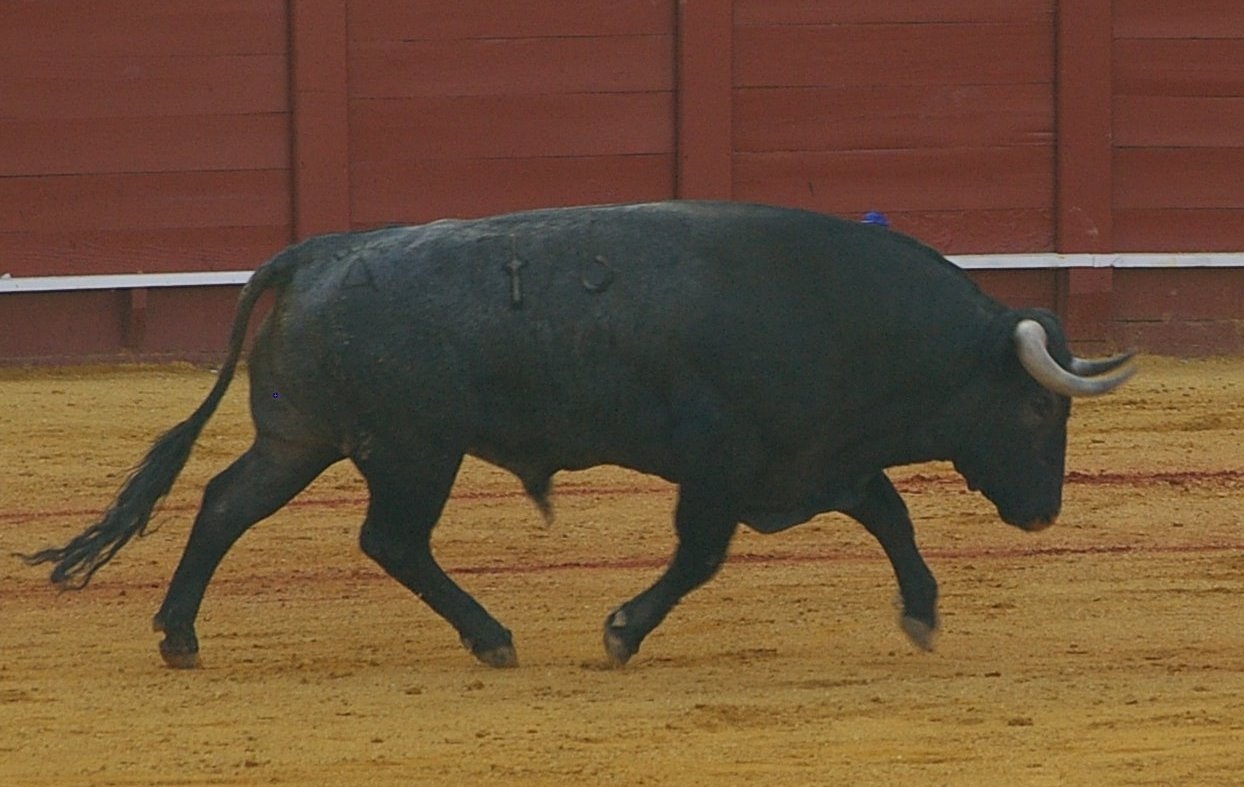
Taureau de la ganadería Victorino Martín.

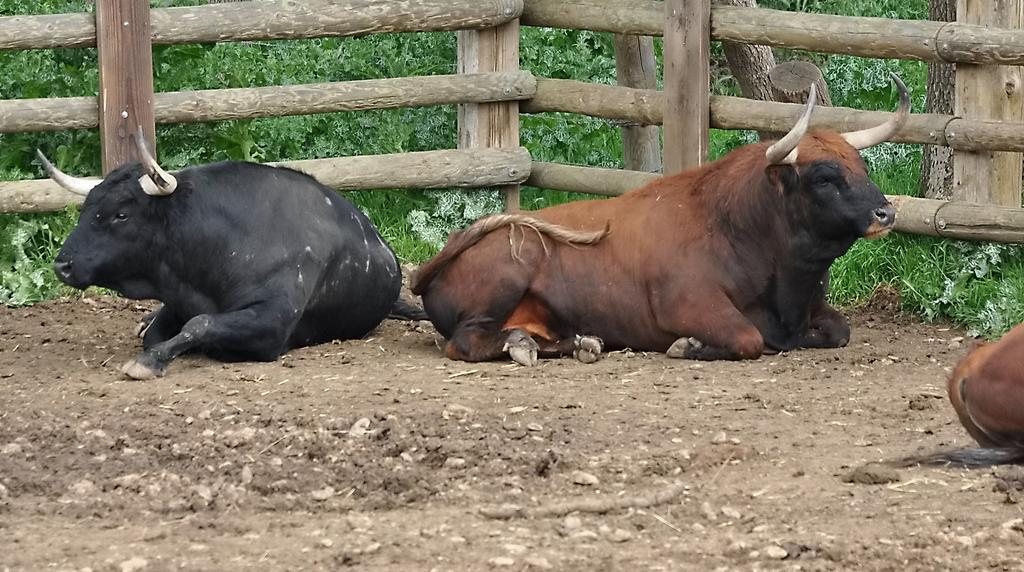
Taureaux de la ganadería Baltasar Ibán.

Les taureaux sont élevés dans des ganaderías (« élevages »). Parmi les ganaderías les plus connues figure Miura. Les taureaux de cette ganadería sont généralement considérés comme les plus dangereux, les plus fougueux et les plus combatifs (ils sont aussi des animaux traditionnellement très hauts sur pattes ce qui en fait des adversaires difficiles à maîtriser). Fondée en 1849 par Antonio Miura, elle appartient encore aujourd'hui à Eduardo et Antonio Miura, descendants du fondateur. En 1879, le taureau de race navarraise Murciélago (« chauve-souris »), de la ganadería de Joaquín del Val, a été gracié pour sa combativité et ensuite offert à Antonio Miura. De lui descendent nombre de taureaux de cet élevage prestigieux. Mais le plus connu reste Catalán élu « meilleur taureau du XXe siècle » par l'ensemble des observateurs taurins. Un autre nom reste dans les mémoires est celui d’Islero, responsable de la mort de Manolete.
Autre ganadería prestigieuse : celle de Victorino Martín. Il a formé son élevage à partir de l'ancien fer d'Escudero Calvo, de pur encaste Albaserrada, au début des années 1960.
L'éleveur est représenté pendant la course par son mayoral (régisseur ou intendant). Quand le lot de taureaux a été exceptionnel, on voit parfois le mayoral porté a hombros pour honorer son élevage.
Le prix d'un taureau de combat (qui comprend son transport jusqu'aux arènes) varie selon la taille et l'origine, mais on considère qu'il varie entre quelques milliers d'euros pour un novillo et plusieurs dizaines de milliers d'euros pour les plus réputés.

### Toreros

#### Matador

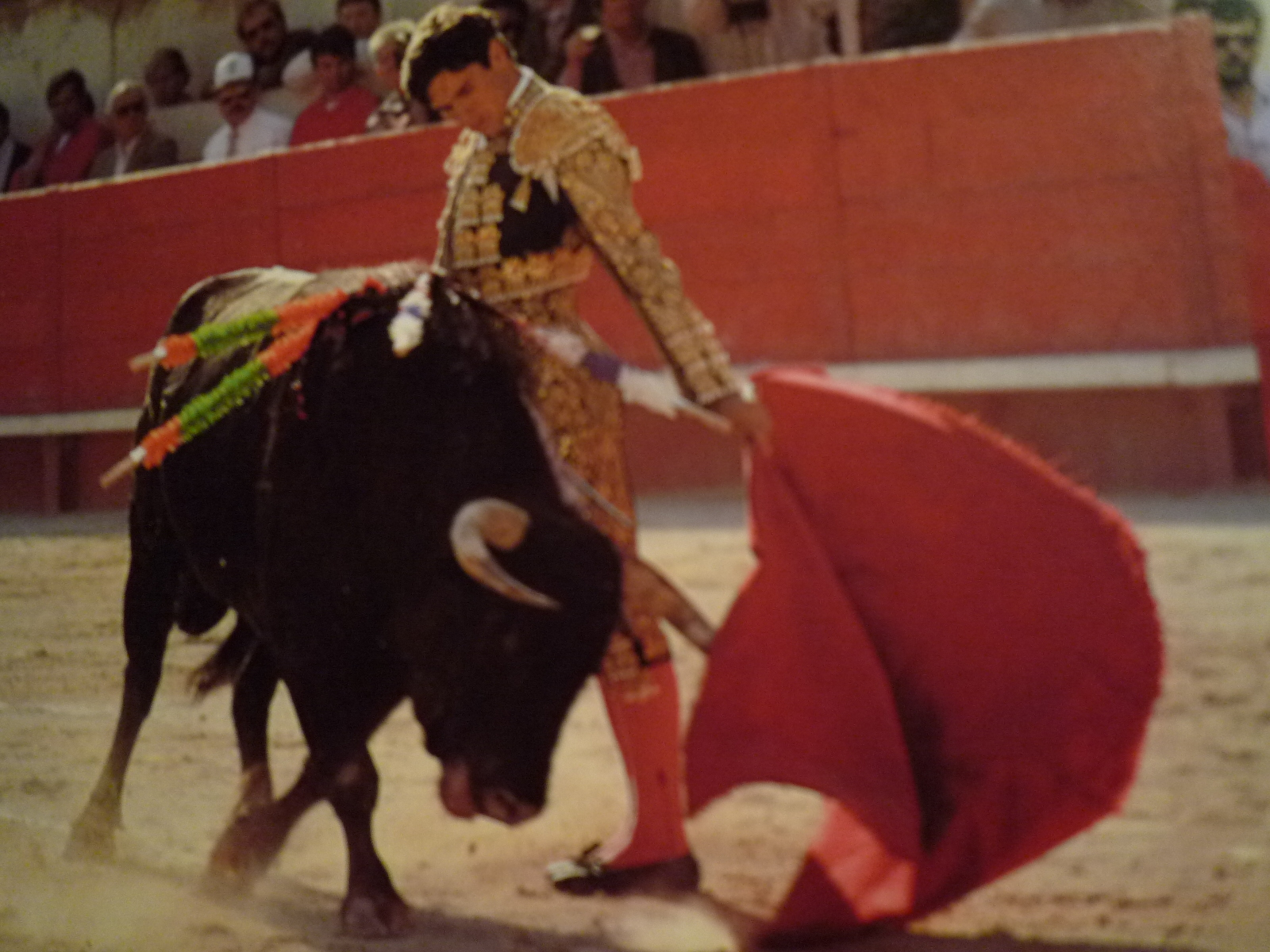
Joselito, naturelle de remate.

Le matador est le principal des toreros : comme son nom l'indique, il est chargé de tuer le taureau. Son travail comprend les passes de cape et la maîtrise du tercio de piques : c'est lui qui doit amener son taureau au picador, parfois assisté de ses peones. Il est le seul à effectuer les passes de muleta au troisième tercio et se charge de la mise à mort avec l'épée et éventuellement le descabello.
Généralement, il y a six taureaux et trois matadors par corrida. Chaque matador combat donc deux taureaux : le matador le plus ancien combat les premier et quatrième, le deuxième par ordre d'ancienneté combat les deuxième et cinquième, le plus jeune combat les troisième et sixième.
Chaque matador est à la tête d'une cuadrilla ou équipe de « subalternes » à son service. La cuadrilla est composée de peónes, du picador, du mozo de espadas. Le matador est également assisté par un apoderado.
Quant au terme de « toreador », il désignait les toreros à cheval d’avant le XVIIIe siècle. Son utilisation est désormais à contresens : cela fait plus de trois siècles qu'il n'y a plus de toreadors. Celui qui de nos jours combat le taureau, que ce soit à pied ou à cheval, est un « torero » : matador, peón, banderillero, picador ou rejoneador, tous sont des « toreros ». Celui des toreros qui tue le taureau après l'avoir combattu à pied est un « matador » (mata toro),.

#### Matadors notoires

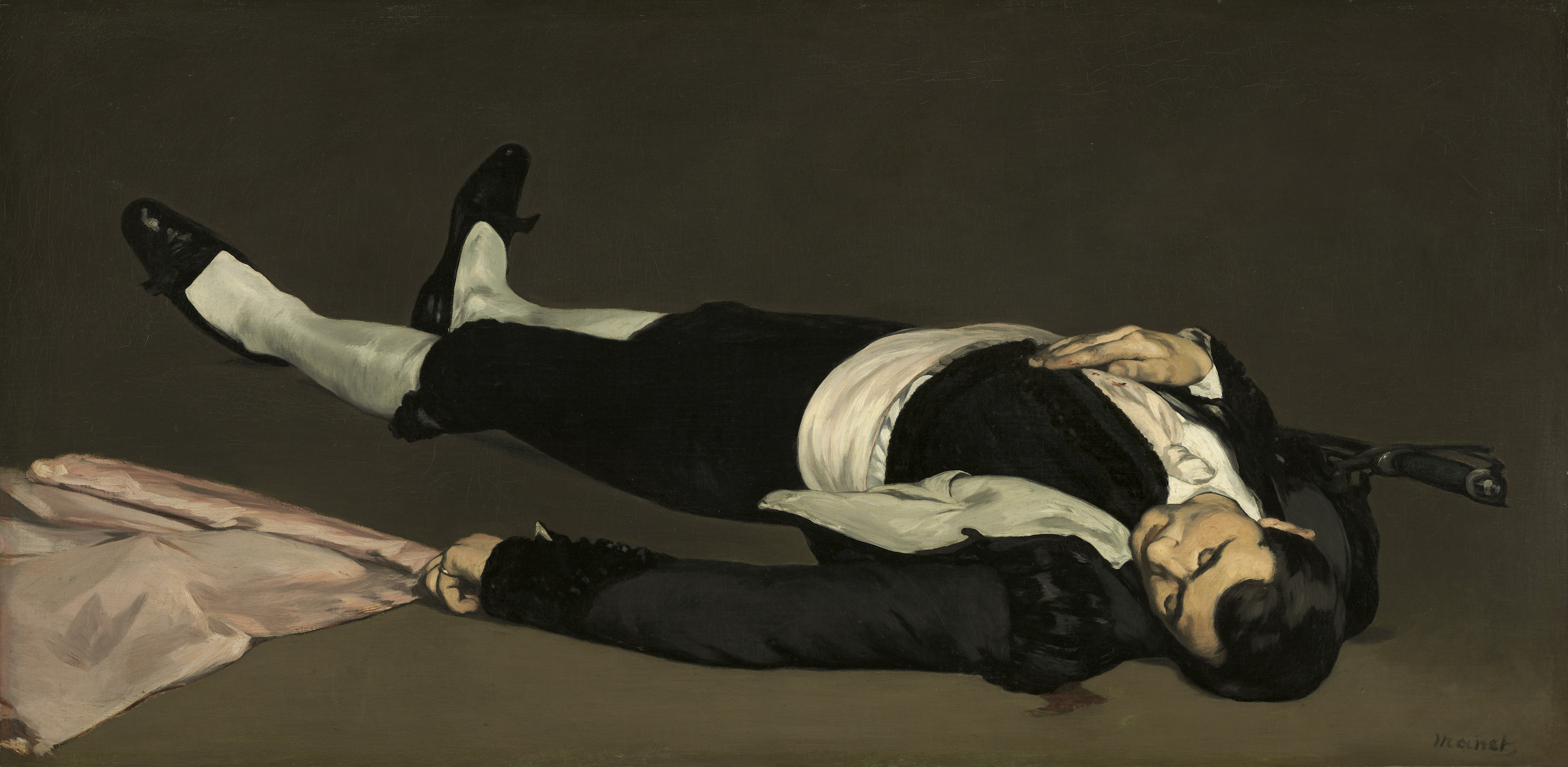
Édouard Manet, Le Torero mort.

Au début du XXIe siècle, environ deux cents à deux cent cinquante matadors composent chaque année l’escalafón. Les figuras (« vedettes ») font jusqu’à une centaine de corridas dans l’année, beaucoup n’en font qu’une ou deux.
Le métier de matador est une activité risquée. Même si peu d'entre eux meurent dans l'arène, beaucoup reçoivent d'importantes blessures qui, parfois, les handicapent à vie. Ainsi Nimeño II et Julio Robles, sont restés paralysés à la suite d'une « cornada ». D'autres y ont laissé leur vie. Mais aussi, outre la soixantaine de matadors tués dans l'arène, de nombreux membres des cuadrillas ont péri dans le ruedo : novilleros, picadors, banderilleros. Pour Simon Casas, cette prise de risque est aussi difficile à comprendre qu'à expliquer : « Si l'on pouvait expliquer cette prise de risques par la nécessité de fuir la misère, comme autrefois, ce serait plus simple. Mais aujourd'hui, les matadors ce sont des fils de riches, fils de… qui suivent des cours dans les écoles taurines. Pas des gamins des rues qu'on ramasse comme subalternes dans un cuadrilla. Pourquoi ils se jouent la vie ceux-là, et tous ceux qui les accompagnent?… ».

#### Assistants du matador
Les peones sont les aides du matador. Ils l'assistent lors des différentes phases de la lidia, notamment au premier tercio, en aidant à placer le taureau, après avoir effectué des passes de capote. Le plus souvent, ils posent également les banderilles, c’est pourquoi le terme « banderillero » qui, stricto sensu désigne celui qui pose les banderilles, est couramment utilisé comme synonyme de « peón ». C'est également un peón qui plante la puntilla pour achever le taureau. Chaque cuadrilla compte trois peones.
Le picador, héritier du varilarguero (« porteur de longue lance »), autrefois le torero le plus attendu par le public, le picador fait aujourd'hui partie de la cuadrilla du matador dont il est un des subalternes. Monté à cheval, armé de sa longue pique, il affaiblit le taureau tout en permettant au matador de mieux le jauger. Le picador a lui-même des subalternes : les monosabios (littéralement « singes savants ») ou valets de piste chargés de l'aider.
Chaque cuadrilla comprend deux picadors, qui officient à tour de rôle.
Le mozo de espadas (« valet d’épées »), quant à lui, assiste le matador depuis la contrepiste. Il lui fournit un capote de remplacement en cas de déchirure, lui tend les banderilles s'il les pose lui-même et lui remet l'épée à la fin de la faena de muleta. Il entretient le matériel et l'« habit de lumières », s'occupe des réservations d'hôtel, hier des billets de train, aujourd'hui des billets d'avions quand le matador doit toréer le lendemain dans une ville éloignée, sert de chauffeur, de conseiller technique, d'interprète, etc.
L’apoderado est littéralement le « fondé de pouvoir ». C'est l'équivalent de l'impresario dans le show-business, du manager dans la boxe. En tant que tel, il peut être amené à intervenir dans le choix du pseudonyme du torero (apodo) ; il négocie les contrats, choisit les autres toreros qui partagent l'affiche, et la difficulté plus ou moins grande des taureaux qu'affronte le torero dont il gère la carrière.

#### Us et coutumes du matador

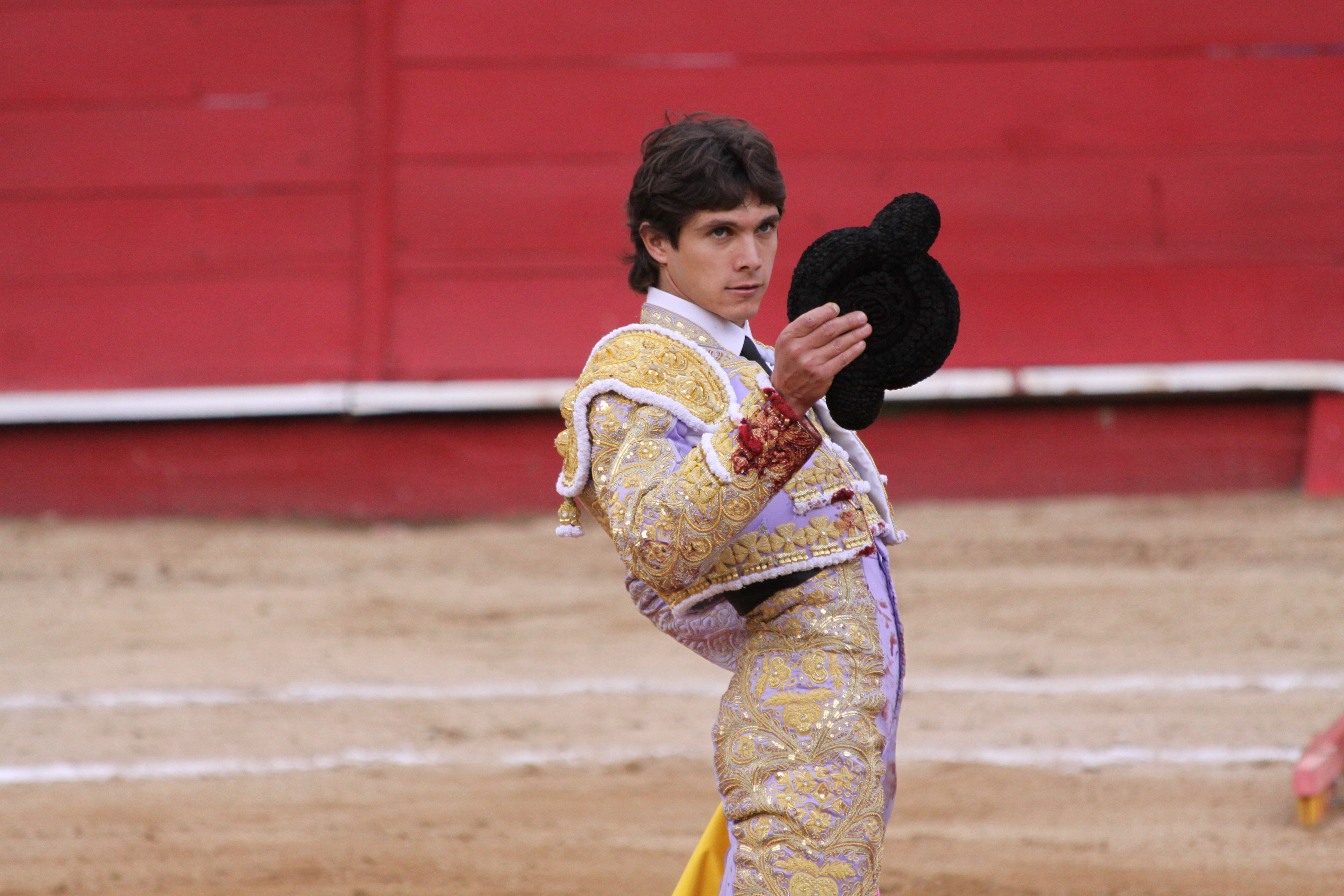
Brindis de Sébastien Castella.

De nombreux codes, us et coutumes jalonnent la vie d'un matador. Codes vestimentaires, étapes à franchir, habitudes personnelles. Le monde du matador est aussi celui de la corrida, c'est-à-dire du mundillo (littéralement : « petit monde », le mot englobe tout ce qui concerne la « planète des toros) » avec son vocabulaire particulier.
L'alternative est la cérémonie au cours de laquelle le novillero devient matador de toros.
Si l'alternative a été prise ailleurs qu'à Madrid, lorsque le nouveau matador vient pour la première fois dans la capitale espagnole, il doit la « confirmer » au cours d'une cérémonie identique à celle de l'alternative. Il en est de même au Mexique, pour les matadors n'ayant pas pris l'alternative à Mexico.
D'autre part, nombre de matadors portent un pseudonyme, en espagnol « apodo ». Ces apodos peuvent être dérivés de la ville ou du quartier dont est originaire le matador, de son apparence physique, de son prénom (dont on utilise alors un diminutif en tant qu’apodo), de son métier précédent, ou encore d'un animal. On a ainsi « El Cordobés » (Le Cordouan), El Gordito (« Un peu gros mais pas trop »), Manolete (« Petit Manuel »), El Estudiante (« L'Étudiant »), ou encore El Gallo (« Le Coq »).
Le matador peut faire un brindis, dédier son combat à telle personne qu'il veut honorer. Il s'avance dans sa direction ; arrivé à la barrière, il lui tient un discours plus ou moins long et plus ou moins convenu, puis lui envoie sa montera (« coiffure »). La personne honorée la lui rendra à la fin du combat.
Parfois, le matador fait le brindis « au public » : il va au centre de la piste, puis fait un tour complet sur lui-même, tenant sa montera à bout de bras. Puis il la jette négligemment par-dessus son épaule et n'a plus qu'à s'avancer vers le taureau. Dans la superstition et les coutumes du monde taurin, on pense que si la montera tombe à l'endroit, c'est bon signe ; si elle tombe à l'envers, c'est mauvais signe. Parfois aussi, le matador la pose délicatement au sol, afin d'être sûr qu'elle soit dans le bon sens.
Le plus ancien des matadors est appelé jefe de lidia, « chef de lidia ». Cela n'est pas seulement un titre honorifique : au cas où un autre matador serait blessé, le chef de lidia aurait la charge de son taureau.

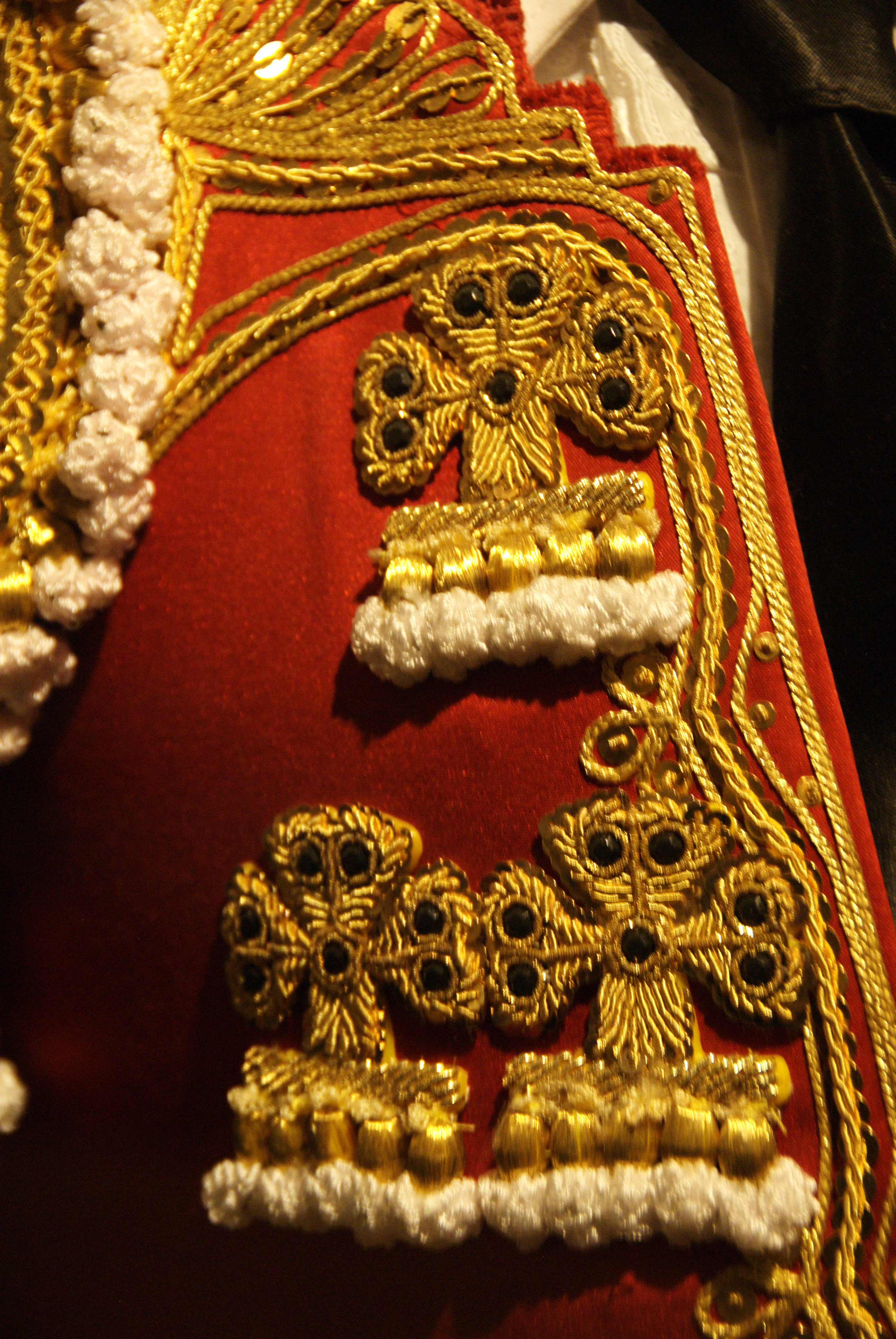
L'habit de lumières, détail de la chaquetilla (veste courte du torero).

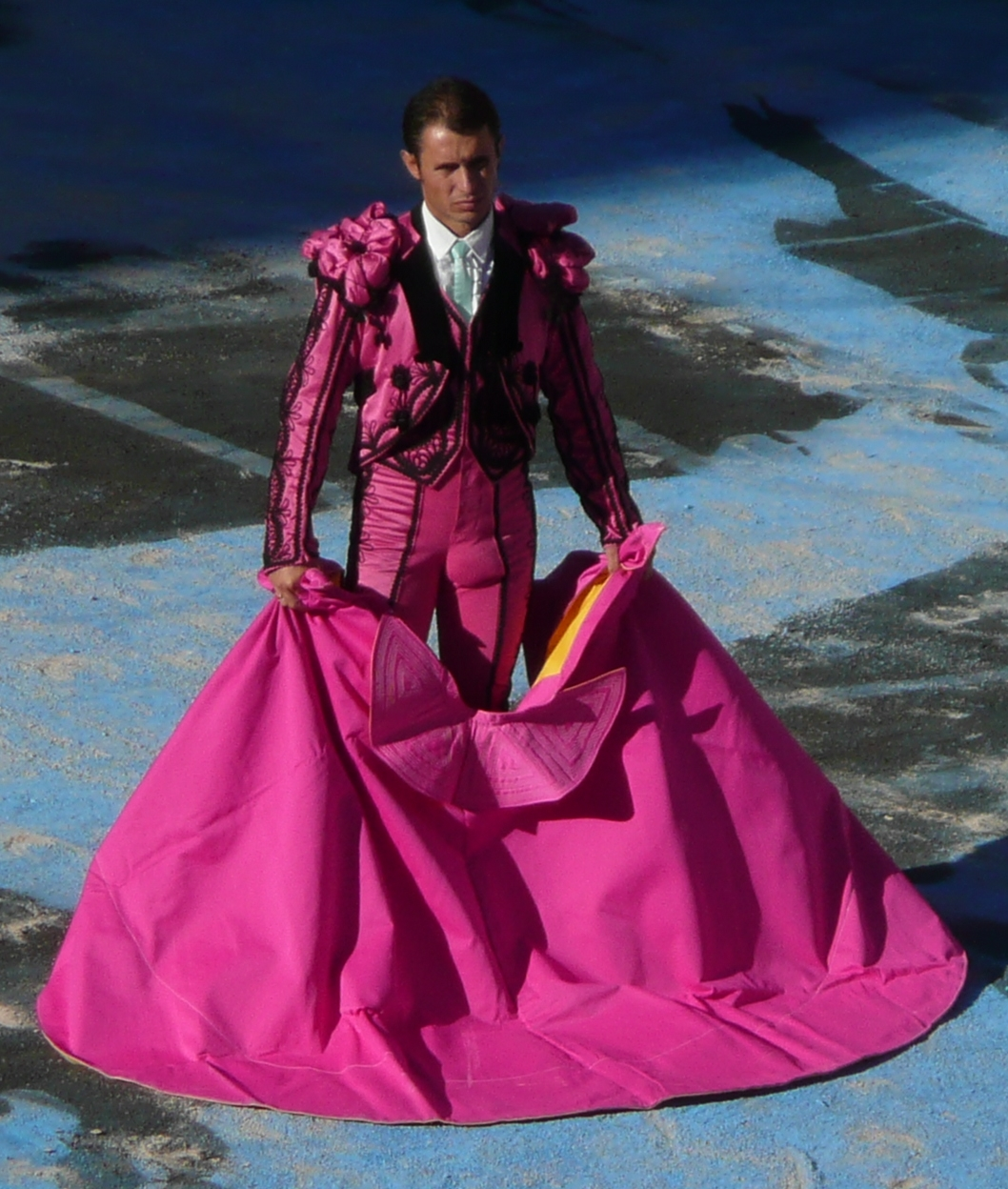
Habit de lumières pour une corrida goyesque.

La tenue des toreros est appelée « habit de lumières », traduction littérale de l'espagnol « traje de luces ». Une meilleure traduction serait « habit de paillettes », car si « luz » signifie « lumière », « luces » qui est le pluriel de « luz » se traduit par « lumières » mais aussi par « paillettes ». Dans l'expression « traje de luces », le mot « luces » est en fait employé dans cette seconde acception.
L'escalafón est le classement des matadors, d'après le nombre de corridas auquel ils ont participé dans la saison tauromachique (temporada), les ex æquo étant départagés par le nombre d'oreilles et de queues coupées.
Le monde du matador comprend aussi beaucoup d'idées reçues et de superstitions. Le taureau foncerait sur ce qui est rouge, ce qui expliquerait la couleur de la muleta. En fait, le taureau ne distingue pas les couleurs ; il a une vision bi-chromique, soit le blanc et le noir ; en revanche, il est très sensible au mouvement : « Lors de la sortie des picadors, pour éviter que le taureau, très sensible au mouvement, n'attaque les chevaux, matador et peones détournent son attention en agitant leurs capes dans le sens opposé ». C'est cette sensibilité au mouvement qu'utilise le torero pour déclencher sa charge. La cape (capote) ou la muleta sont des leurres.
L'énervement du taureau contre la couleur rouge apparaît comme un préjugé anthropologique, suspect d'anthropomorphisme, car de récentes études montrent que l'homme, lui, est effectivement excité par la couleur rouge.
Avant l'habillage du matador, ses vêtements sont toujours posés sur une chaise, jamais sur le lit. Le contraire porterait malheur au matador. L'explication la plus courante est que des vêtements étendus sur un lit rappelleraient un cadavre étendu sur le lit de mort.
Une autre croyance indique qu'il ne faudrait jamais essayer les vêtements d'un matador. Enfiler les vêtements du matador rappellerait le partage de ses affaires que feront ses héritiers après sa mort. Ainsi, lorsqu'un matador brinde le taureau à un spectateur et confie donc sa montera à la personne honorée, il ne faudrait pas que celle-ci se la pose sur la tête.
Les matadors utiliseraient rarement un habit de lumières de couleur jaune, car cette couleur porterait malheur. Ainsi Manzanares ne choisissait jamais cette couleur et sa superstition, était bien connue de ses détracteurs : « (…) qui portèrent tous une chemise jaune lors de la corrida du 2 juin 1984 à Sanlúcar de Barrameda. » Cependant, certains matadors utilisent parfois des habits jaunes (Luis Francisco Esplá par exemple).

## Arènes et ferias

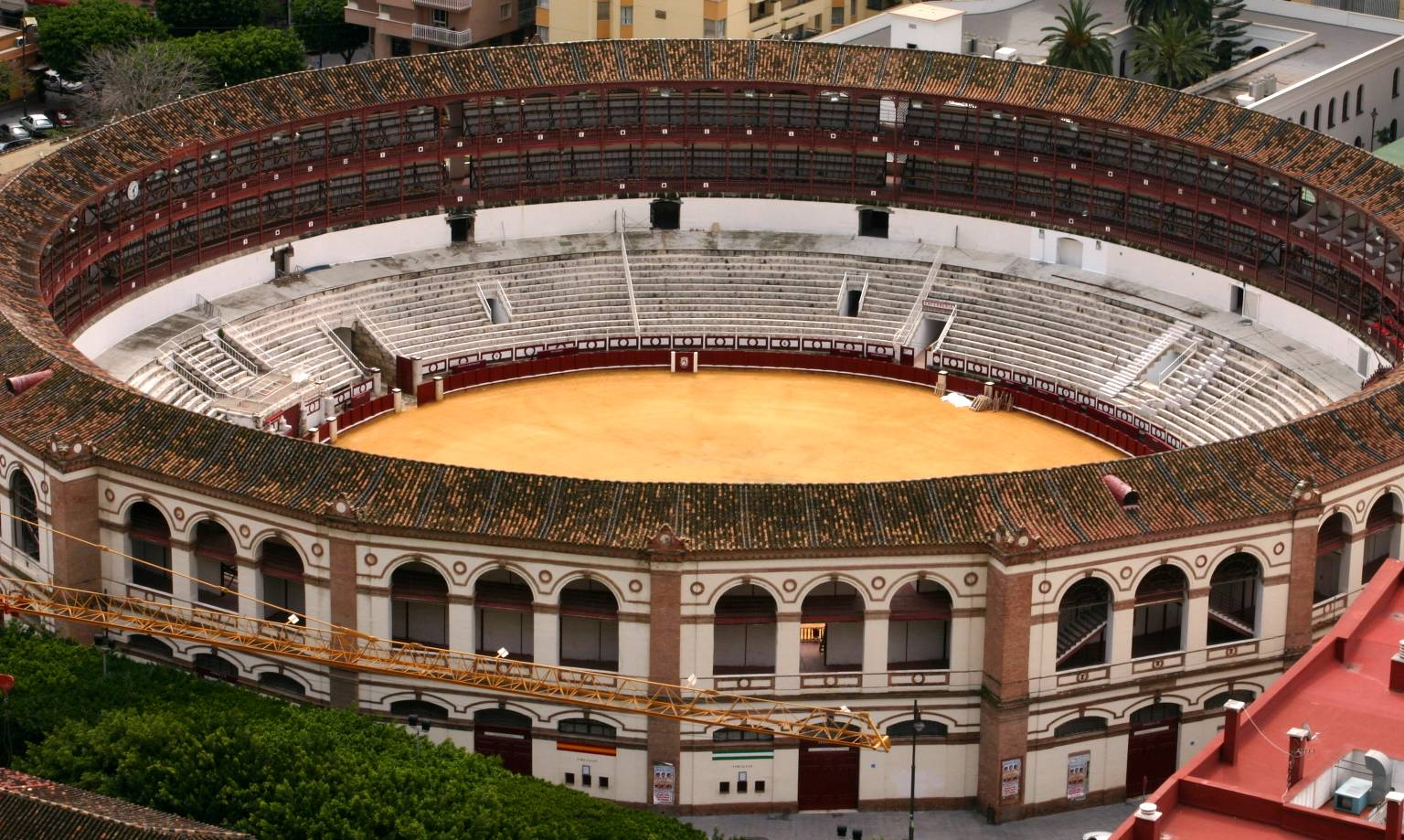
Arènes de Malaga.

À l'origine, les corridas avaient lieu sur des places publiques, fermées par des barrières ou des charrettes. Ces arènes de fortune existent encore, notamment à Ciudad Rodrigo, dans la province de Salamanque. À Madrid, elles se déroulaient sur la Plaza Mayor.
Certains croient, à cause de la piste circulaire et des gradins, que les arènes ont été construites sur le modèle des cirques antiques. Ce n'est pas le cas : les premières arènes n'étaient pas circulaires. Il y eut des plazas, rectangulaires, polygonales ou carrées comme celles de Salamanque ou de Madrid.
À partir du milieu du XVIIIe siècle on commence à construire des plazas de toros (« places de taureaux », en français « arènes »), affectées spécialement aux courses de taureaux. Les plus anciennes arènes encore en activité sont celles de Séville, ouvertes en 1761 ; viennent ensuite celles de Ronda, ouvertes en 1786. La plaza de Las Ventas à Madrid a été ouverte en 1931, et a été inaugurée officiellement le 21 octobre 1934.
En France, on organise des corridas dans les amphithéâtres romains de Fréjus, Arles et Nîmes. Ailleurs, il s'agit d'arènes modernes, construites sur le modèle espagnol.
Dans toutes les arènes d'importance il y a une chapelle (capilla) permettant aux toreros qui le désirent d'aller se recueillir avant la corrida. L'orientation d'une arène doit être orientée face à l'est en partant de la loge présidentielle.
Plus de mille cinq cents corridas sont organisées chaque année en France et en Espagne, auxquelles s'ajoutent les corridas latino-américaines, ceci dans plusieurs centaines d'arènes. Le lien ci-dessus permet de connaître les principales arènes et les dates auxquelles elles organisent des corridas. Pour l'année 2001, les statistiques indiquent : huit cent quarante-six corridas, six cent soixante-dix novilladas et trois cent soixante rejóneos en Espagne et quatre-vingt-trois corridas en France, trente novilladas et seize rejóneos en France.
En 2003, on comptait en Espagne neuf cent quatre-vingt-dix sept corridas formelles et corridas mixtes (rejoneo + toreo à pied), cinq cent cinquante-cinq novilladas piquées, trois cent soixante rejoneos. Pour la même année en France, on comptait quatre-vingt-neuf corridas, quarante-cinq novilladas et vingt-sept rejoneos.
Comme tous les spectacles se déroulant en plein air, le déroulement de la corrida dépend pour partie de la météo.
La pluie en elle-même n'est pas gênante ; seule une pluie trop violente, transformant la piste en océan de boue, peut empêcher la corrida d'avoir lieu. La pluie, sous forme de crachin, est habituelle à Bilbao.
Le vent est considéré comme beaucoup plus gênant. Il provoque l'agitation intempestive des capotes et muletas, et il peut rendre difficile voire quasiment impossible le déroulement normal de la corrida. Quand le vent reste modéré, les matadors alourdissent le bas de la muleta : ils l'aspergent d'eau puis la laissent traîner sur le sable.
En Espagne, la mention « si el tiempo no lo impide » (« si le temps ne l'empêche pas ») figure généralement sur les affiches. Le développement des arènes couvertes – notamment Saragosse partiellement couverte, Saint Sébastien et Logroño totalement fermées – rendra peut-être un jour inutile cette mention.

### Alguaziles, président et assesseurs

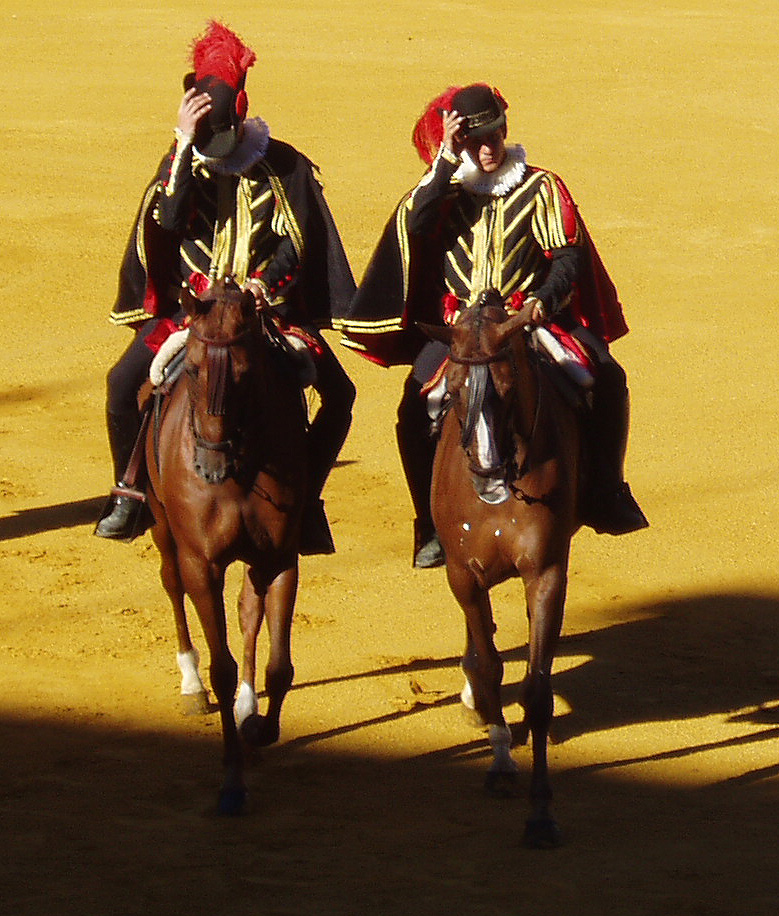
Alguazils des arènes dEl Puerto de Santa María.

Les alguaziles (ou alguacilillos) sont les « policiers » de la place. Au nombre de deux, ils défilent en tête du paseo. Sous les ordres du président, ils veillent au respect du règlement par tous les acteurs. Le cas échéant, ils remettent également les trophées au matador. C'est également l'un d'entre eux qui remet au torilero (« gardien du toril ») la clé du toril.
Le président est chargé de l'ordre de la place. Il ordonne le début de chaque course, les changements de tercios, l'attribution des trophées. Ses décisions sont notifiées à l'aide de mouchoirs (blancs pour le changement de tercio et l'attribution des trophées, rouge pour ordonner la pose de banderilles noires, orange pour gracier le taureau, vert pour ordonner son changement, bleu pour lui accorder une vuelta al ruedo).
En Espagne, c'est un commissaire de police, désigné par les autorités étatiques. En France, selon le règlement de l'Union des villes taurines françaises (UVTF), il est désigné par le maire de la commune ; le plus généralement, il sera choisi parmi les présidents des clubs taurins locaux.
Il est assisté de deux assesseurs. En Espagne, ils sont désignés par les autorités de l'État, comme le président. Il est toutefois possible de désigner comme assesseur un matador retraité. En Andalousie, depuis le 1er avril 2006, peuvent également être nommés assesseurs des « aficionados notoirement compétents ».

### Personnel de l'arène
Les employés des arènes sont les areneros. Ils sont chargés de l'entretien de la piste qu'ils remettent en état après chaque taureau et après le passage de l’arrastre. Ils s'occupent aussi des réparations à faire dans les annexes de la piste pendant la durée de la course. Leur costume varie d'une « place » à l'autre.
Les valets de piste sont fréquemment appelés les monosabios. Jusque vers 1847, on les appelait les chulos (valets), nom générique donné aux gens du peuple. Ils étaient alors areneros des arènes de Madrid. « Cette année-là, on présenta sur la scène du théâtre Cervantes, une troupe de singes savants vêtus de rouge. En même temps, l'organisateur de la plaza de Madrid s'avisa de vêtir ses chulos de la même blouse rouge. « Il n'en fallut pas davantage pour que les moqueurs fassent l'amalgame et inventent ce nom qui leur est resté ».
Les mulilleros, enfin, sont chargés de conduire l'attelage de mules évacuant le cadavre du taureau en fin de course.

### Empresa
Personne ou société chargée d'organiser les spectacles taurins d'une ou plusieurs plazas selon des modalités définies par contrat avec la ville
Certaines empresas sont propriétaires des arènes (en Espagne notamment : Barcelone, Saint-Sébastien, Logroño), d'autres sont locataires des arènes qui appartiennent aux collectivités locales (Arles, Nîmes, Madrid, Valence) ou à des personnes privées.
En France, la plupart des arènes sont municipales à l'exception de Béziers et de Céret. En Espagne, à Séville les arènes appartiennent à une confrérie militaro-religieuse, la Real Maestranza de Caballería. La gestion des arènes de Séville est confiée à l'empresa Pages. Simon Casas est actuellement l'empresa qui gère les arènes de Nîmes ; il est associé dans celle de Madrid
Dans d'autres arènes, c'est la municipalité qui gère directement sa plaza en régie municipale par l'intermédiaire d'un directeur technique et artistique qui propose les cartels, comme c'est le cas à Dax.
Dans les plus petites arènes, où les bénéfices sont plus aléatoires, l'empresa est le plus souvent une association loi de 1901 (ou équivalent en Espagne).

### Public et récompenses

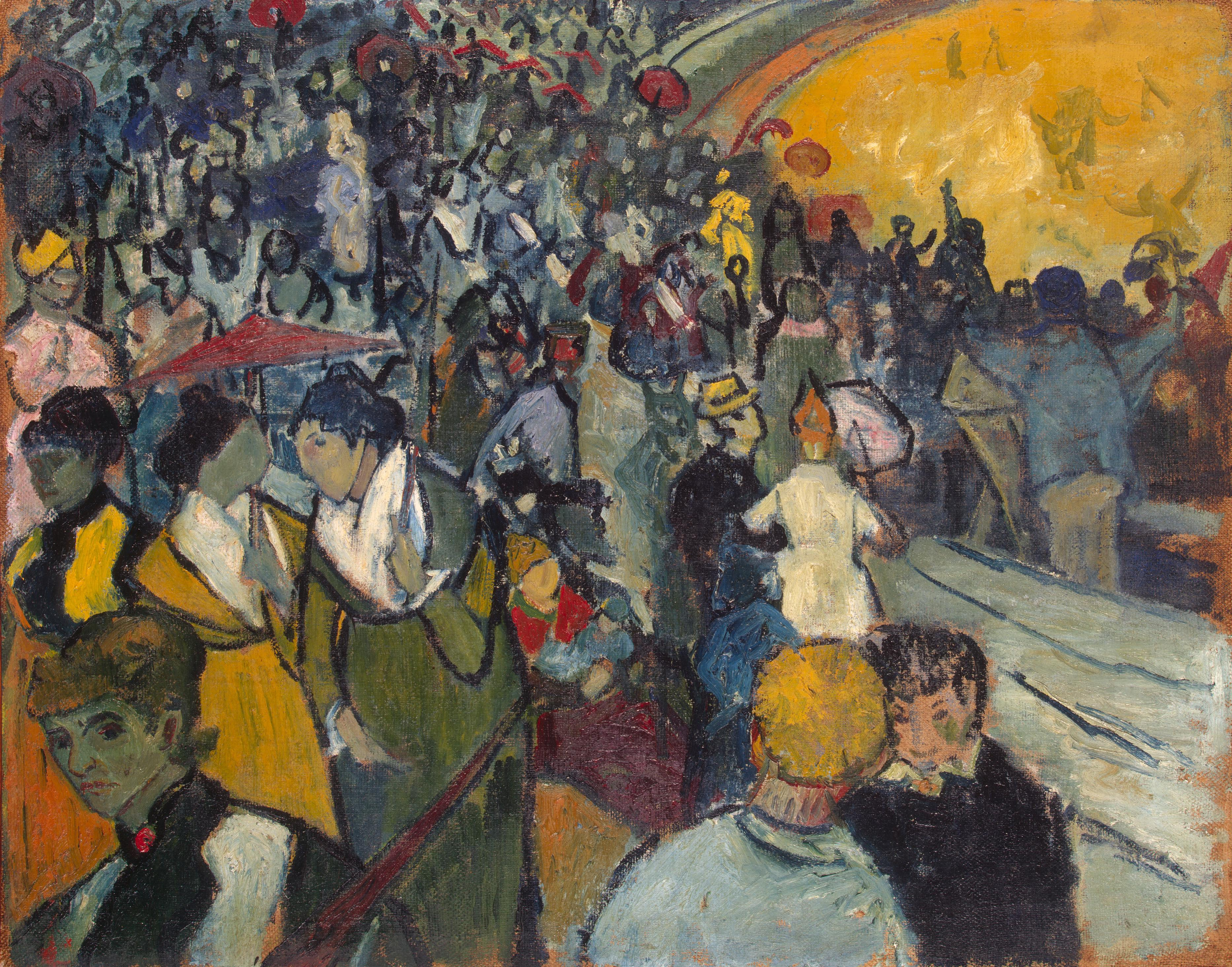
Vincent van Gogh, Public dans les arènes d'Arles.

Traditionnellement, on classe les aficionados en plusieurs catégories : les « toreristas », les « toristas » et les « aficionados a los toros ». Les toreristas sont essentiellement attirés par l'art du matador, son adresse, l'élégance de ses passes. Ils préfèrent les taureaux vifs, légers, s'engageant bien dans le leurre, et faisant preuve de noblesse. Les toristas sont d'abord attirés par les taureaux forts, puissants, sauvages, à longues cornes. Ils ne recherchent pas l'esthétique chez le torero, mais sa stratégie, et sa bravoure. Il leur faut des hommes qui « jouent leur peau » en affrontant l'animal de face et ils supportent mal le toreo de profil. Les « aficionados a los toros », sont sans a priori, ils ne font partie d'aucune « chapelle », et ils goûtent le plaisir d'une belle faena en connaisseurs. Il y a aussi, des néophytes, des touristes et des aficionados occasionnels qui ne se rendent pas aux arènes régulièrement.
Le public joue un rôle important dans l'évaluation du spectacle et la remise du premier trophée. Il juge le courage du matador, sa faculté à prendre des risques, son autorité et son élégance aux passes de cape ou de muleta. Il juge aussi l'estocade qui doit être sincère, rapide et efficace. C'est ce que les spécialistes appellent « la minute de vérité ». Si le public a apprécié la prestation du matador, il réclame au président que lui soient accordées une, voire deux oreilles, ou la queue, en agitant un mouchoir blanc.
Le public est souvent très sévère sur la présentation de l'animal : des cornes abîmées provoquent une bronca et une demande de changement d'animal. La bravoure de l'animal et sa capacité de combattre se jugent à sa charge franche. Un taureau fuyard ou déficient provoque la colère des spectateurs.
Le président accorde les trophées en présentant un, deux ou trois mouchoirs blancs. Ces trophées sont coupés sous la surveillance de l'alguazil qui les remet au matador dès que la dépouille du taureau est retirée de la piste. Le matador fait alors une vuelta al ruedo, c'est-à-dire le tour de la piste en longeant la barrière et en saluant le public ; les spectateurs les plus enthousiastes lui envoient des bouquets de fleurs, des cigares, leur chapeau, leur foulard, etc. Le matador garde les fleurs et les cigares, et renvoie les chapeaux, foulards, etc., à leur propriétaire.
Selon l'article 83 du Règlement de l'Union des villes taurines françaises : « Les trophées accordés au matador consistent en : un salut au tiers, un tour de piste, la concession de deux oreilles, et la sortie sur les épaules. L'éventuel octroi de la queue est laissé à la seule appréciation du président ».
Si aucune oreille n'a été accordée, le public peut, par ses applaudissements, obtenir que le matador vienne « saluer à la barrière ». Il peut aussi l’inviter à saluer « au tiers » (à mi-chemin de la barrière et du centre de la piste), ou « au centre » (jusqu'au centre de la piste), voire à faire une vuelta al ruedo.
Si le taureau a été exceptionnellement bon, le président peut lui accorder une vuelta al ruedo en présentant un mouchoir bleu. Et s'il a été plus qu’exceptionnellement bon, le président accorde sa grâce (indulto) avant l'estocade, en présentant un mouchoir orange.
Quand le matador a fini de saluer, le président sort son mouchoir blanc afin d’ordonner l'entrée en piste du taureau suivant.
En fin de corrida, les matadors quittent l'arène par ordre d'ancienneté. Si l'un d'entre eux a été particulièrement brillant, il sortira a hombros, sur les épaules de ses admirateurs, par la Grande Porte. À Séville, il devra pour cela avoir coupé trois trophées (soit trois oreilles, ou deux oreilles et une queue) au minimum ; à Madrid, deux trophées suffiront.

### Musiques de corrida

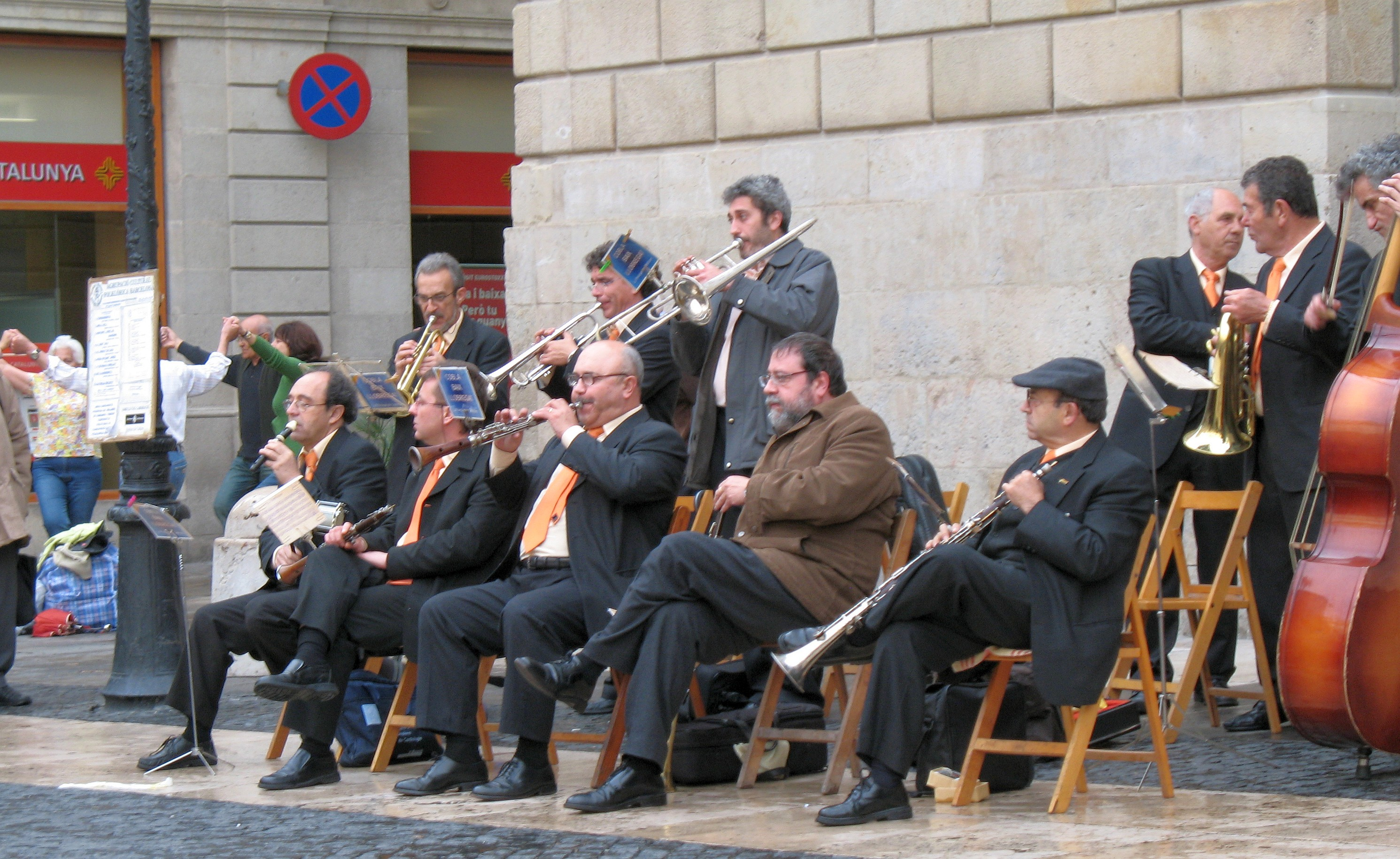
Cobla, ensemble instrumental catalan jouant ici à Barcelone devant le Palais de la Généralité.

La musique qui accompagne le paseo dans la presque totalité des arènes du sud de la France est le refrain des Couplets du toréador : « Toréador, en garde », tirée de l'acte II de Carmen de Georges Bizet.
En cours de faena de muleta, la musique est considérée comme une récompense, elle s'arrête impérativement au moment de la mise à mort. L'ordre de jouer est donné par le président, sauf dans les arènes de Séville où c'est le chef d'orchestre qui décide. Souvent une partie du public la réclame en criant « música, música ». À Madrid, depuis 1939, la musique ne joue jamais en cours de faena.
L'orchestre joue également pour le public dès que l'arène est vide de taureaux, entre deux lidias. La faena de muleta est accompagnée exclusivement de paso dobles taurins, tandis que la pose des banderilles, lorsqu'elle est faite par le matador lui-même est accompagnée par une Jota ou valse. Ce paso doble est surtout destiné au public soit entre deux taureaux, soit avant le tout début de la corrida, jamais pendant une faena.
Une musique au rythme différent accompagne le matador lorsqu'il a décidé de banderiller lui-même. Il s'agit toujours d'une valse ou Jota. C'est une danse issue du folklore espagnol que les aficionados rythment avec des claquements de mains : Chicuelo ; Banderillas, ou encore Jota de los toros de tradition aragonaise que l'on joue lors du dernier taureau à Saragosse; ainsi que Jota de Iscar. La plus connue est la jota qui rend hommage au torero portugais Victor Mendes porte le titre : Victor el Lusitano (Victor le portugais), matador connu pour son style aux banderilles : « homme de grande culture, maîtrisant parfaitement la langue française, ce torero athlétique plante superbement les banderilles, en force, et avec décision, sans fioritures inutiles, avec des gestes amples et déterminés ».
En pays catalan, notamment à Céret, lors de la feria Céret de toros, c'est une cobla qui accompagne le matador et sa cuadrilla pendant tous les tercios de la corrida. La cobla joue aussi bien des sardanes pour le paseo et le torero, que des valses pour les banderilles, et des paso dobles pour la faena de muleta. L'accueil du matador se fait avec une chirimía, le paso doble est interprété d'une manière très différente.
Pour la course camarguaise du film D'où viens-tu Johnny ?, Eddie Vartan avait composé spécialement un paso doble inédit : le Paso de l'abrivado

## Économie de la corrida
En France, le secteur de la corrida génère chaque année entre 40 et 50 millions d'euros de chiffre d'affaires. A cela il faut ajouter les revenus générés par les ferias associées aux corridas: par exemple 60 millions d’euros pour la ville de Nîmes, ou encore 12 millions pour Arles. En cela, la corrida est décrite comme « une locomotive de l’économie de la France méridionale ». Dans les villes taurines, la corrida est en effet indispensable pour l'économie locale,.
Cependant, aucun document statistique ou économique officiel n'a jamais été présenté afin de justifier ces 40 à 50 millions d'euros de chiffre d'affaires annuels. De surcroît, plusieurs sociétés organisatrices de corridas rencontrent des problèmes de rentabilité, et certaines ne déposent plus leurs comptes annuels au greffe du tribunal malgré l'obligation légale,. Quant aux ferias, seule une petite minorité de leurs visiteurs se rend aux corridas. A titre d'exemple, la feria 2022 de Béziers dénombre 24 000 spectateurs de corridas pour 830 000 visiteurs, soit moins de 3% du total,.
En Espagne, le secteur de la corrida génère 200 000 emplois et son impact économique était estimé à 1,6 milliard d'euros en 2013.

## Contexte réglementaire

Lois concernant la tauromachie (y compris la corrida) dans le monde.
Interdiction nationale de la tauromachie
Interdiction nationale de la tauromachie, mais certaines traditions locales désignées exemptées
Quelques interdictions infranationales sur la tauromachie
La tauromachie sans mise à mort dans l'arène, ou « sans sang », est légale (corrida portugaise)
La tauromachie avec mise à mort dans l'arène est légale (corrida espagnole)
Pas de données

### Réglementation en Espagne
En Espagne, la mention « Con el permiso de las autoridades » (« avec la permission des autorités ») figure sur les affiches, rappelant l'encadrement réglementaire de la corrida dans ce pays.
Avant 1917, il n'existe aucune véritable réglementation, chaque ville, chaque arène ayant ses propres règles coutumières. En fait, ces règles sont très proches les unes des autres, les arènes andalouses imitant généralement les pratiques en vigueur à Séville, les autres imitant généralement les pratiques en vigueur à Madrid, Madrid et Séville s'inspirant mutuellement.
À la différence de la France, où le règlement taurin ne s'applique que là où un arrêté municipal décide de l'appliquer, le déroulement des corridas est régi en Espagne par des textes législatifs spécifiques. Ainsi, c'est un décret royal (Real Orden) ayant force de loi qui, en 1917, met en place un règlement taurin, suivi par d'autres textes de même portée juridique en 1923, 1924 et 1930. En 1962, ce règlement est entièrement refondu. En 1991, la loi Corcuera (du nom du ministre de l’intérieur de l'époque) refond à nouveau le règlement.
Le développement de l'autonomie des communautés autonomes a autorisé le transfert d'une partie de la réglementation en matière de tauromachie. En fait, dans presque toutes les communautés, la loi Corcuera reste en vigueur, seule l'Andalousie ayant, depuis le 1er avril 2006, un règlement particulier mais ne différant de la loi Corcuera que sur des points de détail. Toutefois, d'après un communiqué de l'UVTF : « la constitution espagnole dans son article 149-28 stipule que l'État détient la compétence exclusive en matière de défense du patrimoine culturel, artistique et monumental espagnol ».
Le 28 juillet 2010, le Parlement régional de Catalogne en Espagne a voté l'interdiction de la corrida par 68 voix contre 55. À cette occasion, il a été affirmé que cette région était ainsi la deuxième d'Espagne à interdire la tauromachie après l'archipel des Canaries. Lorenzo Olarte Cullen, ancien président de la communauté autonome des Îles Canaries, en poste lors du vote de la loi régionale qui, prétendument, interdirait la corrida aux Canaries, s'inscrit en faux contre cette affirmation dans le quotidien El Mundo : aucune loi régionale ne prohibe spécifiquement la corrida. En revanche, la loi de protection animale du 30 avril 1991 des Canaries ne prévoit aucune dérogation en faveur des corridas, dont aucune n'a eu lieu depuis cette date,.
Les tentatives pour généraliser cette interdiction ont parfois abouti à l'effet contraire en France où la corrida a été déclarée légale dans les régions du Sud, en Espagne où, en réplique à l'interdiction catalane, la corrida a été déclarée par le Parlement espagnol « Bien d'intérêt culturel » le 12 février 2013 par 180 voix pour, 40 contre et 107 abstentions.
Toutefois, le 20 octobre 2016, le tribunal constitutionnel espagnol a annulé l'interdiction des corridas en Catalogne, votée en 2010.
À Majorque, aux Baléares, la municipalité de Palma s'est déclarée "anti-taurine" et opposée à la perpétuation de corridas, depuis juin 2015. Ce qui n'a pas empêché la tenue de la Feria de la Virgen Blanca. En 2015, parmi les figuras du cartel figurait le matador Morante de la Puebla.

### Réglementation en Amérique latine
Les interdictions ont été instaurées et respectées dans certains pays d'Amérique latine, où, pour des raisons politiques, les citoyens voulaient se démarquer de l'occupant espagnol : Cuba, Chili, Uruguay, Argentine. En revanche, elles n'ont eu aucun effet au Venezuela malgré une interdiction de 1894.
En Équateur, la limitation des corridas faisait partie des dix questions posées lors d'une consultation populaire en mai 2011, approuvée (y compris la possibilité d'interdire la corrida avec mise à mort) par la majorité des votants, selon les résultats connus le 19 mai 2011. Cette interdiction a été contournée dès 2013 : la feria de Quito n'a pas lieu à Quito mais à 15 km de la ville à Tambillo dans une arène portative de 4 000 places. Ces interdictions ont été conçues comme une menace dans d'autres pays d'Amérique du Sud et ont abouti à la protection de la corrida en Colombie et au Pérou où la corrida fait partie de la diversité culturelle.
Au Pérou, la corrida a été déclarée Bien de Interés Cultural par le Tribunal Constitutionnel le 9 mai 2011, elle fait partie des traditions historiques et du Patrimonio Cultural Inmaterial del Perú (patrimoine culturel immatériel du Pérou).
En 2012, la Colombie a également adopté une mesure de protection de la corrida en interdisant aux maires des communes d'interdire la corrida. La décision du maire de Bogota d'interdire les corridas (en 2012) n'a pas été suivie par le Parlement, en 2014.

### Réglementation en France
En France, la seule réglementation existant à propos de la corrida l'interdit par principe et ne l'autorise que par exception. Aucune loi analogue à la loi Corcuera n’existe. Certaines associations réclament la création d’une « Fédération française de corrida » à l'image des fédérations sportives. Toute réglementation écrite ne peut donc qu’être d’origine municipale.

#### Article 521-1 du code pénal
Aujourd'hui, l'article du Code pénal qui s'applique pour la tauromachie est le 521-1. Il stipule notamment : « Le fait, publiquement ou non, d'exercer des sévices graves ou de commettre un acte de cruauté envers un animal domestique, ou apprivoisé, ou tenu en captivité, est puni de trois ans d'emprisonnement et de 45 000 euros d'amende.
Lorsque les faits ont entraîné la mort de l'animal, les peines sont portées à cinq ans d'emprisonnement et à 75 000 euros d'amende.
Est considéré comme circonstance aggravante du délit mentionné au premier alinéa le fait de le commettre en présence d'un mineur.
Les dispositions du présent article ne sont pas applicables aux courses de taureaux lorsqu'une tradition locale ininterrompue peut être invoquée. Elles ne sont pas non plus applicables aux combats de coqs dans les localités où une tradition ininterrompue peut être établie. »

#### Historique de la réglementation
Durant longtemps, on a, en France, appliqué coutumièrement le règlement espagnol. En 1972, l'Union des villes taurines françaises (UVTF) a établi un règlement très largement inspiré du règlement espagnol et invité ses membres à le rendre obligatoire sur leur territoire, par arrêté municipal. Toutes ne l'ont pas fait, mais dans ces communes, ainsi que dans les communes taurines qui ne sont pas membres de l’UVTF, ce règlement est appliqué coutumièrement. On peut lire à peu près tous les livres en français consacrés à la corrida, ainsi que les revues taurines et les pages taurines des quotidiens régionaux : tous font référence à cette application,,.

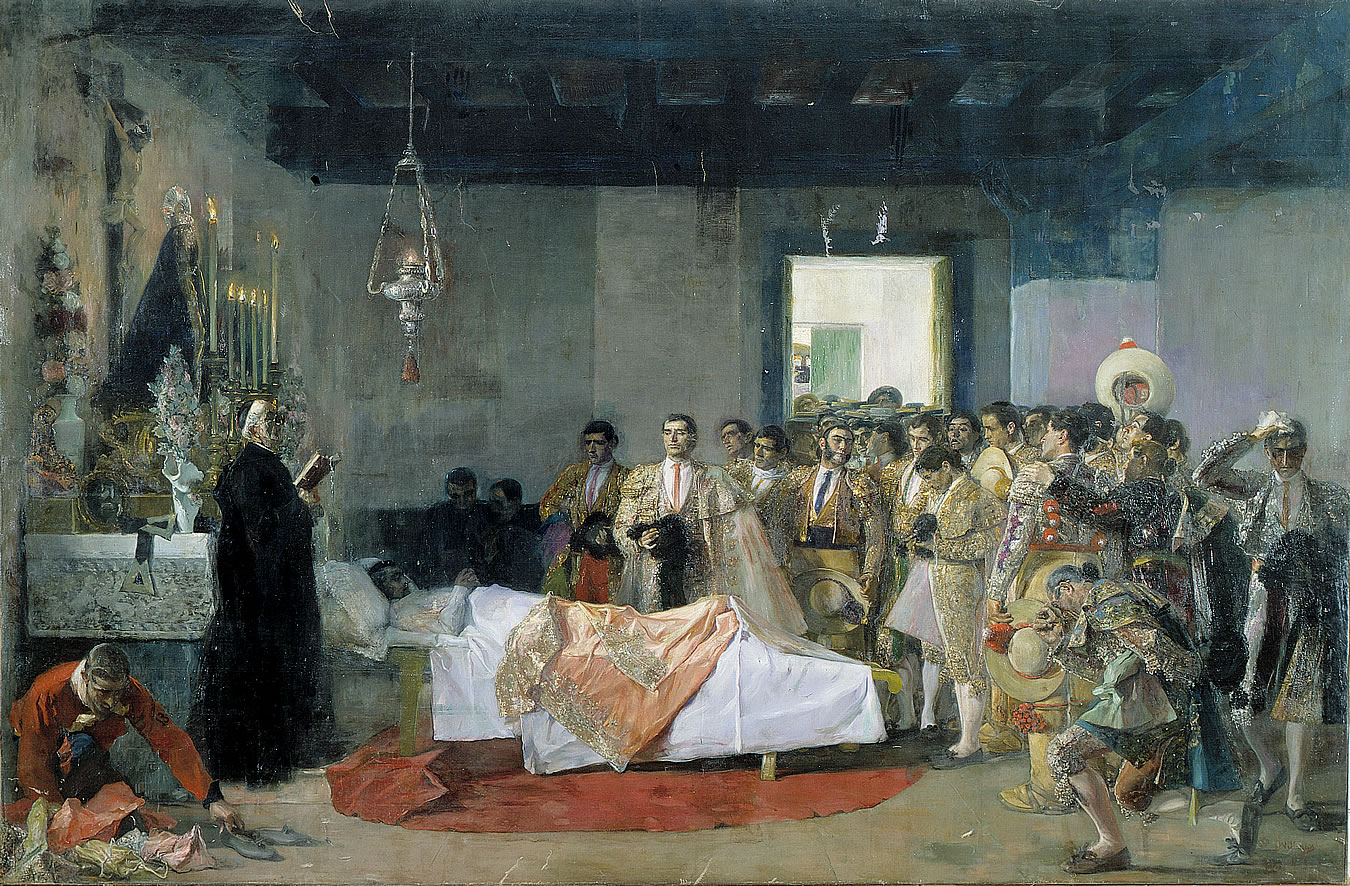
Mort du maestro, 1884, par José Villegas Y Cordero.

Jusqu'à la fin du XIXe siècle, la loi du 2 juillet 1850 condamnant les sévices aux animaux, dite Loi Grammont, disposait de diverses interprétations quant à son application aux courses de taureaux. Les tribunaux et les préfets ont eu pendant longtemps des opinions diverses sur le sujet. Les organisateurs et les matadors n'étaient pas systématiquement poursuivis devant les tribunaux. Pendant cette période des corridas ont été organisées un peu partout en France, en dehors du bassin considéré comme historique du sud-ouest de la France (au Havre et à Roubaix par exemple).
Au début du XXe siècle, la Cour de cassation établit que la loi Grammont s'appliquait aux corridas. Cette jurisprudence fut cependant appliquée de façon hétérogène :
- dans certaines zones, les interdictions préfectorales étaient systématiques, et suivies de poursuites le cas échéant ;
- dans d’autres zones, les interdictions étaient exceptionnelles, et les contrevenants n'étaient pratiquement jamais poursuivis. Les peines prononcées étaient considérées comme symboliques.

Ces disparités ont amené la pratique de la corrida à se renforcer dans certaines régions françaises, et à disparaître dans d'autres.
En 1951, pour mettre fin à cette situation, le législateur a précisé que la loi Grammont : « Les dispositions du présent article ne sont pas applicables aux courses de taureaux lorsqu’une tradition ininterrompue peut être invoquée ». Cet alinéa a été complété en 1959, et la première phrase du septième alinéa de l'article 521-1 du Code pénal est maintenant rédigée comme suit : « Les dispositions du présent article ne sont pas applicables aux courses de taureaux lorsqu'une tradition locale ininterrompue peut être invoquée ». La présence de la tradition et de son caractère tels que prévus par cet alinéa reste à l'appréciation des juges.
Depuis, plusieurs procès ont été intentés à des organisateurs de corridas, le premier au Grau-du-Roi (Gard). Les tribunaux ont jugé que le terme « local » renvoie à un « lieu », non à une circonscription administrative déterminée. Ils ont donc jugé que le « lieu » était un « ensemble démographique » ayant une communauté d’histoire, de coutumes, de mode de vie dont les limites ne coïncident pas avec des limites administratives. Toute commune se trouvant à l’intérieur de cet « ensemble démographique » peut donc se prévaloir de l’existence de la « tradition », quand bien même, sur son territoire, aucune corrida n’aurait jamais été organisée,,.
À Bordeaux et alentours, des corridas ont été organisées de manière régulière jusqu’en 1962. La vétusté des arènes bordelaises ayant contraint le préfet d’y interdire l’organisation de spectacles, il n’y eut donc plus de corridas en région bordelaise. En 1988, la ville de Floirac, limitrophe de Bordeaux a organisé des corridas. La cour d’appel de Bordeaux a jugé que la non-organisation de corridas pendant une durée aussi longue soit-elle, ne suffit pas à elle seule à « interrompre » la tradition, lorsque cette absence d’organisation est due à un fait extérieur.
Jusqu'en septembre 2012, la notion de « tradition interrompue » déterminée par cette jurisprudence était loin d'être claire selon Dimitri Mieussens le 4 août 2010 sur Rue89. La question a été éclaircie par la décision du Conseil constitutionnel du 21 septembre 2012. Jusque-là, seuls les tribunaux tranchaient au cas par cas, comme le montrent les arrêts de la cour d’appel de Toulouse et de la Cour de cassation, ainsi que la jurisprudence de Rieumes, qui avaient débouté les associations anti-corrida de leurs plaintes, respectivement en 2003, en 2006 et en 2007.
Sous la présidence de Nicolas Sarkozy, l'inscription par le ministère de la Culture de la tauromachie en janvier 2011 à l'inventaire du patrimoine culturel immatériel de la France, provoque des réactions procédurales de la part d'associations anti-taurines. Cependant, le ministère décide en mai 2011 de supprimer toute mention de l'inscription sur ses sites officiels « en raison de l'émoi suscité par cette inscription ».
Le Comité Radicalement Anti-Corrida et l'association Droit des animaux ont saisi en septembre 2011 le tribunal administratif de Paris d'un recours en annulation contre la décision d'inscription de la corrida à l'inventaire du patrimoine immatériel de la France. Dans le cadre de cette procédure, une question prioritaire de constitutionnalité visant à faire reconnaître l'anticonstitutionnalité de la première phrase du septième alinéa de l'article 521-1 du code pénal (« Les dispositions du présent article ne sont pas applicables aux courses de taureaux lorsqu'une tradition locale ininterrompue peut être invoquée ») a été soulevée. Selon ces associations, cette phrase serait anticonstitutionnelle car le fait d’autoriser les courses de taureaux sur une partie seulement du territoire porterait atteinte au principe d’égalité devant la loi ; de plus la loi ne définit pas précisément le lieu où la corrida est licite, ni la notion de « tradition ». Saisi par le Conseil d’État le 20 juin 2012, le Conseil constitutionnel a, le 21 septembre suivant, rendu une décision selon laquelle « La première phrase du septième alinéa de l'article 521-1 du code pénal est conforme à la Constitution ». Selon le Conseil constitutionnel, « le grief tiré de la méconnaissance du principe d'égalité doit être rejeté ; (…) la première phrase du septième alinéa de l'article 521-1 du code pénal (…) ne méconnaît aucun autre droit ou liberté que la Constitution garantit » ; d’autre part, « s'il appartient aux juridictions compétentes d'apprécier les situations de fait répondant à la tradition locale ininterrompue, cette notion, qui ne revêt pas un caractère équivoque, est suffisamment précise pour garantir contre le risque d'arbitraire ». Cette décision du Conseil constitutionnel rend caducs tous les commentaires reprochant à la loi un manque de clarté.
Le 3 avril 2013, le tribunal administratif de Paris déboute les plaignants, le CRAC Europe et Droits des animaux, qui font appel de la décision. Le 1er juin 2015, la Cour administrative d'appel de Paris rend un non-lieu à statuer, les conclusions des parties étant rejetées. En 2016 le Conseil d’état, saisi d'un pourvoi formulé par l'Observatoire des cultures taurines et L'Union des villes taurines de France, rejette le pourvoi, le déclarant irrecevable, les demandeurs par cet arrêt n'étant pas susceptibles de voir leurs droits préjudiciés, en droit français « pas d'intérêt, pas d'action »[style à revoir][pas clair][réf. nécessaire].
À l'été 2022, une proposition de loi "transpartisane" visant à l'interdiction de la corrida est en préparation, à l'initiative du député Aymeric Caron.
Le 14 novembre 2024, une proposition de loi visant à interdire l’accès aux corridas et aux combats de coqs aux moins de 16 ans est débattue au Sénat. Le texte est déposé par Samantha Cazebonne et Arnaud Bazin au terme d'un travail mené avec plusieurs associations, dont Convergence animaux politique. La proposition de loi est finalement rejetée,.

### Réglementation au Portugal

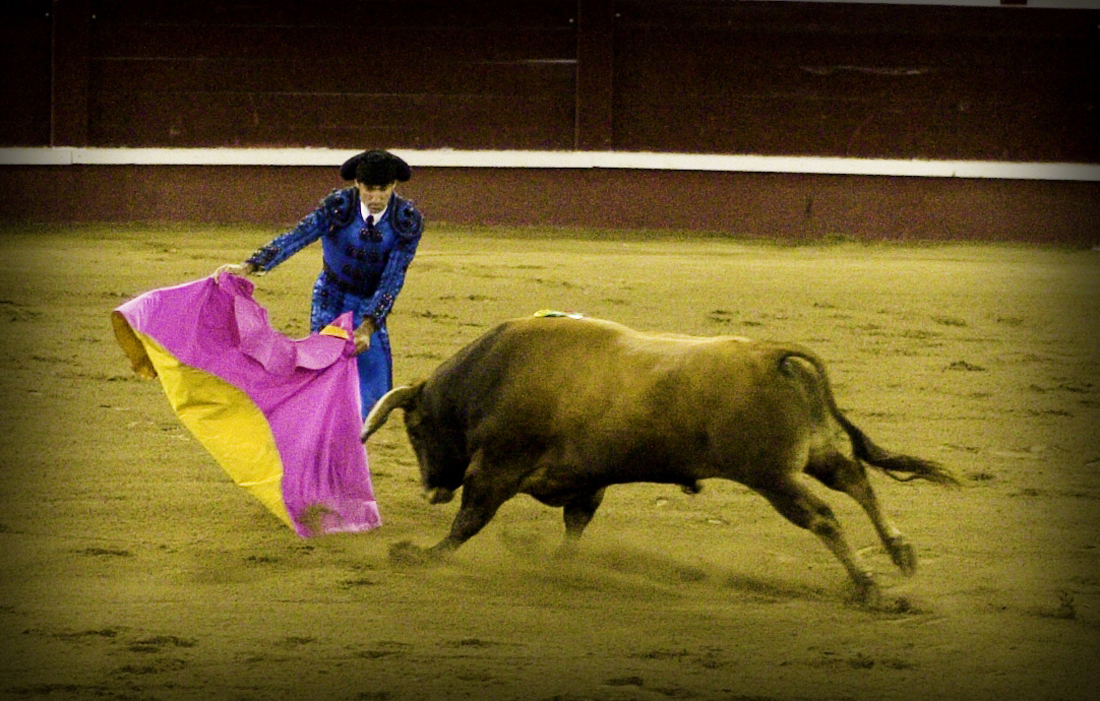
Corrida sur l'île de Terceira. Photo prise en juillet 2007.

Au Portugal, la mise à mort en public est interdite en pratique depuis le milieu du XVIIIe siècle, et a été interdite par une loi de 1928. Malgré l'interdiction, elle a continué d'être pratiquée dans quelques communes, notamment à Barrancos, village de l'Alentejo proche de la frontière espagnole. Une loi de 2000 a autorisé les mises à mort en public dans les communes dans lesquelles elles continuaient d'être pratiquées.
Les Açores, constituées en région autonome de la République du Portugal depuis 1976, ont adopté des mesures de sauvegarde de la corrida, qui est considérée comme appartenant à une tradition culturelle. « l'Assemblée législative des Açores a juridiction dans les domaines de l'éducation et de la jeunesse. L'article suivant (63) précise quelles sont les questions relatives à la culture. Article 63, alinéa 2 : Les questions sur la culture et la communication sociale incluent notamment les spectacles et les amusements publics dans la région, y compris les corridas et les traditions tauromachiques dans leurs diverses manifestations ».
La corrida est placée sous l'autorité du ministère de la culture. L'assemblée a procédé à une homogénéisation des règles adoptées en 1991 concernant la tauromachie, « dont la tradition est riche, authentique, et spécifique ». Le texte de cette reconnaissance en tant que pratique culturelle stipule : « la réglementation inclut également la création, par la direction d'un conseil régional de la culture, d'une équipe de spécialistes techniques comprenant les directeurs de courses, et des vétérinaires qui auront les compétences pour garantir que le spectacle se déroule dans des conditions correctes ».
La préservation du taureau sauvage, qui ne peut se faire que grâce à la protection de la corrida, est un des points essentiels sur lesquels insiste le directeur régional Joaquim Pires.

## Opposition à la corrida

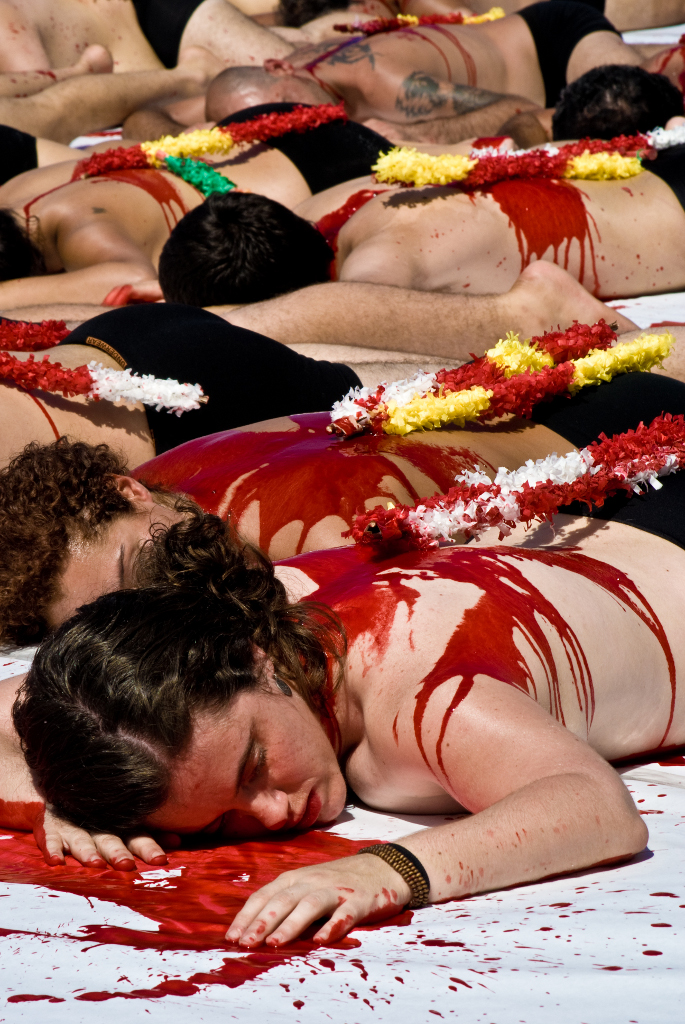
Manifestation contre la corrida à Bilbao, en août 2009.

En dépit de sa popularité dans certaines régions, de nombreuses personnes s'opposent à la corrida, jugeant qu'il ne s'agit ni d'art ni de culture, mais de barbarie. L'opposition à la corrida se manifeste sous des formes diverses depuis qu'elle existe. À l'origine, cette opposition était surtout motivée par les risques que prenaient les toreros. C'est ainsi que la bulle papale, justifiait l'interdiction des courses de taureaux : Le 1er novembre 1567, Pie V publie la Bulle De salute gregis interdisant formellement et pour toujours les courses de taureaux, et décrétant la peine d'excommunication immédiate contre tout catholique qui les autorise et y participe, ordonnant également le refus d'une sépulture religieuse aux catholiques qui pourraient mourir des suites d'une participation à quelque spectacle taurin que ce soit. Face aux réticences de Philippe II d'Espagne, son successeur le Pape Grégoire XIII reviendra sur cette décision dès 1575.
L'opposition à la corrida a été très marquée au XIXe siècle, alors qu'en Europe se mettaient en place les premières législations protégeant les animaux contre les mauvais traitements. En France notamment, l'introduction de la corrida liée à l'arrivée de l'impératrice Eugénie, originaire d'Andalousie, intervient quelques années à peine après le vote de la loi Grammont, en 1850, aux débats préliminaires de laquelle la corrida échappe. L'opposition à la corrida diminue cependant fortement lorsque, en 1928, l'introduction du caparaçon protecteur réduit drastiquement la fréquence des éventrations de chevaux. Ces dernières décennies ont vu le développement des associations anti-corridas, auxquelles Internet permet de toucher une audience internationale.

### Souffrances infligées
En dehors des souffrances infligées au taureau, les blessures, parfois mortelles, subies par les chevaux des picadors (beaucoup moins nombreuses cependant qu'au XIXe siècle et au début du XXe siècle), font également toujours l'objet de critiques.
À ces arguments d'ordre éthique, les partisans de la corrida en opposent d'autres, tenant à la défense des traditions et de la culture espagnole, à l'esthétique du spectacle offert, ou encore à la noblesse de la mort accordée au taureau. Ils mettent également en avant le biotope préservé, de qualité unique, où les toros de lidia peuvent vivre pendant quatre ans.

### Évolution des mentalités
Les mentalités ont changé à l'égard de la corrida, accompagnant les critiques qui lui sont adressées. En Espagne, selon un sondage de Metroscopia publié en 2010 par El País, 37 % de la population affirme aimer la corrida (une baisse par rapport aux années 1970), bien que l'opinion publique soit encore majoritairement contre toute interdiction : 57 % se disant contre,. En France, les opinions publiques se sont majoritairement détournées de la corrida, quelle que soit la région considérée,. En 2022, 77 % des Français soutiennent l'interdiction de la pratique de la corrida.
De nombreuses associations opposées à la corrida existent aujourd'hui, tant en Europe qu'en Amérique du Sud.
Certains dénoncent, en particulier en Espagne, l'utilisation des impôts payés par chacun pour subventionner une activité désapprouvée par une partie très importante de la population.

### Positions politiques
En Espagne, en 2010, le Parlement de Catalogne a adopté, le 28 juillet 2010, par 68 voix pour, 55 contre et 9 abstentions, une disposition interdisant la corrida devant prendre effet en janvier 2012, à la suite d'une initiative populaire. En octobre 2010, le Parti populaire a cependant annoncé son intention de présenter devant le Tribunal constitutionnel un recours contre le vote de la Catalogne, pour inconstitutionnalité. Suivant l'exemple catalan, à Saint-Sébastien le maire indépendantiste n'a pas renouvelé le contrat entre la ville et les promoteurs des arènes pour 2013. Mais la corrida ayant été déclarée bien d'intérêt culturel« (…) il ne sera donc pas facile aux indépendantistes de faire disparaître la tauromachie. D'autant qu'en face, les autres partis (socialistes, populaires et, dans une certaine mesure, les nationalistes du PNV) militent pour perpétuer cette tradition. Pour autant, l'inquiétude des milieux taurins est à son comble ».
L'Assemblée centrale électorale de Madrid à la mi-mai 2012 a communiqué à la Fédération des Entités Taurines de Catalogne qu'elle transmettait au Congrès des députés, après l'avoir validé, sa proposition de loi pour classer la « Fiesta de los Toros » comme « Bien Culturel de l'Espagne ». Cette transmission découle du dépôt de plus de 500 000 signatures obtenues dans le cadre d'une Initiative législative d'origine populaire (ILP). C'était la dernière formalité pour que cette Initiative législative puisse être débattue au Congrès. Le 12 février 2013, le Parlement espagnol a déclaré la corrida « Bien d'intérêt culturel » par 180 voix pour, 40 contre et 107 abstentions.
Certaines communautés autonomes avaient déjà répliqué en déclarant la corrida Bien d'Intérêt Culturel (dont la communauté de Madrid et celle de Levante), bloquant ainsi toute initiative visant à l'interdire.
En France, le « Groupe d'études sur la protection des animaux », dirigé par Geneviève Gaillard (PS) et Muriel Marland-Militello (UMP), a élaboré une proposition de loi, enregistrée le 13 juillet 2010, « visant à punir les sévices graves envers les animaux domestiques, apprivoisés, ou tenus en captivité, sans exception ». Cette proposition fait suite à l'échec de deux précédentes tentatives, en 2004 et en 2007. Le nouveau texte prévoit de supprimer l'exception dont bénéficient aujourd'hui la corrida et les combats de coq dans certaines régions, au nom d'une « tradition locale ininterrompue ». Toutefois, par décision du Conseil constitutionnel, le 21 septembre 2012, cette exception contenue dans la première phrase du septième alinéa de l'article 521-1 du code pénal, a été déclarée conforme à la Constitution.

## Interdictions de la corrida

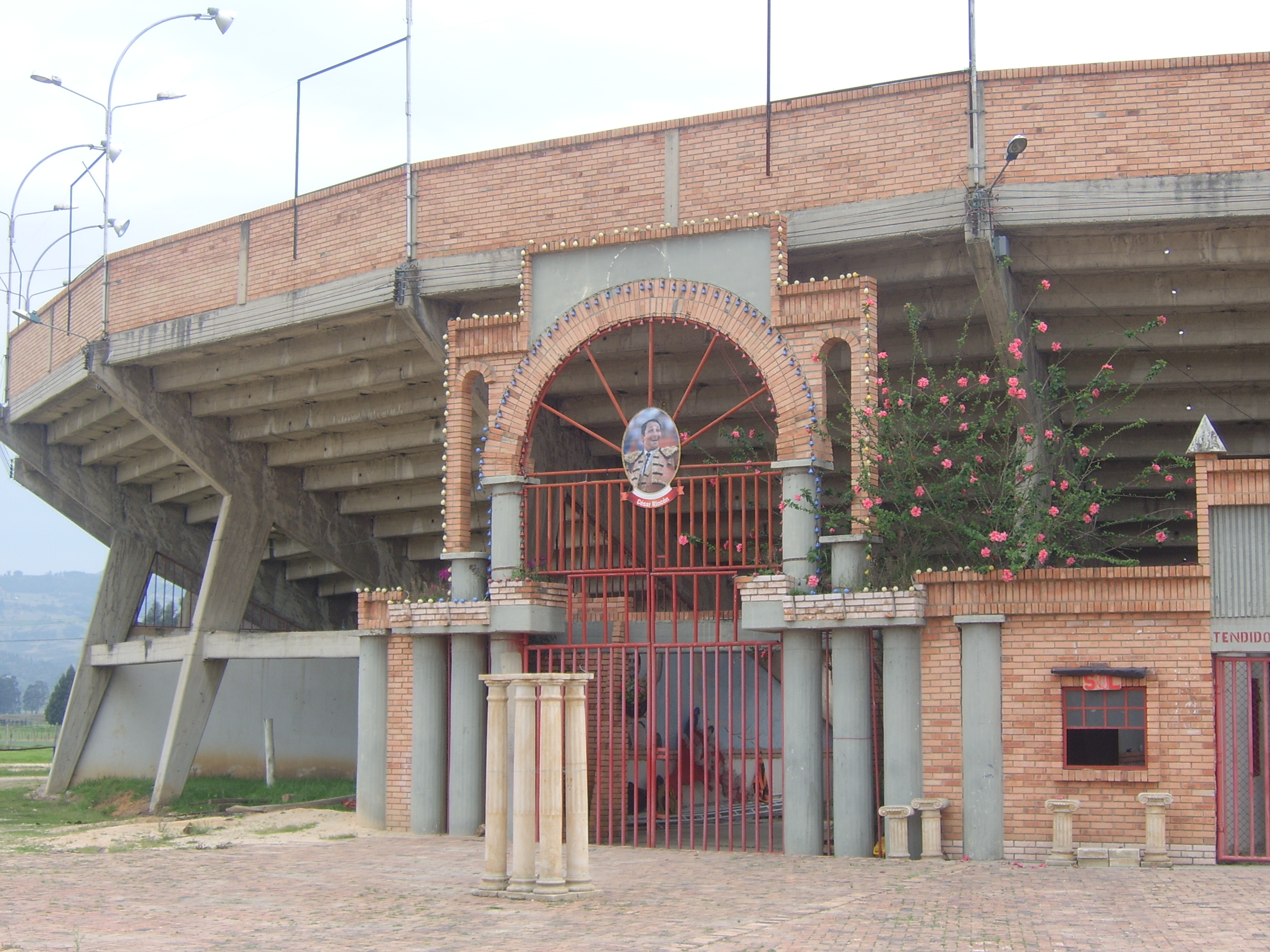
Les arènes de Duitama en Colombie, qui après l'application de l'abolition de la corrida en 2027, seront transformées en marché paysan et lieu d'accueil d'événements culturels et artistiques.

### En France
En France, les lois interdisant la corrida n'ont été efficaces que dans les régions où le spectacle taurin ne comptait pas beaucoup d'aficionados comme le Nord.
De même la volonté de supprimer les écoles taurines, n'a rencontré l'écho d'aucun gouvernement en France[réf. nécessaire].

### En Amérique latine
Les interdictions ont été instaurées et respectées dans certains pays d'Amérique latine, où, pour des raisons politiques, les citoyens voulaient parfois se démarquer de l'occupant espagnol : Cuba (1900), Chili (1823), Uruguay (1890), Argentine (1822). En revanche, elles n'ont eu pendant longtemps aucun effet au Venezuela malgré une interdiction de 1894, même si récemment une loi de 2010 soumet l'organisation de spectacles publics avec des animaux à une autorisation des municipalités.
En Équateur, la limitation des corridas faisait partie des dix questions posées lors d'une consultation populaire en mai 2011, approuvée (y compris la possibilité d'interdire la corrida avec mise à mort) par la majorité des votants, selon les résultats connus le 19 mai 2011. Cette interdiction a été contournée dès 2013 : la feria de Quito n'a pas lieu à Quito mais à 15 km de la ville à Tambillo dans une arène portative de 4 000 places. Ces interdictions ont été conçues comme une menace dans d'autres pays d'Amérique du Sud et ont abouti à la protection de la corrida en Colombie et au Pérou où la corrida fait partie de la diversité culturelle.
Au Pérou, la corrida a été déclarée Bien de Interés Cultural par le Tribunal Constitutionnel le 9 mai 2011, elle fait partie des traditions historiques et du Patrimonio Cultural Inmaterial del Perú (patrimoine culturel immatériel du Pérou).
En Colombie, après 7 années d'intenses débats, la chambre des représentants finit par approuver le 28 mai 2024, avec 93 voix pour et deux voix contre, le quatorzième projet de loi visant à abolir la corrida dans tout le pays. Connue sous le nom de « No más Olé » (plus de « Olé »), la loi est promulguée le 22 juillet suivant par le président Gustavo Petro, et doit s'appliquer à partir de 2027. Selon ce dernier, « si nous nous amusons à tuer l’animal, alors nous nous amuserons à tuer des êtres humains ». Pendant cette période « transitoire », l’Etat s'engage à garantir des emplois alternatifs aux personnes qui dépendent directement ou indirectement de la tauromachie, et à adapter les arènes du pays pour des activités sportives et culturelles. Cette abolition s'est accompagnée du déboulonnage de la statue du matador César Rincón.

### En Espagne
En 1986, Christian Dedet écrivait déjà :

« Ce n'est pas la première fois que l'opinion - ou ceux qui se chargent de parler pour elle - réclame l'interdiction des courses de taureaux. La campagne telle que nous la voyons se développer aujourd'hui paraît plus violente qu'à l'accoutumée. Elle dispose d'infiniment plus de moyens. Faut-il s'en alarmer ? Si l'offensive devait aboutir, nos démocraties occidentales, au nombre desquelles l'Espagne compte, ne feraient que suivre une décision peu éclairée de la papauté au Moyen Âge. »

En réalité, la décision de la papauté à laquelle Dedet fait référence n'a jamais été respectée, et la bulle de Pie V en 1566, couramment appelée « De salute gregis », n'a jamais été publiée pour éviter un scandale, parce que le roi Philippe II d'Espagne, avait envoyé un ambassadeur au Vatican pour négocier. Il faisait valoir que menacer d'excommunication les fidèles qui se rendraient aux corridas revenait à excommunier presque toute la nation espagnole. Adoucie par Grégoire XIII, raffermie par Sixte V, et finalement assouplie par Clément VIII en 1596 jusqu'à ne plus interdire grand-chose, la bulle n'a pas entamé la passion pour le taureau.
À cette période commence l'âge d'or de la corrida à cheval qui déclinera, au début du XVIIIe siècle, non à cause d'une interdiction, mais parce que le roi Philippe V d'Espagne (un Bourbon venu de France), ne marque aucun goût pour la tauromachie ; aussi, pour ne pas lui déplaire, la noblesse délaisse la corrida de rejón. Seules exceptions : les maîtrises royales de cavalerie de Séville (Real Maestranza de Caballería) et de Ronda, qui obtiennent le droit d'organiser des corridas à but caritatif pour l'entretien des hôpitaux,.

### En France
La corrida a régressé dans les zones géographiques où elle n'avait pas de public. D'où les aménagements de la loi Grammont de 1951, 1959, et les jurisprudences de Toulouse, et de Rieumes.
À la différence de l'Espagne, le parlement de Bordeaux, suivant les recommandations pontificales, interdit la corrida dès 1616. Mais la population locale résiste de la même manière que les Espagnols, et il faut recourir à une deuxième interdiction, royale cette fois : un décret de Louis XIII en 1620. Mais comme la population est toujours aussi tenace dans les régions tauromachiques, l'évêque de l'Aire, Gilles de Boutault, promulgue une ordonnance épiscopale interdisant la corrida. Ordonnance toujours pas respectée, que l'évêque relance en 1647, sollicitant l'appui de Louis XIV qui le lui accorde. Toutefois, les habitants n'en poursuivent pas moins leurs courses de taureaux, mais plus discrètement pour ne pas attirer l'attention du clergé.

## Autres formes de courses de taureaux
Il existe d'autres formes de courses de taureaux proches du format classique de la corrida, avec ou sans mise à mort du taureau.

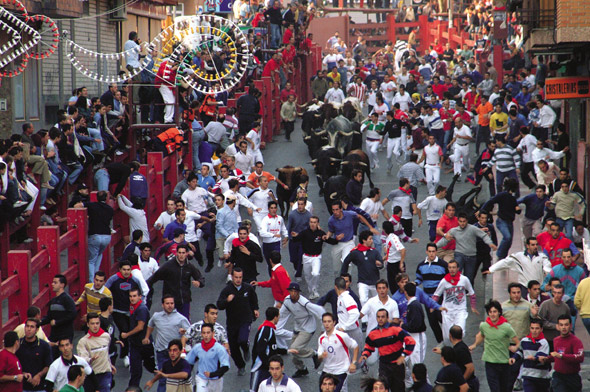
Encierro.

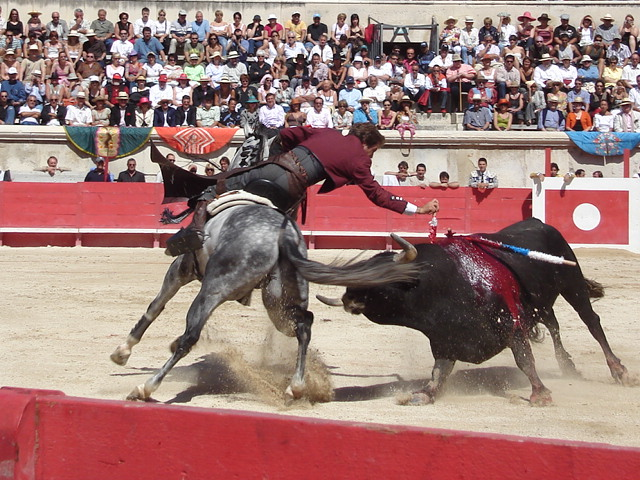
Corrida de rejón.

On trouve ainsi :

### Avec mise à mort de l'animal
- la corrida concours ;
- la corrida de rejón (à cheval) ;
- la course portugaise ou « tourada » (à cheval) ;

### Sans mise à mort
- la course camarguaise ;
- la course landaise ;
- la course de recortadores ;
- le toreo comique ou « charlotade » (parodie de Corrida) ;
- le toro-piscine ;
- les lâchers de taureaux dans les rues :
  - l’encierro,
  - l’abrivado,
  - la bandido.

## Dans les arts

### Littérature

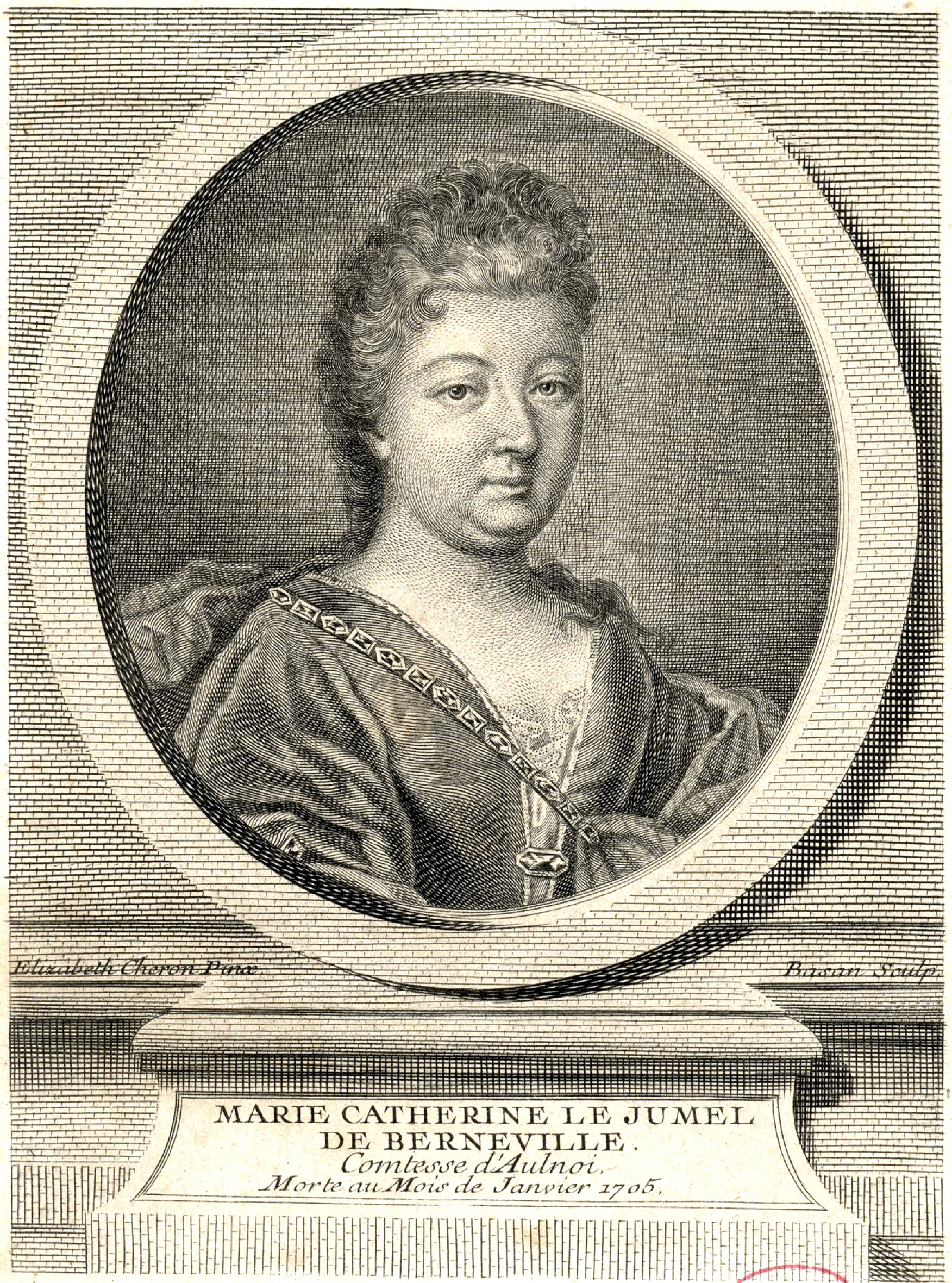
Comtesse d'Aulnoy.

Dès le XVIIe siècle les écrivains s'intéressaient à l'Espagne et aux curieuses règles de la corrida. Ainsi la comtesse d'Aulnoy parcourt le pays en 1679 et publie en 1691 : Relations du voyage en Espagne dans lequel elle explique à quoi servent les couleurs de ce qui deviendra la devise d'un élevage « On attache à leurs cornes un long ruban, et à la couleur du ruban, tout le monde reconnaît et cite l'histoire de ses ancêtres ».
Le XVIIIe siècle voit apparaître des écrivains voyageurs qui visitent l'Espagne en observant la passion tauromachique de ce peuple. Certains sont enthousiasmés par les combats de taureaux : « parce qu'ils n'ont rien de cruel en eux-mêmes et l'on n'applaudit qu'à la bravoure, à l'intrépidité et l'adresse », écrit l'Anglais Edward Clarke en 1760. Son compatriote Richard Twiss, membre de la Royal Society, a laissé un important reportage sur l'Espagne et les corridas, qui ont servi de référence à de nombreux historiens.

« C'est à lui que revient l'honneur de faire le point sur l'évolution de la corrida, de vérifier les conclusions auxquelles sont arrivés, d'après les documents espagnols, les historiens de la tauromachie. »

Clarke n'avait vu que deux corridas « modernes » (corrida à pied), tandis que Twiss parcourt toute l'Andalousie de 1770 à 1772, il peaufine les détails de ses descriptions. Mais il ne comprend pas bien les modalités de l'estocade. C'est un autre Anglais, Henry Swinburne, grand voyageur et amateur de corrida ayant déjà visité Bayonne et les Pyrénées, qui décrit le plus précisément les suertes dites a recibir et al volapié. Vers 1777, le diplomate français Jean-François Peyron, après avoir décrit avec précision les étapes d'une corrida, ajoute : « que pour faire bâtir leur église, les franciscains de Madrid ont demandé au roi le produit de huit courses de taureaux, ce qui leur fut accordé, et ils firent afficher que quiconque assisterait à ces corridas gagnerait plusieurs années d'indulgence. » Quelques années plus tard, Joseph Townsend constate à son tour l'extraordinaire attachement du peuple espagnol à la corrida sans porter de jugement personnel. Il était anticonformiste.
D'autres voyageurs sont moins enthousiastes : Jean-François de Bourgoing, diplomate français qui n'aimait pas la corrida, constate l'attachement effréné des Espagnols à ce spectacle, et il en tire des conclusions extrêmes, allant jusqu'à comparer la corrida avec l'Inquisition.
Pour les écrivains du début de XIXe siècle, la corrida a été découverte en même temps qu'ils découvraient l'Espagne et sa culture, l'une et l'autre suscitant de fortes émotions et un enthousiasme sincère. Parfois « agréablement horrifié » comme le rapporte Alexandre Dumas, où passionné comme Prosper Mérimée pour qui « les combats de taureaux sont un spectacle dont on ne se lasse pas quand on les voit huit jours de suite à Madrid ». L'Espagne était alors devenue un genre littéraire et la tauromachie y avait une large place. Au XXe siècle certains écrivains aficionados sont devenus célèbres, comme Hemingway.
- Prosper Mérimée :
  - Les Courses de taureaux, 1830, publié dans La Revue de Paris, et Notes de voyages, 1835-1840, réédition Hachette, Paris, 1971.
  - Carmen, nouvelle publiée en 1847 par Michel Lévy frères.
- Laure Junot d'Abrantès, Mémoires de Madame la Duchesse d'Abrantès, volume III, éditions Hauman, Bruxelles, 1837.
- Théophile Gautier, Voyage en Espagne, paru d'abord en 1840 sous le titre Tra los Montes, publié de nouveau sous le titre français en 1843. édition Charpentier, 1859.
- Alexandre Dumas, De Paris à Cadix ou Impressions de voyage, De Paris à Cadix, 1847, Garnier frères, Paris.
- Jean Charles Davillier et Gustave Doré, Voyage en Espagne (1862), réédition Hachette-Stock, 1980.
- Vicente Blasco Ibáñez, Arènes sanglantes, 1908, roman.
- Hugh Lofting, Les Voyages du Docteur Dolittle, 1922, roman. Le héros fait escale sur des îles espagnoles imaginaires, Capa Blanca, sur lesquelles se pratique la corrida. Choqué, il met en place un stratagème pour la faire abolir[note 2].
- Henry de Montherlant, Les Bestiaires, roman, 1926.Passage Hemingway à Ronda, en Andalousie, où se trouvent les plus anciennes arènes d'Espagne.

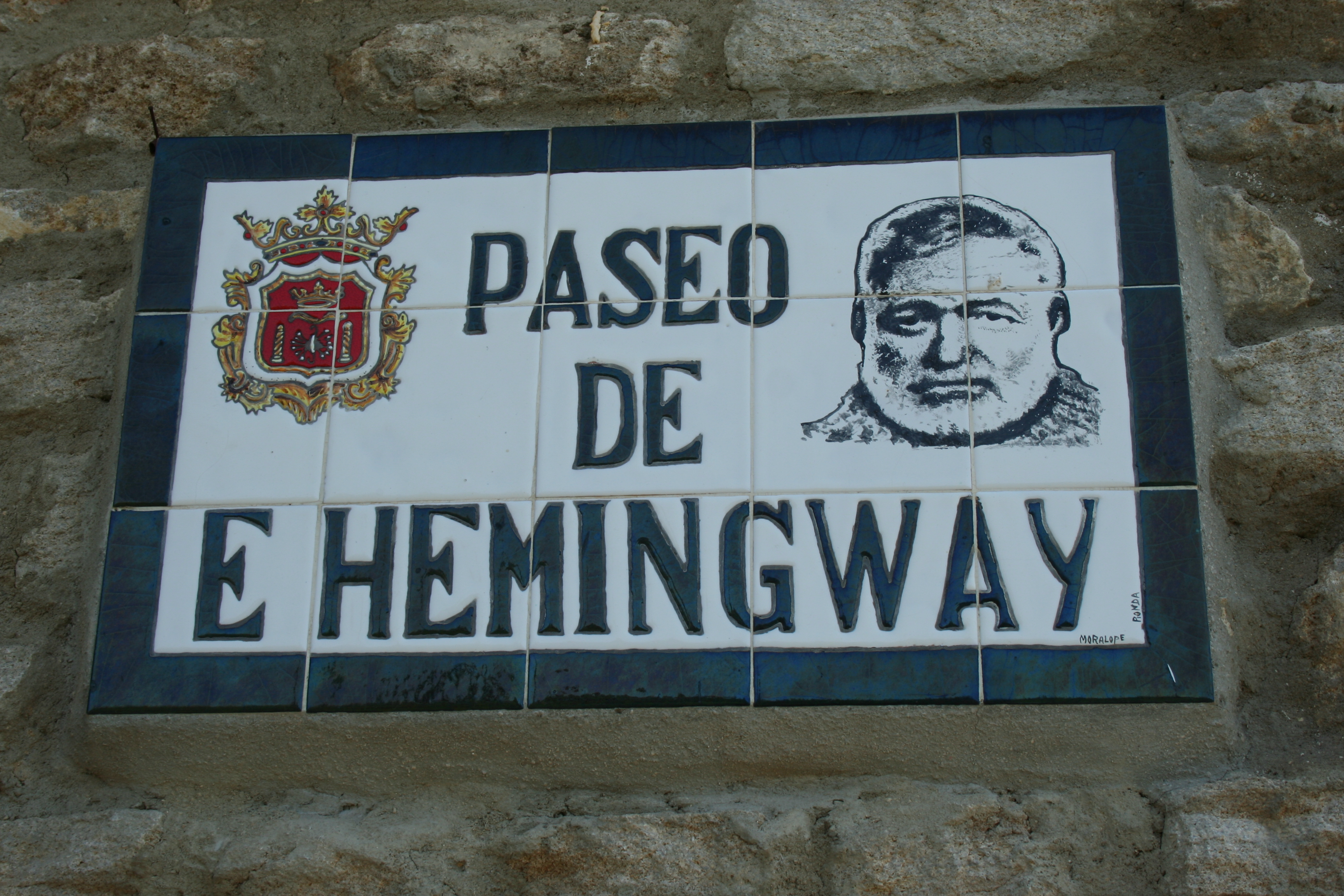
Passage Hemingway à Ronda, en Andalousie, où se trouvent les plus anciennes arènes d'Espagne.

- Ernest Hemingway,  Mort dans l'après-midi, 1932, publié en France par Gallimard, collection Folio.
- Federico García Lorca, Chant funèbre pour Ignacio Sánchez Mejías (Llanto por Ignacio Sánchez Mejías) publié en espagnol en 1935, traduit en français par R. Simon en 1945, réédition Actes Sud, 1992  (ISBN 2868698646). Ce poème a rendu célèbre le vers A las cinco de la tarde, et figure parmi les poèmes les plus connus de la poésie contemporaine[220].
- Joseph Peyré, Sang et lumière, Grasset, 1935.
- Michel Leiris, Miroir de la tauromachie (essai), De la littérature considérée comme une tauromachie (préface à L'Âge d'homme de 1946).
- Jean Cocteau, La Corrida du 1er mai, 1957, réédition Grasset 2003.
- Ernest Hemingway,  L'Été dangereux, 1960, publié en France par Gallimard, collection Folio. Un an avant de se donner la mort, Hemingway suit, tout un été, en Espagne, l'affrontement de deux grands matadors, Dominguín et Ordóñez.
- Jean Cau, Sévillanes, 1987, Julliard.

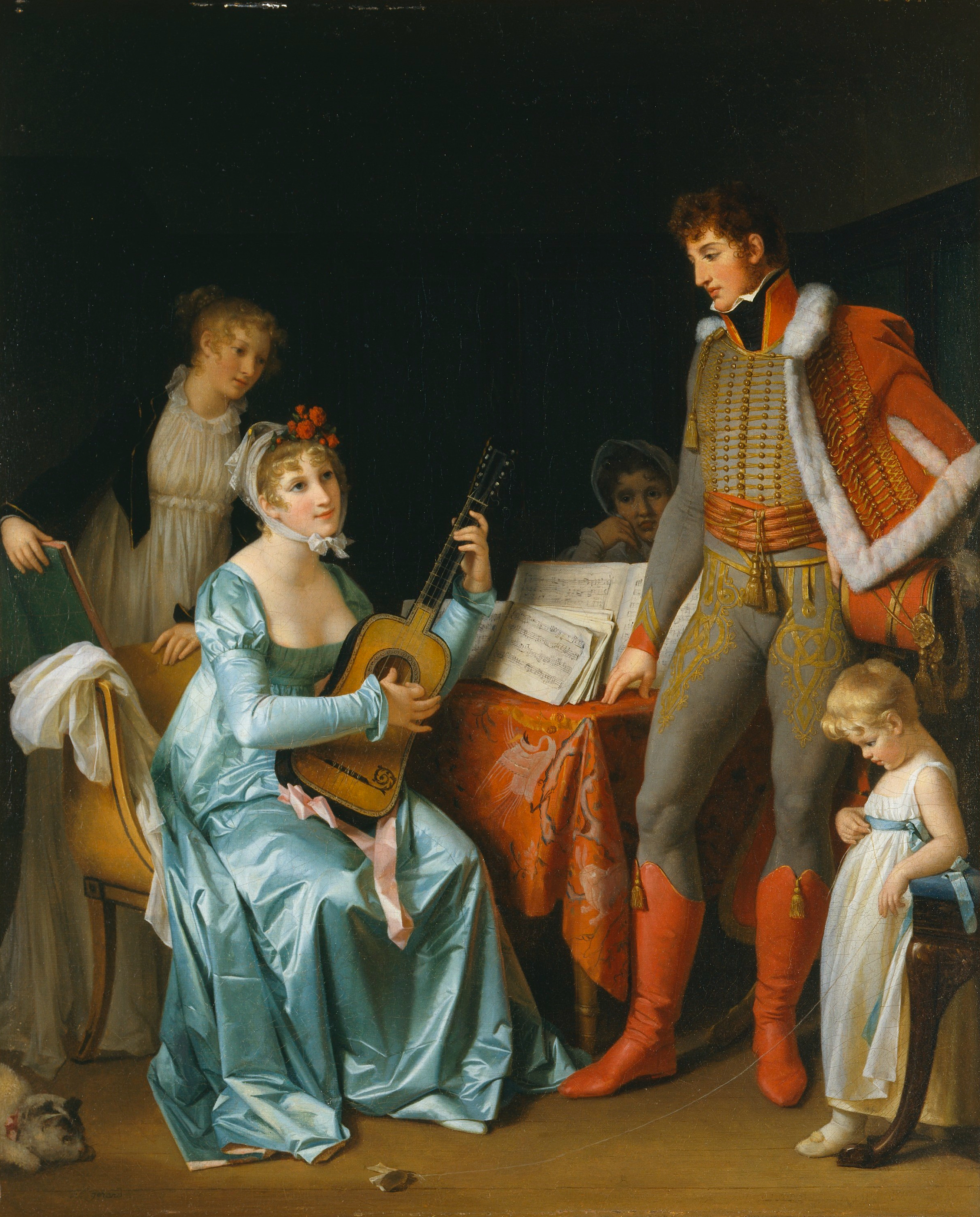
Laure Junot d'Abrantès avec son mari le général Junot.

### Bande dessinée
- Astérix en Hispanie, publié en 1969, scénarisé par René Goscinny et dessiné par Albert Uderzo.

### Peinture
Jan van der Straet, dit Giovanni Stradano ou Johannes Stradanus, peintre flamand (Bruges, 1523-Florence, 11 février 1605), a réalisé plusieurs gravures sur la corrida. Notamment la Mise à mort du taureau (XVIe siècle), conservée au Musée des cultures taurines de Nîmes.
Francisco de Goya a produit un très grand nombre d'aquatintes sur la corrida, ou la mort des toreros,. Sa série la plus connue se compose de 33 eaux fortes et aquatintes réunies sous le titre La Tauromaquia (1815-1816)
Gustave Doré : La Tauromachie de Gustave Doré, une série de trente-cinq dessins et six lithographies exécutés à partir de 1854, pour illustrer Voyage aux eaux des Pyrénées d'Hippolyte Taine, complétée par les gravures destinées à illustrer le Voyage en Espagne du baron Jean Charles Davillier, œuvre publiée de 1862, à 1873.

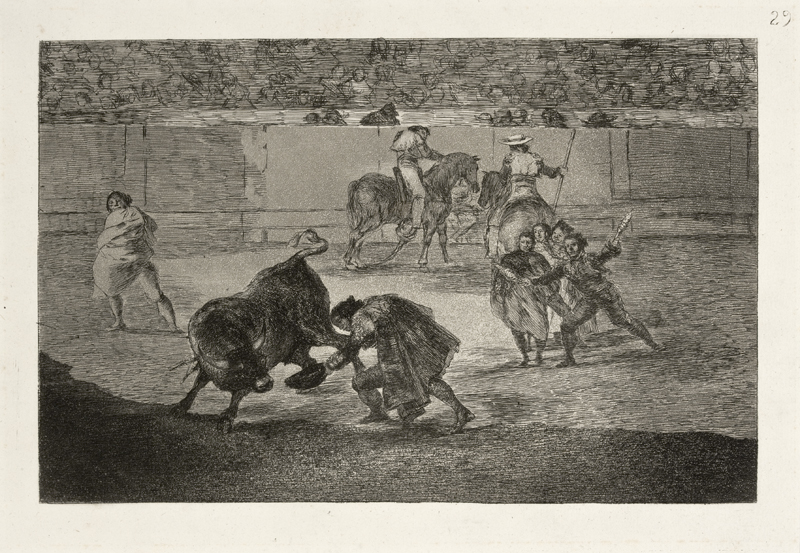
Goya, Pepe Hillo saluant le taureau.
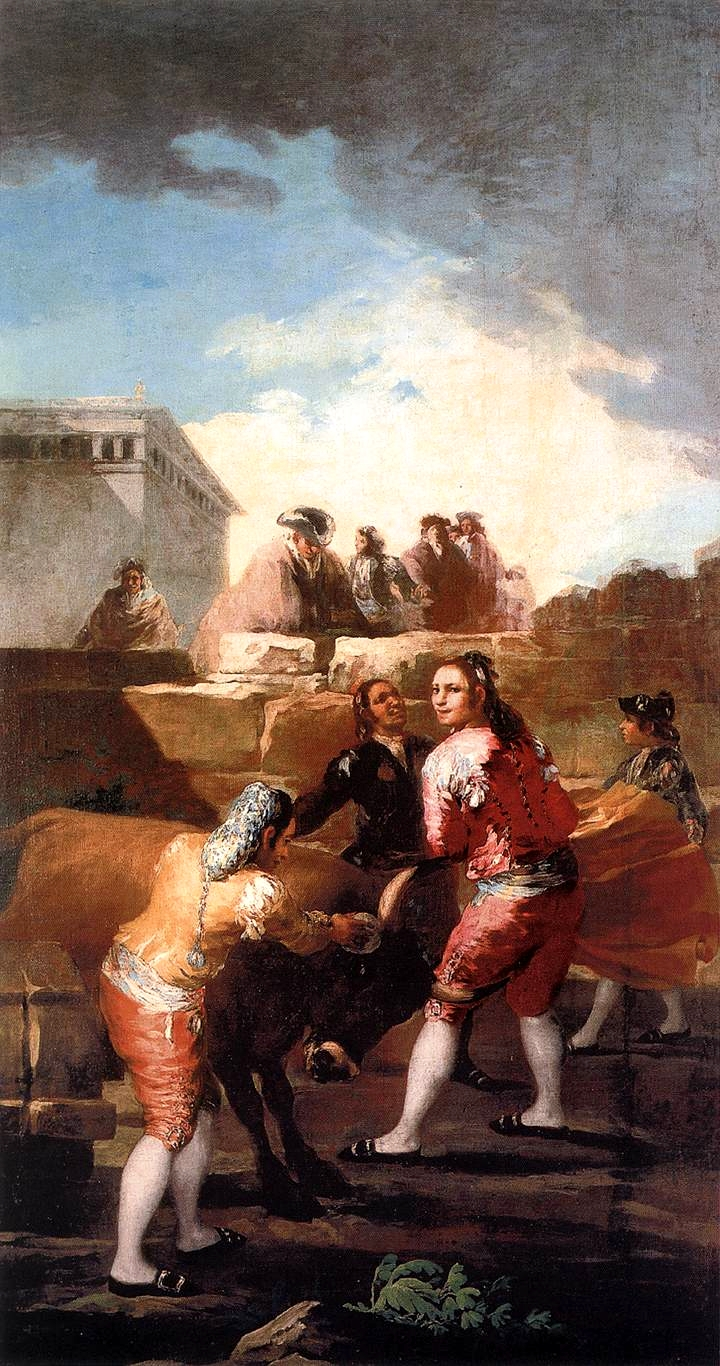
Goya, La Novillade.
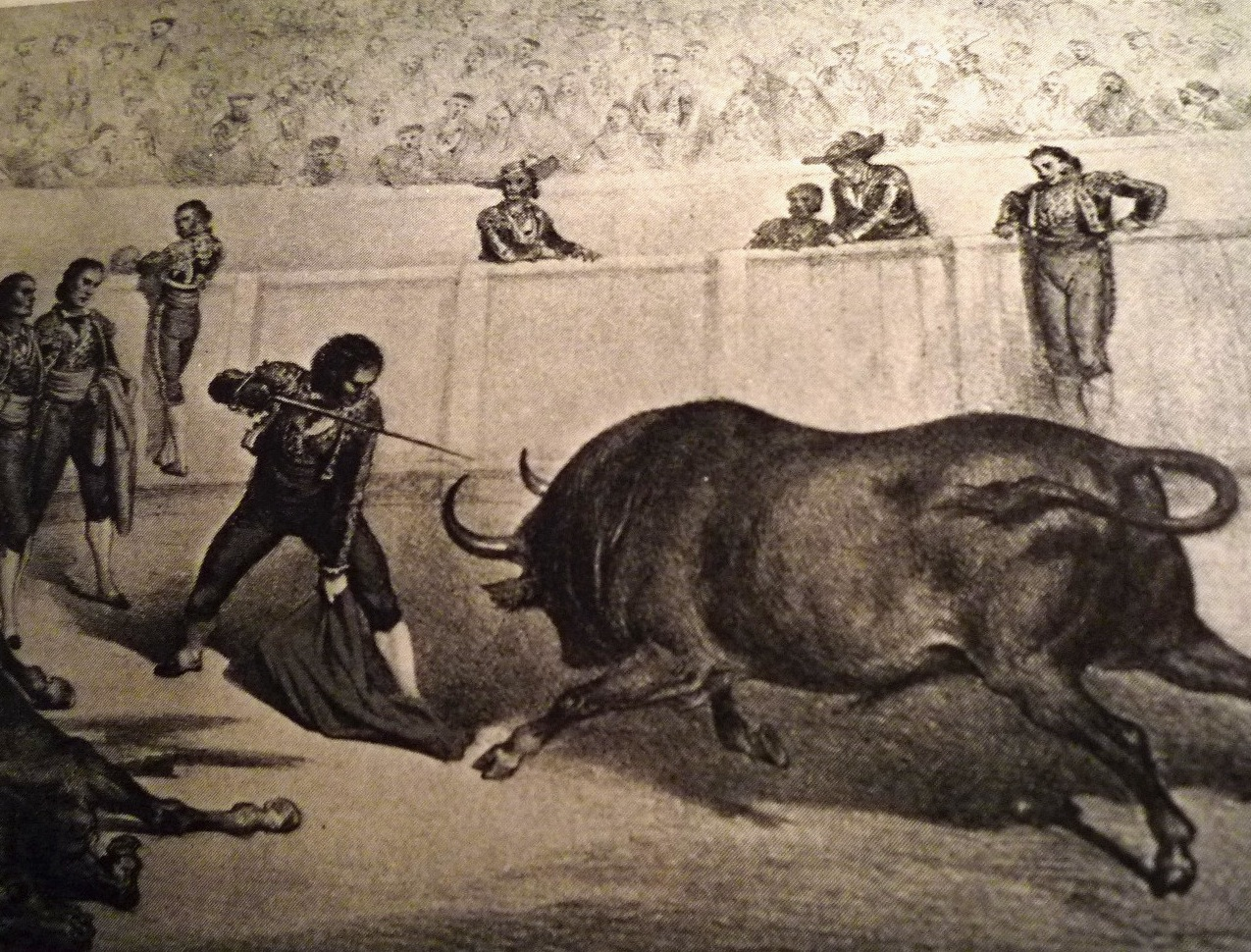
Gustave Doré, Estocade.

Édouard Manet, malgré le soutien inconditionnel de Charles Baudelaire, fut très critiqué pour ses œuvres de tauromachie, notamment pour L'Épisode d’une course de taureaux et ses tableaux relatifs à la corrida qui donnèrent lieu à des caricatures de Bertall dans Le Journal amusant du 21 mai 1864. Manet les conserva plus de dix ans dans son atelier avant que les frères Goncourt les découvrent en 1872 et lui rendent hommage. L'Épisode d’une course de taureaux (1865-1866) a été découpée par l'artiste, donnant ainsi deux peintures séparées :
- L'Homme mort, huile sur toile, conservée à la National Gallery of Art de Washington ;
- La Corrida, l'autre partie découpée par Manet. C'est une huile sur toile de 48 × 108 cm, portant la signature posthume de Manet. Elle est conservée à la Frick Collection à New York[226].

Manet a également réalisé, dans sa période hispanisante, en relation avec la tauromachie :
- Combat de taureau, huile sur toile, conservée au Musée d'Orsay à Paris[227] ;
- Le Matador saluant (1866-1867), huile sur toile autonome qui a fait partie des « refusés » au Salon de Paris de 1865 ; elle est conservée au Metropolitan Museum of Art à New York[228] ;
- Mlle V. en costume d'espada également conservée au Metropolitan de New York[229].

Édouard Manet, Combat de taureau.
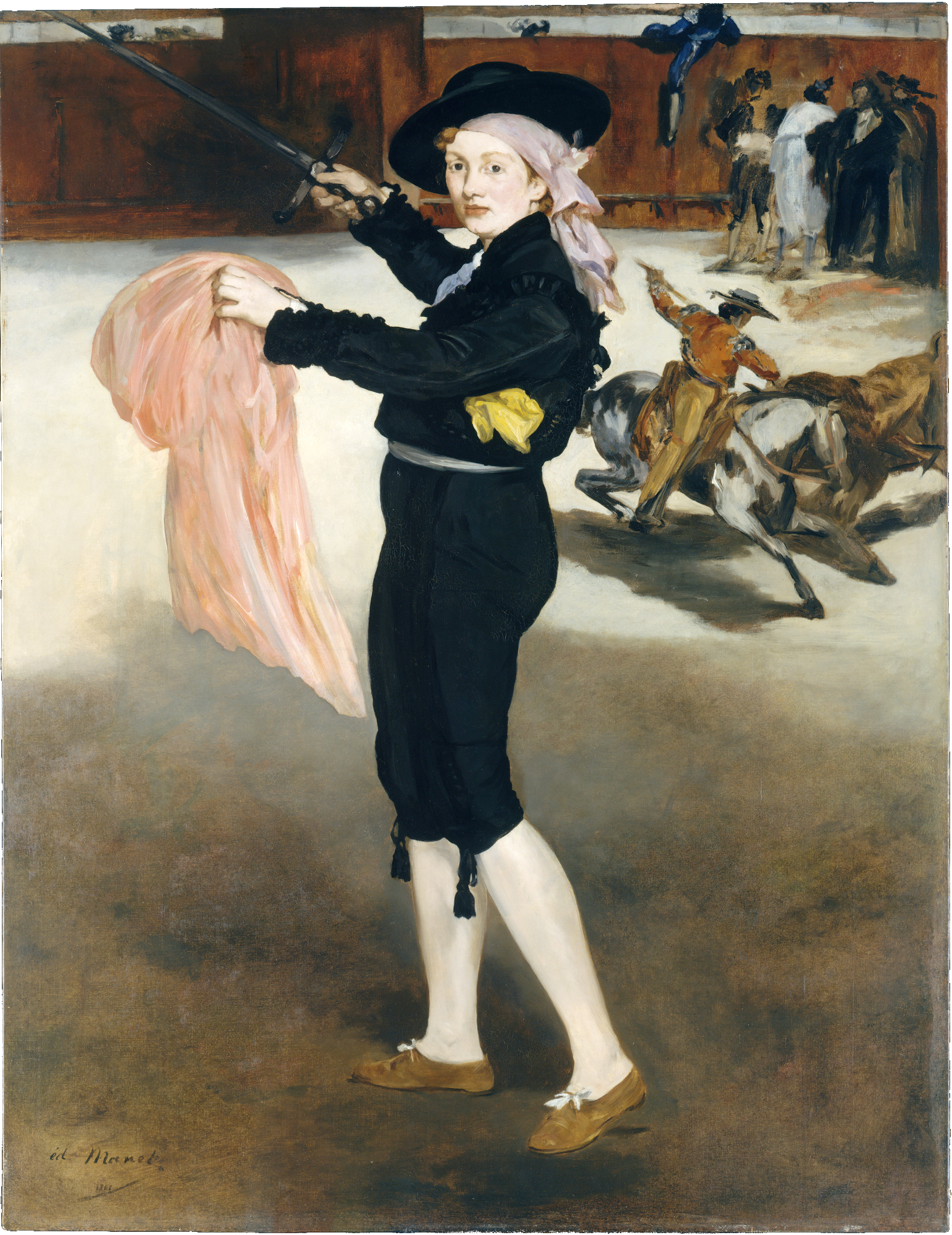
Édouard Manet, Mlle V. en costume d'espada.
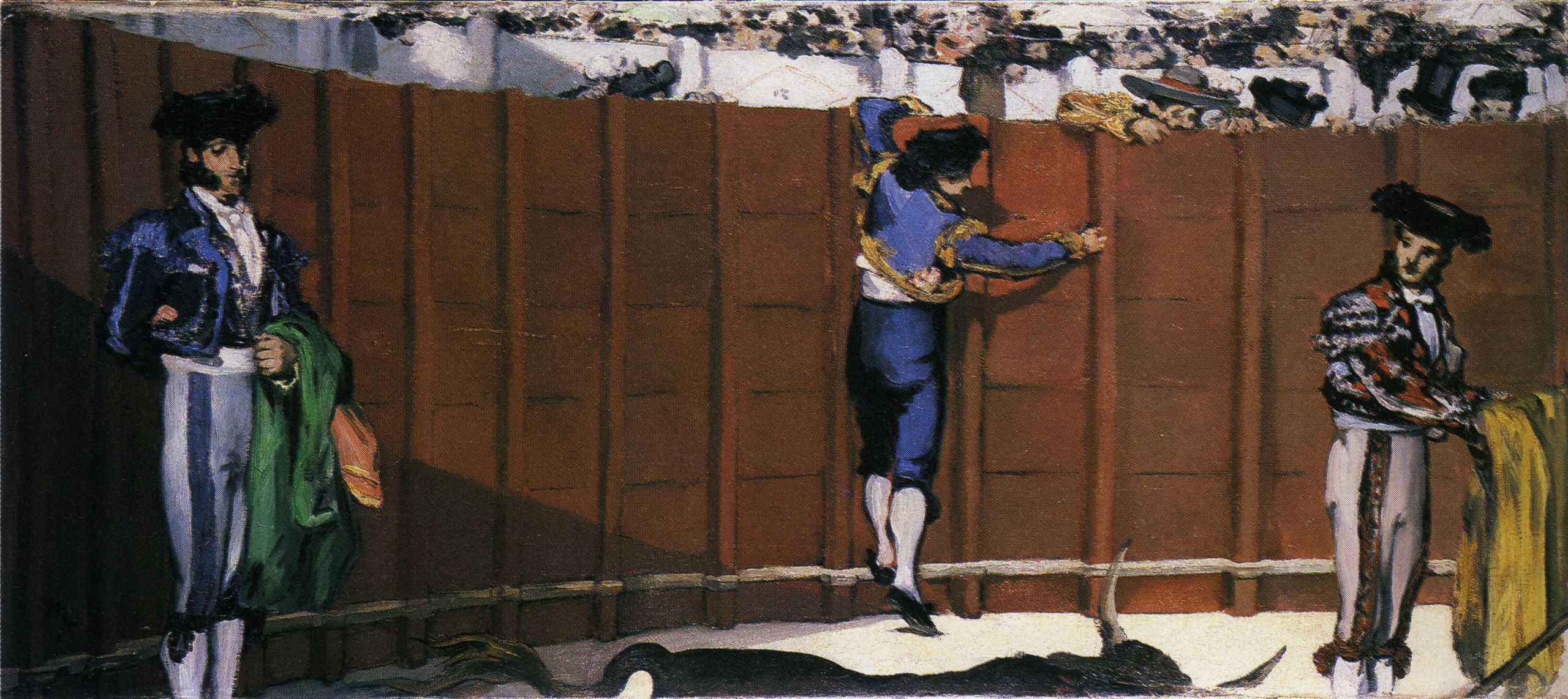
Édouard Manet, La Corrida.
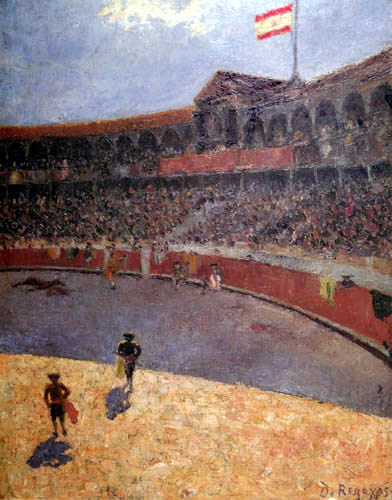
Gradins à l'ombre, par Darío de Regoyos.

Darío de Regoyos, peintre espagnol, considéré comme un des plus importants représentants de l'Impressionnisme et du néo-impressionnisme dans son pays, a surtout été apprécié en France, au Salon des indépendants de 1889 où il a exposé avec Degas, Signac, Pissarro. Il a été également très bien accueilli en Belgique où il faisait partie du cercle d'avant-garde : le Groupe des XX. Parmi ses rares œuvres hispanisantes, on trouve Tendido de sombre (Gradins à l'ombre, 1882, collection particulière). C'est l'illustration colorée d'une scène de corrida avec une vue des arènes de Barcelone dont une partie (la plus confortable) est à l'ombre.
Henri de Toulouse-Lautrec est l'auteur de La Tauromachie, illustration de couverture pour la reliure de La Tauromaquia de Francisco de Goya par René Wiener (1894). Toulouse-Lautrec, qui appréciait les spectacles de tauromachie, avait assisté à plusieurs d'entre eux donnés dans les Arènes de la rue Pergolèse à Paris. Pour l'étude préparatoire, le peintre a réalisé une huile sur carton intitulée La Tauromachie, qui comptait au nombre des chefs-d'œuvre de la collection Yves Saint Laurent-Pierre Bergé. Il a été vendu chez Christie's en février 2009 pour la somme de 529 000 €.
Vincent van Gogh a peint le public et les arènes d'Arles en 1888. Le tableau se trouve à Saint-Pétersbourg.

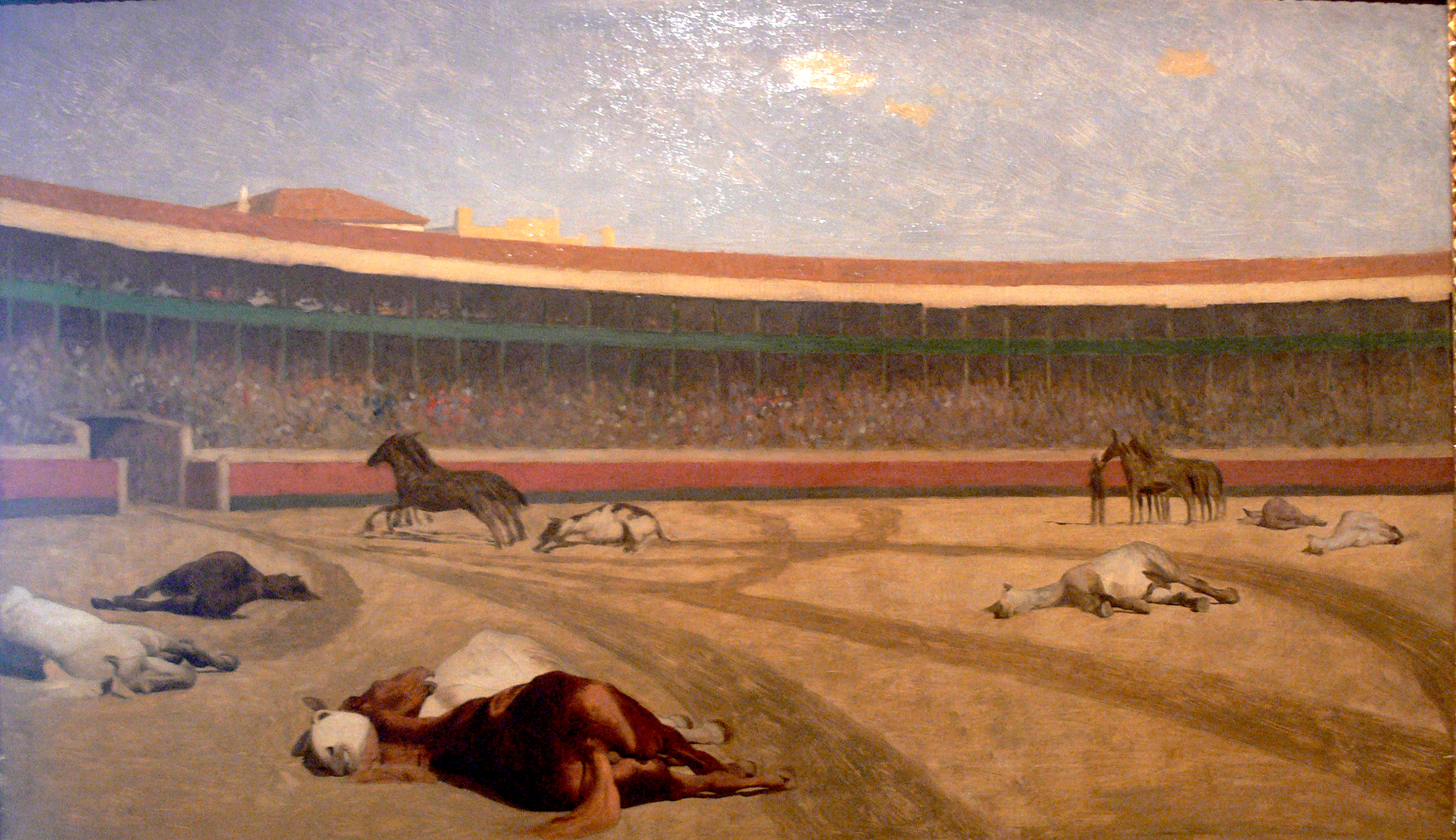
La Fin de la corrida - Tableau de Jean-Léon Gérôme exposé au Musée Jean-Léon Gérôme de Vesoul

L'artiste Jean-Léon Gérôme a réalisé un tableau nommé La Fin de la corrida en 1870. Il est désormais exposé au musée Jean-Léon Gérôme de Vesoul
Pablo Picasso grand aficionado depuis l'âge de cinq ans allait tout jeune avec son père dans les arènes de Malaga et c'est ensuite en France, à Arles, à Nîmes et dans tout le Sud qu'il continue à suivre les ferias. Cette passion de son enfance ne l'a jamais quitté. Il avouait que s'il avait eu à choisir, il aurait été picador et non torero. Il a entraîné dans son sillage tout un monde d'intellectuels. Dès 1910, il initie Georges Braque et Max Jacob à la corrida. Sa contribution la plus importante à la tauromachie est son livre Toros y toreros, publié en 1953 avec un texte de son ami torero Luis Miguel Dominguín avec une étude de Georges Boudaille. Picasso a également illustré La Tauromaquia, d'après le texte du torero Pepe Hillo. Ce livre est le plus cher de tous ceux qu'a illustrés le peintre,,. El carnet de la Tauromaquia est une réutilisation d'illustrations d'extraits du texte de Pepe Hillo sous forme de carnet de poche. La corrida est également très présente dans son travail avec les céramiques. Sa première peinture de corrida connue date de 1889 et s'intitule Petit picador jaune. Le Cheval éventré de 1917 est une première approche de ce qui deviendra plus tard le cheval de Guernica.
Salvador Dalí est un des grands peintres aficionados ; il a réalisé Le Torero hallucinogène, 1970, conservé au Salvador Dali Museum, États-Unis et La Tauromachie de Salvador Dali, 1966, série de gravures comprenant La mise à mort, La Passe (El natural), Le Picador, Les Banderilles, Le Matador.
Orazi, peintre français de l'École de Paris a peint Corrida, œuvre présentée au salon de mai 1949.
Francis Bacon a réalisé trois Études pour une corrida en 1969. L’Étude pour une corrida no 2 est conservée au Musée des beaux-arts de Lyon depuis 1997,,. L'Étude pour une corrida no 2, est une huile sur toile d'une hauteur de 198,3 cm et d'une largeur de 147,5 cm. L'œuvre a fait l'objet de l'affiche pour la feria de Nîmes 1992. « Le ballet mortel qui unit le matador au taureau ne s'éloigne ni de l'œuvre ni de la vie de Bacon, » qui aimait prendre des risques en peinture comme il en prenait au jeu, principalement à la roulette à Monte-Carlo. Il en fait un jeu étourdissant de courbes et contre-courbes, homme et bête s'entrelacent, se mêlent, pour traduire le rythme des coups de cornes et des voltes de muleta.
En 2008, la ville de Nîmes a édité trois livrets sur Claude Viallat. Deux d'entre eux sont consacrés à la tauromachie. Claude Viallat Peinture tauromachiques et un autre sur La collection tauromachique de Claude Viallat exposée au Musée des cultures taurines de Nîmes. Il a également réalisé les affiches des ferias de Nîmes 1986 et 2008.
Miquel Barceló, inspiré par le thème de l'arène et du taureau, dit « Mes tableaux sur la corrida montrent le plus souvent une arène vue de haut, comme si elle était le cratère d'un volcan ou l'œil d'un cyclone. Au début, je peignais de grands tourbillons sans penser à la tauromachie. Puis, peu à peu, j'ai mis des toreros au cœur de ces forces centrifuges qui projetaient tout vers les marges du tableau ». Il a également réalisé l'affiche de la feria de Nîmes 1988 et celle de la San Isidro pour les arènes de Las Ventas de Madrid en 1990. En mai 2015, l'artiste annonce une exposition d'œuvres tauromachiques à la Bibliothèque Nationale de France; à cette occasion, il déclare que « la tauromachie est finissante ».
Les peintres ayant choisi pour sujet la corrida sont nombreux, parfois inattendus : Francis Picabia, Piotr Kontchalovski, Joan Miró, Celso Lagar, Eduardo Pisano, André Villeboeuf, Auguste Durand-Rosé, Marguerite Bermond, Joseph Espalioux, Michel Four, Ray Letellier, André Masson, Dominique Philippe, Jacques Winsberg (voir Modèle:Palette Tauromachie dans la culture).

### Sculpture
Des sculpteurs ont été inspirés soit par le matador comme Germaine Richier qui a créé La Tauromachie (1953), soit par le taureau, notamment le Biòu de la course camarguaise que de nombreux villages honorent d'une sculpture. Parmi les plus connues, celles de Vovo réalisée par l'Anglais Peter Eugene Ball (en). Mariano Benlliure, sculpteur espagnol de renom, a également réalisé plusieurs épreuves en bronze sur le thème de la corrida. Les toreros célèbres sont statufiés pour la plupart près des arènes de leur ville : Nimeño II près des arènes de Nîmes, les buste de El Cordobés dans les arènes de Cordoue. Le saut au-dessus du taureau qui était déjà pratiqué dans l'Antiquité par des acrobates, et qui pourrait être l'ancêtre du sauteur de la course landaise est représenté par une statuette en ivoire retrouvée au palais de Cnossos, en Crète.

### Cinéma
Le monde du cinéma comptait quelques aficionados parmi les stars : Ava Gardner à Hollywood. Il y avait aussi les stars aficionados-toreros comme Orson Welles et Budd Boetticher. Passionné de tauromachie au point d'abandonner sa lucrative carrière de réalisateur de westerns, Budd Boetticher s'est installé à Mexico où il s'était essayé, dans sa jeunesse, au toreo, recevant ainsi une blessure grave. Orson Welles raconte, dans un entretien avec un journaliste de Arriba le 10 février 1951, que lui aussi avait cherché à devenir torero dans les années 1930 (à partir de 1935 surtout) et qu'il avait sillonné l'Espagne sous l’apodo de El Americano. Mais après deux blessures, l'une au cou, l'autre à la cuisse, il renonça à son ambition, déclarant : 

« Je ne pus atteindre ce que je me proposais… C'est (la tauromachie) un véritable art de Titan. »

Orson Welles a fait répandre ses cendres dans la finca (propriété) de son ami Antonio Ordóñez, près de Ronda. Il a d'ailleurs laissé quelques témoignages de son afición dans un épisode tiré de It's All True (1993) : My Friend Bonito, et Corrida à Madrid, série diffusée sur la chaîne ABC en 1955 sous le titre The Orson Welles Sketchbook (Around the world with Orson Welles) et Orson Welles on the Art of Bullfighting, ABC, 1961.
Toutefois à l'exception des documentaires, la quasi-totalité des films portant sur la corrida sont considérés comme étant d'intérêt faible, sauf quelques œuvres qui méritent d'être citées pour leurs qualités ou parce qu'on peut les considérer comme des curiosités (La Femme et le Pantin) ou Les clameurs se sont tues tourné en 1956 — dont le scénariste Dalton Trumbo, qui figurait au générique sous un nom d'emprunt en raison de la liste noire éditée par le House Un-American Activities Committee (HUAC), n'a reçu officiellement son Oscar de la meilleure histoire originale qu'en 1975.

#### Documentaires
Dans l'ordre chronologique des diffusions :
- La Course de taureaux de Pierre Braunberger, 1951, avec le concours d'Auguste Lafront (Paco Tolosa) et de Michel Leiris[265] ; premier documentaire expliquant les corridas.
- Toro, film en noir et blanc de Gilbert Bovay, présentant le portrait de Manolete, le rite de la corrida, l’encierro, le mythe et la métaphysique de la corrida ; tourné en 1967 en Andalousie, à Cordoue et à Vera, 42 minutes.
- Arruza, ou la vie du torero mexicain Carlos Arruza, réalisé par l'Américain Budd Boetticher en 1972, couleurs, 73 min.
- Jesulin Chamaco, toreros 90 d'Hervé Pernot, 1991, diffusé sur Canal Plus ; montre la place des toreros dans l'Espagne des années 1990, par rapport aux époques précédentes.
- Jesulin de Ubrique d'Hervé Pernot, 1995, diffusé sur Planète ; portrait du torero star de la fin du XXe siècle.
- Les Années Arruza d’Emilio Maillé, 1998, avec le témoignage de Budd Boetticher, 56 min, productions, Canal +, Flach Film, Rumba ; sélectionné au festival de Munich, 1998.
- Alinéa 3, de Jérôme Lescure, 2004 ; film contre la corrida.
- El Cordobes, une histoire d'Espagne d'Hervé Pernot, 2006, diffusé sur France 5.

La vie de El Cordobes, le torero mythique des années 1960, né en 1936, correspond à une des pages les plus dramatiques de l'histoire d'Espagne : la guerre civile, le franquisme, la transition démocratique.
- Tardes de soledad d'Albert Serra, sorti en 2024 ; le film est centré sur le matador péruvien Andrés Roca Rey ; présenté au festival international du film de Saint-Sébastien 2024, il remporte la Coquille d'or.

#### Fictions

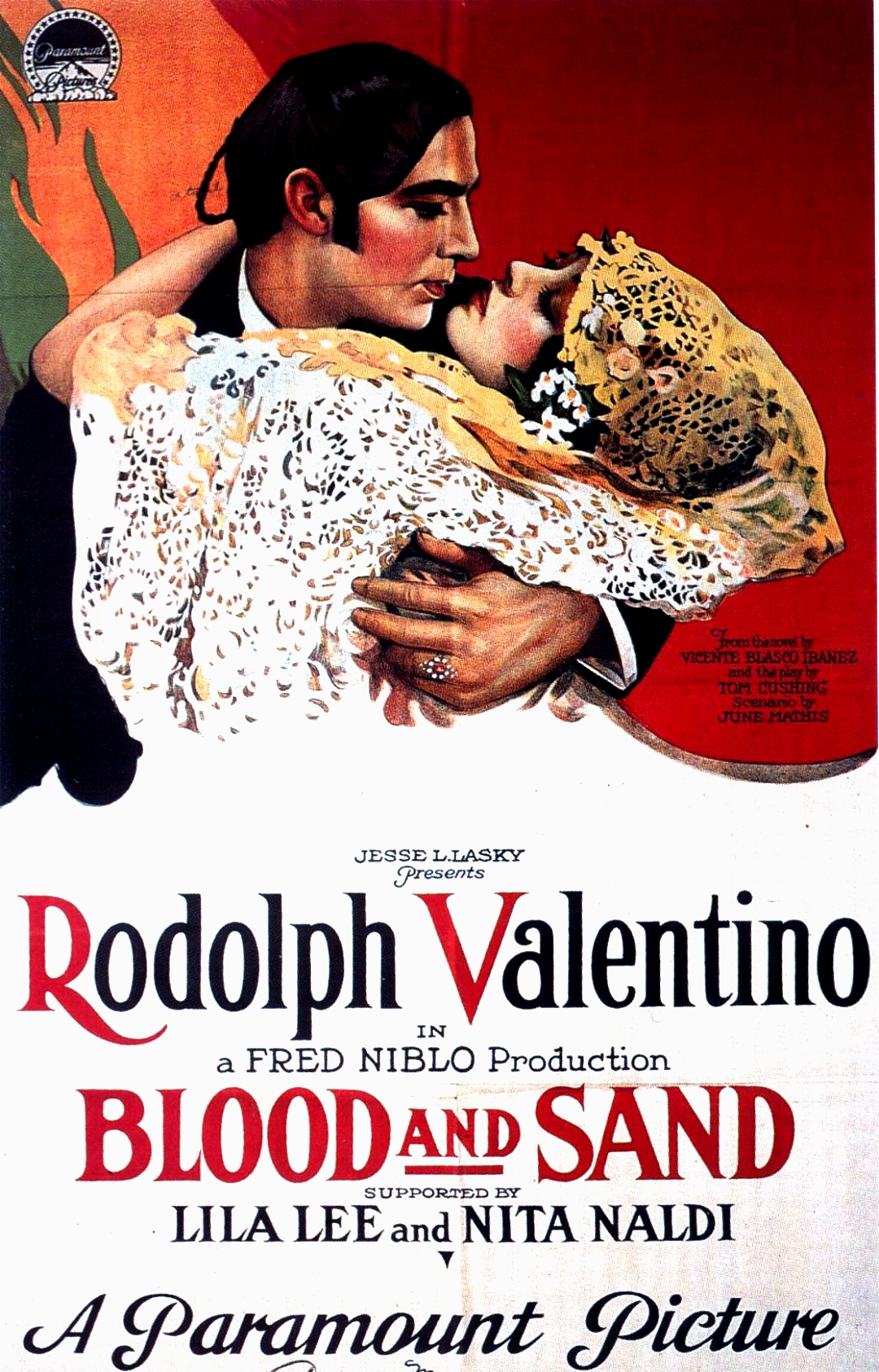
Affiche du film Arènes sanglantes (1922).

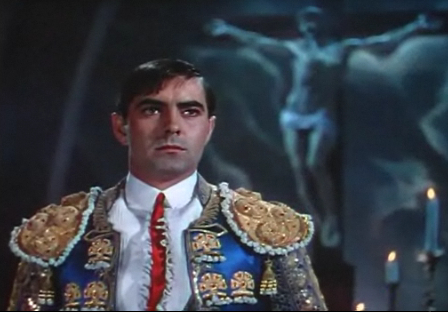
Tyrone Power dans le remake de 1941 dArènes sanglantes (Blood and Sand).

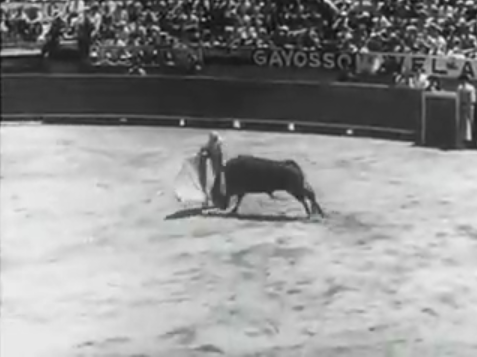
Scène de corrida dans La Dame et le Toréador (1951).

Dans l'ordre chronologique des sorties :
- Arènes sanglantes (Blood and Sand), film muet réalisé par Fred Niblo, sorti en 1922 ; avec Rudolph Valentino.
- Arènes sanglantes (Blood and Sand), remake du film de Fred Niblo, réalisé par Rouben Mamoulian, sorti en 1941 ; avec Tyrone Power dans le rôle du matador et Rita Hayworth dans le rôle de Doña Sol[266].
- Les Amours de Carmen (The Loves of Carmen), film de Charles Vidor, 1948, avec Rita Hayworth (Carmen), et Glenn Ford (Don José)[267].
- La Dame et le Toréador (1951) de Budd Boetticher, qui présente de spectaculaires courses de taureaux[268] ; le film a été nommé aux Oscars.
- Les Bijoutiers du clair de lune, de Roger Vadim, 1957 avait déjà permis à Brigitte Bardot d'aborder le thème de la corrida ; une photographie des Cahiers du cinéma montre l'actrice « toréant » pendant le tournage du film, à Séville[269].
- La Femme et le Pantin de Julien Duvivier, sorti en 1959.

Des scènes de corrida ont été rajoutées avec Brigitte Bardot, alors que les adaptations précédentes du roman de Pierre Louÿs par Jacques de Baroncelli, 1929, et par Josef von Sternberg avec Marlene Dietrich, 1935, n'en comportaient aucune.
- L’Instant de vérité de Francesco Rosi tourné en 1965, avec le matador Miguelín dans son propre rôle.
- Heureux qui comme Ulysse de Henri Colpi avec Fernandel[note 3] réalisé en 1969, et sorti en 1970.

Dans cette comédie tous publics, un ouvrier agricole épris d'un vieux cheval décide de sauver l'animal alors que son propriétaire l'a vendu à un picador pour la prochaine corrida.
- Que Viva Mexico !, de Sergueï Eisenstein, met en scène une corrida selon plusieurs points de vue, y compris celui du taureau (la caméra face au banderillero) ; sorti en 1979.
- Carmen, adaptation au cinéma de l’opéra de Georges Bizet (1984), réalisée par Francesco Rosi, avec Julia Migenes, Plácido Domingo, Ruggero Raimondi.
- De sable et de sang de Jeanne Labrune sorti en 1987 ; le film traite des rapports ambigus entre un matador et son médecin.
- Arènes sanglantes (es) (Sangre y arena), film espagnol du réalisateur Javier Elorrieta, troisième adaptation du roman de Vicente Blasco Ibáñez, sorti dans un premier temps en 1989, en français, sous le titre L'Indomptée avec Sharon Stone dans le rôle de Doña Sol[note 4] ;
- La Belle Histoire de Claude Lelouch (1992).
- Parle avec elle de Pedro Almodóvar, dans lequel une femme est torero (2002).

#### Dessins animés
- Ferdinand le taureau, court métrage de Walt Disney sorti le 25 novembre 1938 et inspiré du livre pour enfants The Story of Ferdinand (1936) de Munro Leaf.
  - Le court métrage Dingo toréador (en anglais, For Whom the Bulls Toil, « Pour qui travaillent les taureaux », jeu de mots rappelant le roman d'Hemingway, For Whom the Bell Tolls), sorti le 9 mai 1953 aux États-Unis, en reprend certaines scènes.

### Musique

#### Chansons
Certaines chansons célèbrent la corrida, le toreo, le matador : Les Belles Étrangères de Jean Ferrat, El matador de Jacques Hélian, Olé !, Yo quiero ser mataor, Gaditano d'Antonio Molina, Manolo Manolete par Vanessa Paradis écrite par Étienne Roda-Gil.
D'autres chansons s'y opposent : Les Toros de Jacques Brel, La Corrida de Francis Cabrel, Rouge Sang et Maggie de Renaud, parfois avec humour : Matador de Mickey 3D. En juin 2017, le chansonnier Frédéric Fromet interprète dans l'émission Si tu écoutes, j'annule tout de France Inter, une chanson intitulée Humour noir et banderilles, à la suite de la mort du matador Iván Fandiño à Mont-de-Marsan. Cette chanson crée une polémique avec des associations « pro corrida » comme l'Union des villes taurines françaises et l'Observatoire national des cultures taurines qui demandent des excuses ; le CSA « met en demeure les responsables de la radio de respecter leurs obligations en matière de dignité de la personne humaine »,.

#### Flamenco
La corrida est une source fréquente d'inspiration pour le flamenco. Certains chanteurs de flamenco ont entretenu des liens d'amitiés avec des toreros, comme Manuel Torre avec Rafael El Gallo. Manolo Caracol fut une proche relation de Manolete, et Camarón de la Isla dédia son album Arte y Majestad, par admiration, à son ami le matador Curro Romero. Le terme duende, spécifique du vocabulaire du flamenco, et qui traduit un état de transe lors de l'exécution d'un cante, a été repris dans le lexique de la corrida.

#### Opéras
- Georges Bizet, Carmen, opéra en quatre actes créé à l'Opéra comique de Paris le 3 mars 1875, selon un livret tiré de la nouvelle de Prosper Mérimée. Le torero Escamillo est baryton[274].
- Enrique Granados (1867-1916), Goyescas, opéra en trois actes créé au Metropolitan Opera de New York le 28 janvier 1916 sur le thème de la corrida goyesque. Le torero Paquiro est baryton, la foule est composée de majas et de majos[275].

### La corrida comme art
Des historiens, des écrivains, des philosophes, et des aficionados considèrent la corrida comme un art en soi,. En particulier, dans l'étude publiée par le numéro spécial de la revue Art Press parue en 2014 « L'Art de la tauromachie » où le toreo est défini comme un « art classique » et la corrida comme un « art ambigu ». Toutefois cette appréciation sur l'art est contestée par les opposants.
Une étude du ministère de l'éducation de la culture et des sports espagnol couvrant la saison 2010-2011, donne des précisions sur le rapport des aficionados (a) aux arts en général, comparé à l'ensemble de la population (p). Parmi les personnes qui visitent les musées (37 a; 30,6 p), qui lisent (64 a ; 58,7 p), qui vont au théâtre (28,6 a ; 19 p), à l'opéra (5 a ; 2,4 p), à des concerts (41 a ; 30,2), au cinéma (55,7 a ; 49,1 p).

## Médias

### Télévision

#### En France
- Signes du toro, émission de 25 minutes diffusée sur France 3 Aquitaine et France 3 Sud. Les derniers numéros (ainsi que de nombreux bonus) sont visibles sur les sites internet de France 3 Aquitaine et France 3 Sud. Cette émission remplace les émissions aujourd'hui arrêtées Tercios (France 3 Aquitaine) et Face au toril (France 3 Sud).
- Tendido sud, émission hebdomadaire de 52 minutes diffusée sur Télé Miroir, chaîne hertzienne du Pays nîmois et de la Camargue, également disponible sur la TNT de Nîmes. La dernière émission est visible sur le site internet de Télé Miroir, les anciens numéros étant archivés sur le serveur de vidéos www.mykewego.fr, ainsi que sur d'autres sites internet de partage de vidéos.

#### En Espagne et dans le monde
De nombreuses chaînes privées ou régionales retransmettent des corridas en direct en Espagne. Parmi les plus suivies, TV2 (Espagne) et l'émission Tendido Cero, Canal 33 (Espagne), diffusion le vendredi, rediffusion le samedi et le dimanche, ou encore, Canal+ Toros, une chaine spécialisée du groupe Canal+ España. CNH Canal noticias Huelva (Espagne) retransmet les ferias espagnoles et colombiennes. RTP2 (Portugal) a une diffusion hebdomadaire, ONCE TV (Mexique) diffuse régulièrement des émissions tauromachiques, ainsi que des chaînes régionales en Espagne, au Portugal et en Amérique latine.

#### Chaîne nationale espagnole RTVE
RTVE a abandonné la retransmission de corridas en direct, dans un retrait commencé à partir d'août 2004, en mettant en avant le manque de budget pour produire la couverture des courses qui auraient dû normalement être télévisées en direct cette année-là. Par ailleurs, le groupe privé issu de la fusion de Canal+ et Via Digital exerçait dès 1999 un véritable monopole sur la retransmission des spectacles taurins, ce qui faisait monter les prix sur lesquels RTVE avait du mal à lutter. Les empresas (gérants d'arènes) ont aussi leur responsabilité dans la décision de RTVE, parce qu'elles réclamaient des droits de retransmission trop élevés. De plus, certains matadors ont fait monter les enchères, parce qu'ils souhaitaient « protéger leur image, pensant que le fait de ne pas apparaître à la télévision inciterait les aficionados à venir les voir dans les plazas. Il n'en a rien été ». C'était le cas de José Tomás et de Joselito (José Miguel Arroyo Delgado).
L'arrêt des retransmissions en direct en 2007 a été, lui, justifié à la fois par la nécessité de respecter le code de conduite de la profession concernant les spectacles violents proposés lorsque les enfants regardent la télévision (entre 17 h et 20 h), et par le coût trop élevé des droits de retransmission. En octobre 2008, devant le congrès espagnol, Luis Fernández, le président de la chaîne publique TVE, a confirmé que la chaîne ne retransmettrait plus de corridas en direct pour les mêmes raisons que celles avancées en 2007. Cependant, la chaîne continue à diffuser Tendido Cero, un magazine télévisé consacré aux corridas.
Des critiques de la décision de RTVE ont été émises par les aficionados, déplorant que des négociations n'aient pas été engagées pour faire baisser les droits de retransmission, ou soulignant que c'est aux parents, et non au gouvernement de décider si les enfants peuvent regarder les corridas. Mais en février 2012, on a annoncé que les transmissions de corridas en direct auraient de nouveau lieu à condition de ne pas les diffuser aux horaires de protección infantil (protection des enfants). Toutefois, les conditions restaient vagues, ainsi que l'indiquait El Mundo, le conseil n'ayant toujours pas précisé ce qu'il faut entendre par horaires de protection des enfants.
Finalement le 5 septembre 2012, la corrida a fait un retour qualifié de « triomphal » par Le Monde du 6 septembre, qui précise par ailleurs que la retransmission de corridas a été très suivie en Catalogne avec une part d'audience de 9 %, et au Pays basque avec une part d'audience de 13 %. Selon El País, il s'agirait d'une régression puisque ces retransmissions coûtent cher et qu'il a fallu que les toreros renoncent à leur salaire, ce qui est anormal car « La retransmisión de un producto cultural no debe depender de que sus protagonistas renuncien a sus salarios; ni de su audiencia, ni de su resultado artístico. Si es arte, se promociona, sin más. » (« la retransmission d'un produit culturel ne doit pas dépendre du bénévolat des protagonistes, ni de sa part d'audience, ni du résultat artistique. L'art doit être promu naturellement, sans plus. »). El País souligne également « la régression et le caractère vain de la décision de la chaîne, alors que la culture anti-corrida est de plus en plus prégnante en Espagne ».
Le Monde souligne encore le caractère politique du débat : « Vue comme un retour triomphal ou un moment grotesque selon les journaux, cette diffusion controversée révèle avant tout le caractère politique du débat sur la tauromachie ». Un aspect souligné par d'autres journaux espagnols comme El Mundo pour lequel « la conclusion est claire, l'antitaurinisme de certains gouvernements de régions autonomes est politique, et non social ».

### Presse

#### En France
Les premières revues taurines sont apparues en France en 1883 à Nîmes avec le magazine Le Toréador à l'occasion de la corrida du 15 juillet 1883. À l'origine consacré à la présentation des cartels, le magazine étend ses informations à la technique de la lidia, et à l'histoire de la tauromachie.
En 1887, deux titres paraissent à Marseille :  Le Journal des arènes de Marseille et  El Picador dirigé par Georges Reboul
En 1889 deux revues sont éditées à Paris : Paris-toros et Le Toréro, tandis qu'à Pau paraît Taureau revue, et à Bordeaux Taureaux sports. L'année suivante en Algérie, Le Toréador oranais voit le jour. Mais la première revue française durable fondée par Giran Max et Jules Vidal en 1890, avec Louis Feuillade parmi ses collaborateurs, est Le Torero fondé en 1890.
La Course landaise paraît pour la première fois en 1905. La revue continue de paraître actuellement.
En 1985, naît le journal La Courrier de Céret, complément tauromachique d'annonces qui devient rapidement autonome sur quatre pages puis se développe sous le nouveau titre Semana grande qui continue à paraître de nos jours.
Il existe d'autres revues spécialisées qui continuent à paraître : Toros, revue semi-hebdomadaire, créée à Nîmes en 1925 sous le titre Biou y Toros ; Plaza, revue bimestrielle ; Terres Taurines, revue trimestrielle dont le rédacteur en chef est André Viard ; Toro Mag, revue mensuelle ; Tendido, dont la parution a commencé en 1987.
D'autre part, presque tous les quotidiens de la PQR diffusés dans les départements taurins ont une page hebdomadaire, voire quotidienne (pendant les ferias), sur la tauromachie.
Dans la presse nationale, Libération propose la chronique de Jacques Durand, mensuelle d’octobre à mars, hebdomadaire d’avril à septembre ; Le Monde publie la chronique intermittente de Francis Marmande.

#### En Espagne
En Espagne, presque tous les quotidiens ont une page hebdomadaire ou quotidienne sur la tauromachie. Il existe aussi une presse spécialisée : Aplausos, 6 Toros 6.

## Actions caritatives
« Des activités humanitaires catholiques sont financées par les bénéfices des corridas. C'est le cas des Santa Casa de Misericórdia en Espagne dont le meilleur exemple est celle de Pampelune qui continue d'abriter et de secourir les personnes âgées de la ville grâce au recettes de la San Firmin. Des hôpitaux ont pu continuer à fonctionner grâce aux spectacles taurins, notamment grâce à la traditionnelle fête de la bienfaisance de Madrid ». C'est également le cas à Séville où don Álvaro Domecq Díez a toréé essentiellement dans des courses de bienfaisance, ce qui lui a valu la Croix de la Beneficencia en 1945 et la Gran Cruz del Mérito Civil en 1960.
En France, certains jeunes matadors sont également engagés dans des actions humanitaires. Sébastien Castella a donné un spectacle au profit des déshérités d'Haïti. El Juli a lui aussi fondé une peña humanitaire à Mont-de-Marsan pour venir en aide aux Restos du cœur, à l'Unicef et aux Indiens du Guatemala.
Cependant, estimant que « on ne soulage pas la souffrance par une autre souffrance »,, un certain nombre d'organismes et d'associations à vocation caritative, tels que Les Restos du cœur, Emmaüs Gironde ou l'Association des Paralysés de France refusent d'apporter leur caution à la cruauté de la corrida et n'acceptent aucun don qui en proviendrait.

### Ouvrages généralistes
Dans l'ordre alphabétique des auteurs :
- Arturo Belzunce et Claude Mourthé, La Vie quotidienne de la corrida, Paris, Hachette, 1972 et 1980, 350 p. (ISBN 2-01-007301-0).
- Bartolomé Bennassar, Histoire de la tauromachie, Paris, Desjonqueres, 1993 (ISBN 2-904227-73-3).
- Robert Bérard (dir.), Histoire et dictionnaire de la tauromachie, Paris, Robert Laffont, coll. « Bouquins », 2003 (ISBN 2221092465).
- Paul Casanova et Pierre Dupuy, Dictionnaire tauromachique, Marseille, Jeanne Laffitte, 1981 (ISBN 2862760439).
- Paul Casanova et Pierre Dupuy, Toreros pour l'histoire, Besançon, La Manufacture, 1991 (ISBN 2737702690).
- Catherine Clément et François Coupry, Torero d'or, Paris, Hachette, 1981, 466 p.  ; rééd. Robert Laffont, 1992  (ISBN 2221073924).
- Lucien Clergue et Jean-Marie Magnan, La Décennie Ojeda, la década Ojeda, Marval, 1993 (ISBN 978-2862341231).
- José Antonio Del Moral (préf. Jacques Durand), Comment voir une corrida, Paris et Madrid, La Presqu'ïle et Alianza Editorial, 1994 (ISBN 2-87938 063-4).
- Álvaro Domecq Díez, Toro bravo, Montpellier, Presses du Languedoc-Max Chaleil, 1993 (OCLC 46372104).
- (es) Antonio Garcia Baquero, Pedro Romero Solis et Ignacio Vasquez Parlade (actes de colloque), Sevilla y la fiesta de los Toros, Séville, Ayuntamiento de Sevilla, 1981.
- Christian Dedet, Passion tauromachique, Paris, Clancier-Guénaud, 1986, 130 p. (ISBN 2-86215-085-1).
- Pierre Dupuy et Jean Perrin, Ombres et soleils sur l'arène, Lyon, La Manufacture, 1988 (ISBN 2737700817).
- Jacques Durand, Humbles et Phénomènes, Lagrasse, Verdier, 1995 (ISBN 286432184X).
- Jacques Durand (dir.) et Bernard Lefort (dir.), Histoire et Tauromachie, mythes et réalités, Paris, éditions du Félin-Sauramps, 1995 (ISBN 286645-199-6).  Ouvrage collectif comprenant des contributions de Bernard Salignon, professeur à l'université de Montpellier, Alain Renaut, professeur à l'université de Paris Sorbonne, Bartolomé Bennassar, professeur à l'université Toulouse II-Le Mirail.
- Véronique Flanet et Pierre Veilletet, Le Peuple du toro, Paris, Hermé, 1986 (ISBN 2866650344).
- Yves Harté, La Course landaise, Paris, éditions Hots, 1984 (ISBN 2867960045).
- Alexandre Hurel et Frédérique Badiola, La Corrida dans la littérature : récits et témoignages d'écrivains voyageurs au XIXe siècle, Urrugne, Pimientos, 2009 (ISBN 2912789974).
- Jean Lacouture, Signes du taureau, Paris, Julliard, 1965 (ISBN 1-883145-00-7).
- Auguste Lafront et Paco Tolosa, Encyclopédie de la corrida, Paris, Prisma, 1950.
- Auguste Lafront (préf. Joseph Peyré), La Corrida, tragédie et art plastique, Paris, Prisma, 1952.
- Auguste Lafront, Histoire de la corrida en France du Second Empire à nos jours, Paris, Julliard, 1977.
- Auguste Lafront, La Fête espagnole des taureaux vue par des voyageurs étrangers, Nîmes, Union des bibliophiles taurins, 1988, 180 p.
- Jacques Legris et Mario Chiaselotti (préf. Antoine Blondin), Tauromachie, Paris, Hachette Réalités, 1978.
- Michel Leiris, Miroir de la tauromacchie, Saint-Clément-de-Rivière, Fata Morgana, 1980.
- Jean-Baptiste Maudet (préf. Jean-Robert Pitte), Terres de taureaux : les jeux taurins de l'Europe à l'Amérique, Madrid, Casa de Velasquez, 2010, 512 p. (ISBN 978-84-96820-37-1).
- Claude Pelletier, L'Heure de la corrida, Paris, Éditions Gallimard, coll. « Découvertes Gallimard / Culture et société » (no 144), 1992 (ISBN 2070531899).
- Claude Popelin et Yves Harté (préf. Jean Lacouture et François Zumbiehl), La Tauromachie, Paris, Seuil, 1970 et 1994 (ISBN 2020214334).
- Claude Popelin (préf. Jean Lacouture et François Zumbiehl), Le Taureau et son combat, Paris, Seuil, 1993 (ISBN 2877061779).
- Jean Ortiz (dir.), Tauromachies en Amérique latine, Paris, Atlantica, 2004, 160 p. (ISBN 2-84394-723-5).  Collectif issu du colloque international organisé par le Laboratoire de recherches en langues et cultures romanes, études basques, et Espace Caraïbe de l'université de Pau et des Pays de l'Adour.
- Refilon, L'Évolution de la tauromachie : Du Cid Campeador à Luis Miguel Dominguin, Paris, Gründ, 1960.
- Frédéric Saumade, Des sauvages en Occident, les cultures tauromachiques en Camargue et en Andalousie, Paris, Mission du patrimoine ethnologique, 1994 et 1995 (ISBN 2-735105-87-3).
- Frédéric Saumade, Les Tauromachies européennes, la forme et l'histoire, une approche anthropologique, Paris, Mission du patrimoine ethnologique, 1998 (ISBN 978-2735503957).
- Jean Testas, La Tauromachie, Paris, PUF, 1974.
- Francis Wolff, Philosophie de la corrida, Paris, Fayard, 2007, coll. « Histoire de la pensée »  (ISBN 978-2-213-63374-9).
- Francis Wolff, Jacques Durand et Francis Marmande, Éthique et esthétique de la corrida : Revue Critique 723-724, Paris, Les Éditions de Minuit, 2007, 160 p. (ISBN 978-2-707-32008-7).
- François Zumbiehl, La Tauromachie, art et littérature, Paris, L'Harmattan, 2007, 130 p. (ISBN 978-2-915543-42-1).
- François Zumbiehl, Le Discours de la corrida, Lagrasse, Verdier, 2008 (ISBN 2864325292).
- François Zumbiehl, Des taureaux dans la tête, vol. 2, Paris, Autrement, 2008 (ISBN 2746705176 et 2746705168).
- François Zumbiehl, Une brève histoire de la corrida, Paris, Jean-Claude Béhar, 2012 (ISBN 2738406858).

### Sur la peinture
Dans l'ordre de parution des ouvrages :
- Théophile Thoré-Burger et William Bürger, Salons de William Bürger, 1861-1868, avec une préface par Théophile Thoré, vol. 2, t. II, Paris, Jules Renouard, 1870.
- Édouard Manet, Lettres d'Édouard Manet sur son voyage en Espagne, Paris, Arts, 16 mars 1945.
- Adolphe Tabarant, Manet et ses œuvres, Paris, Gallimard, 1947, 600 p..
- Antonin Proust, Manet souvenirs publiés par A.Barthélemy, Paris, librairie Raynouard, 1947, 600 p. ; rééd.
- Georges Bataille, Manet, Genève, Albert Skira, 1955.
- Pierre Gassier, Goya, étude biographique et critique, Genève, Albert Skira, 1955.
- Claude Pichois et Jean Ziegler, Baudelaire, correspondance, vol. 2, t. II, Paris, Gallimard, 1973.
- (en) Anne Coffin Hanson, Manet and the modern tradition, New Haven et Londres, Yale University Press, 1977 et 1980 (ISBN 0300024924).
- Théophile Gautier, Voyage en Espagne : catalogue de l'exposition du 3 mars au 3 juin à l'espace Van Gogh, Arles, Paris, Gallimard, 1981 (1re éd. 1859).
- Sébastien Goeppert, Herma Goeppert et Patrick Cramer, Pablo Picasso : les livres illustrés, Genève, Patrick Cramer, 1983.
- (es) Catalogue de la rétrospective pour le 250e anniversaire de la naissance de Goya, Madrid, Musée du Prado, 1983 (ISBN 8487317480).
- Françoise Cachin, Charles S. Moffett et Juliet Wilson-Bareau, Manet 1832-1883, Paris, Réunion des musées nationaux, 1983, 544 p. (ISBN 2-7118-0230-2).
- (fr) Sophie Monneret, L'Impressionnisme et son époque, vol. 2, t. I, Paris, Robert Laffont, 1987, 997 p. (ISBN 2-22105412-1).
- (fr) Sophie Monneret, L'Impressionnisme et son époque, vol. 2, t. II, Paris, Robert Laffont, 1987, 1185 p. (ISBN 2-22105413-X).
- Michel Laclotte et Jean-Pierre Cuzin, Dictionnaire de la peinture, Paris, Larousse, 1987, 991 p. (ISBN 978-2-03-511307-8).
- Alvaro Martinez-Novillo, Le Peintre et la Tauromachie, Paris, Flammarion, 1988.
- Pierre Gassier, Goya, toro y toreros, Arles, Actes Sud, 1990 (ISBN 2868695353), section Carnets.
- Mario Bois, Manet, tauromachies et autres thèmes espagnols, Paris, Plume, 1994, 167 p. (ISBN 2-908034-72-7).
- Pierre Daix, Dictionnaire Picasso, Paris, Robert Laffont, 1995 (ISBN 2221074432), section Carnets.
- Jean-Louis Prat (dir.), Bacon-Freud, expressions, Saint-Paul, Fondation Maeght, 1995, 208 p. (ISBN 2-900923-11-5).  Jean-Louis Prat a été le directeur de la Fondation Maeght jusqu'en 2004, année où il a démissionné (cf. liberation.fr).
- Jean-Claude Lebenztejn, Francis Bacon : Notes sur Francis Bacon, Paris, Éditions du Centre Pompidou, 1996, 335 p. (ISBN 2-85850-881-X).  Ouvrage collectif comprenant aussi des articles de John Berger, Gaëtan Picon, David Sylvester, Michel Leiris, Jacques Dupin, Jean-Louis Schefer, Lawrence Alloway, Michael Fried.
- Annie Maïllis, Michel Leiris, l'écrivain matador, Paris, L'Harmattan, 2000, 305 p. (ISBN 2738464378).

### Documents et biographies
Dans l'ordre chronologique des éditions :

#### Ouvrages
- Éric Baratay et Élisabeth Hardouin-Fugier, La Corrida, vol. no 568, Paris, PUF, 1995 (ISBN 2130468829, lire en ligne)
- Nicolás Fernández de Moratín, Lettre historique sur l'origine et les progrès des fêtes tauromachiques en Espagne, 1777. Écrit à la demande du prince Pignatelli, l'ouvrage réfute toute parenté entre les jeux romains et les courses de taureaux espagnoles[4].
- José Bergamín El Arte de Birlibiloque, 1930 ; Le temps qu'il fait, 1990 et 1998  (ISBN 286853001X). Un texte d'exégèse d'un grand intellectuel espagnol, disciple de Miguel de Unamuno.
- Dominique Aubier, Guerre à la Tristesse, photos Inge Morath, préface Henry de Montherlant. Couverture Pablo Picasso. Éd. Delpire, 1966.
- Larry Collins et Dominique Lapierre, …Ou tu porteras mon deuil, Robert Laffont, 1967, publié poche collection Livre de poche. La vie et le destin du légendaire « El Cordobés ».
- José Bergamín, La musica callada del toreo, 1981, publié en France sous le titre La Solitude sonore du toreo au Seuil, 1989. Un grand texte sur l'esthétique de la Tauromachie par un grand intellectuel espagnol. Bergamin y prend le contre-pied de nombre des thèses qu'ils développait dans L'Art de Birlibirloque.
- Pierre Daulouède, Les carnets du vétérinaire, ou la corrida à l’envers, édité par la Peña Taurine Côte Basque, 1990.
- Bernard Rapp (dir.) et Jean-Claude Lamy (dir.), Dictionnaire des films du monde entier, Paris, Larousse, 1990, 832 p. (ISBN 2-03-512305-4)
- José Bergamín El Arte de Birlibiloque, 1930, publié en France par Le temps qu'il fait, 1990 et 1998.  (ISBN 286853001X). Un texte d'exégèse d'un grand intellectuel Espagnol, disciple d'Unamuno.
- Camilo José Cela, L'aficionado, Verdier, 1992, les principaux textes taurins du prix Nobel de littérature espagnol, amoureux du toreo de salon.
- François Coupry, La corrida, éditions Milan, 1997, collection les essentiels  (ISBN 2841135284).
- Joël Bartolotti, Gallito, Éditions de l’Union des Bibliophiles Taurins de France, 1997. La vie de « Gallito » alias « Joselito », mort en 1920, aujourd’hui encore considéré comme l’un des plus grands – si ce n’est le plus grand – de tous les matadors.
- Alain Montcouquiol, Recouvre-le de lumière, Verdier, 1997.

Un ouvrage poignant écrit par l'ancien matador « Nimeño I », apoderado de son frère Christian « Nimeño II », qui, après avoir été grièvement blessé par un taureau de Miura et en avoir gardé un bras paralysé, s'est suicidé. Ce texte a été joué par Philippe Caubère en 2003.
- Bartolomé et Lucile Bennassar, Le Voyage en Espagne, anthologie des voyageurs français et francophones du XVIe siècle au XIXe siècle, Paris, Robert Laffont, 1998.
- Jacques Durand, Chroniques de sable, Atlantica, 2000, textes et récits du chroniqueur taurin du journal Libération.
- Francis Marmande, Curro, Romero y Curro Romero, Verdier, 2001.

Sur le célèbre Curro Romero, le Pharaon de Séville, qui toréa jusqu'à l'âge de 66 ans, suscitant l'extase et l'exaspération des aficionados.
- Francis Marmande,  À partir du lapin, Verdier, 2002.

À partir de ses chroniques au journal Le Monde.
- Victorino Martín García, Victorino par Victorino, traduction de Roger Dumont, Atlantica, 2002.
- Pierre Daulouède, Toromanie, Atlantica, 2003. Une « suite » aux carnets du vétérinaire.
- Domingo Delgado de la Cámara, Le Toreo revu et corrigé, traduction de Manuel Rodríguez Blanco, Loubatières, 2004.
- Élisabeth Hardouin-Fugier, Histoire de la corrida en Europe du XVIIIe au XXIe siècle, Connaissances et Savoirs, 2005, 382 p. (ISBN 9782753900493), préface de Maurice Agulhon. On trouvera dans cet ouvrage une bibliographie, pages 329 à 356.
- Anne Plantagenet, Manolete, le calife foudroyé, Ramsay, 2005. Le destin d’un « révolutionnaire » de la corrida.
- Dimitri Mieussens, De l'importance majeure d'une entorse mineure : la tauromachie et l'animal en France, L'Harmattan, 2006, 302 p. (ISBN 978-2747597562, lire en ligne).
- Éthique et esthétique de la corrida, numéro spécial de la Revue critique, septembre 2007, Paris, Éditions de Minuit. Dès sa naissance, la corrida a inspiré artistes, poètes et théoriciens. La revue fondée par Georges Bataille devait tôt ou tard lui consacrer un numéro spécial. « Parce qu’elle n’est ni un sport, ni un jeu, ni un sacrifice, qu’elle est plus qu’un spectacle et moins qu’un rite, qu’elle n’est pas tout à fait un art ni vraiment un combat, elle emprunte à toutes ces pratiques, qui sont la culture même, et en fait un tout original en les poussant hors d’elles-mêmes. »
- Marine de Tilly, Corridas - De sang et d'or, éditions du Rocher, 2008  (ISBN 9782268065151).
- La Corrida dans la littérature du XIXe siècle, Lord Byron, Prosper Mérimée, Théophile Gautier, Alexandre Dumas, ouvrage collectif, témoignages d'écrivains, édition Pimientos, 2009  (ISBN 978-2-912789-97-6).
- Élisabeth Hardouin-Fugier, La Corrida de A à Z, Saint-Cyr-sur-Loire, Éditions Alan Sutton, 2010 (ISBN 9782813801876).
- (fr) Joaquín Vidal et Ramón Masats, L'Aventure du toro, Barcelone, Lunwerg editores, 1998 (ISBN 84-7782-487-8)
- Francis Wolff, Cinquante raisons de défendre la corrida, Éditions Mille et une nuits, Paris, coll. « Les Petits Libres », numéro 74, mai 2010  (ISBN 2755505761). Un philosophe répond à cinquante questions pour défendre et expliquer la tauromachie.
- Jean-Baptiste Maudet, Terres de taureaux, Casa de Velázquez, 2010 (ISBN 9788496820371).
- Francis Wolff, L'Appel de Séville. Discours de philosophie taurine à l'usage de tous, éd. Au diable vauvert, 2011.

#### Articles
- Alain Perret (préfacé par Théodore Monod et Philippe Val), La Mafia tauromaniaque, pamphlet, Les Écrits sauvages, 1993.
- Éric Baratay, « Représentations et métamorphose de la violence : la corrida en France (1853 à nos jours », Revue Historique, 1997, 1, lire en ligne.
- Éric Baratay, « Comment se construit un mythe : la corrida en France au XXe siècle », Revue d'histoire moderne et contemporaine, 1997, 2, en ligne sur Persée.
- Claire Starozinski, On est toujours le taureau de quelqu'un, préface de Théodore Monod, 2003 Alliance pour la suppression des corridas  (ISBN 9782951304314).
- Claire Starozinski, La Face cachée des corridas, Alliance pour la suppression des corridas, 2006  (ISBN 2951304323).
- Guilhem Andrieu, L’existence de la corrida au XXIe siècle Analyse et perspectives de l’ « exception culturelle corrida », Université Lyon 2, Institut d'Études politiques, thèse soutenue en septembre 2009, membre du jury Francis Wolff, lire en ligne.